# Principaux architectes du Touquet-Paris-Plage

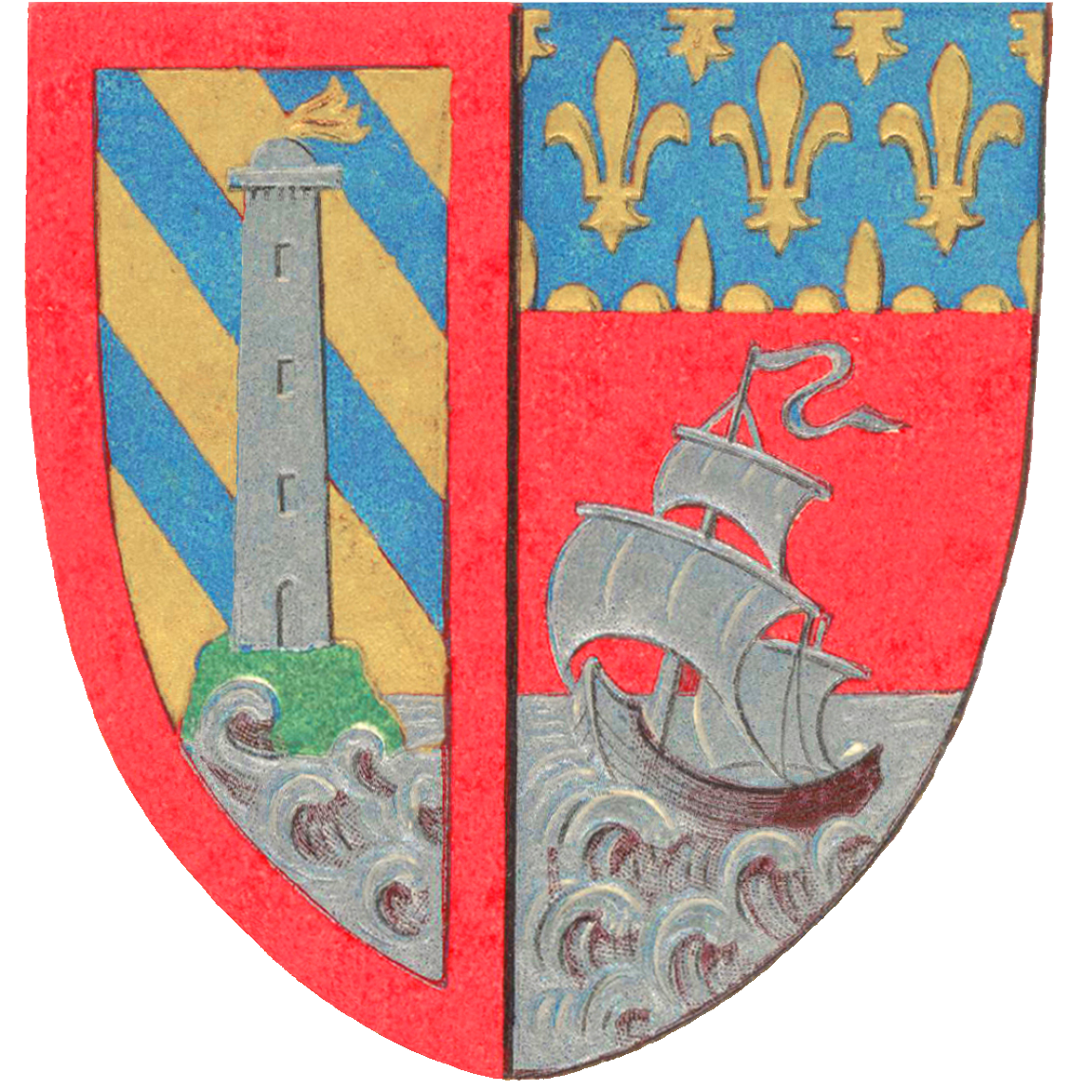
Blason du Touquet-Paris-Plage.

Cet article liste les principaux architectes du Touquet-Paris-Plage appelés pour dessiner les plans des constructions réalisées lors des premiers lotissements de Paris-Plage (1888-1912) puis du Touquet-Paris-Plage, commune française située dans le département du Pas-de-Calais en région Hauts-de-France. 107 architectes sont répertoriés dans cette article en 2024.

## Historique
L'architecture du Touquet-Paris-Plage est particulièrement diversifiée et inventive. Anglo-normandes, rococo, baroques, les villas reflètent l'immense créativité des architectes, ainsi de 1888 à 1910 : Billoré, Guillemin, Lesueur, Ridoux, Bienaimé, Holt, Cordonnier… puis de 1920 à 1936 : Jourde, Hoyez, Martinet, Bluysen, Quételart, Debrouwer, Drobecq, Dufossé, Pouthier, Boissel, Bérard, Bloch, Bical….

## Architectes
- Haut – A
- B
- C
- D
- E
- F
- G
- H
- I
- J
- K
- L
- M
- N
- O
- P
- Q
- R
- S
- T
- U
- V
- W
- X
- Y
- Z

### A
Sans objet.

### B

#### H. de Barry

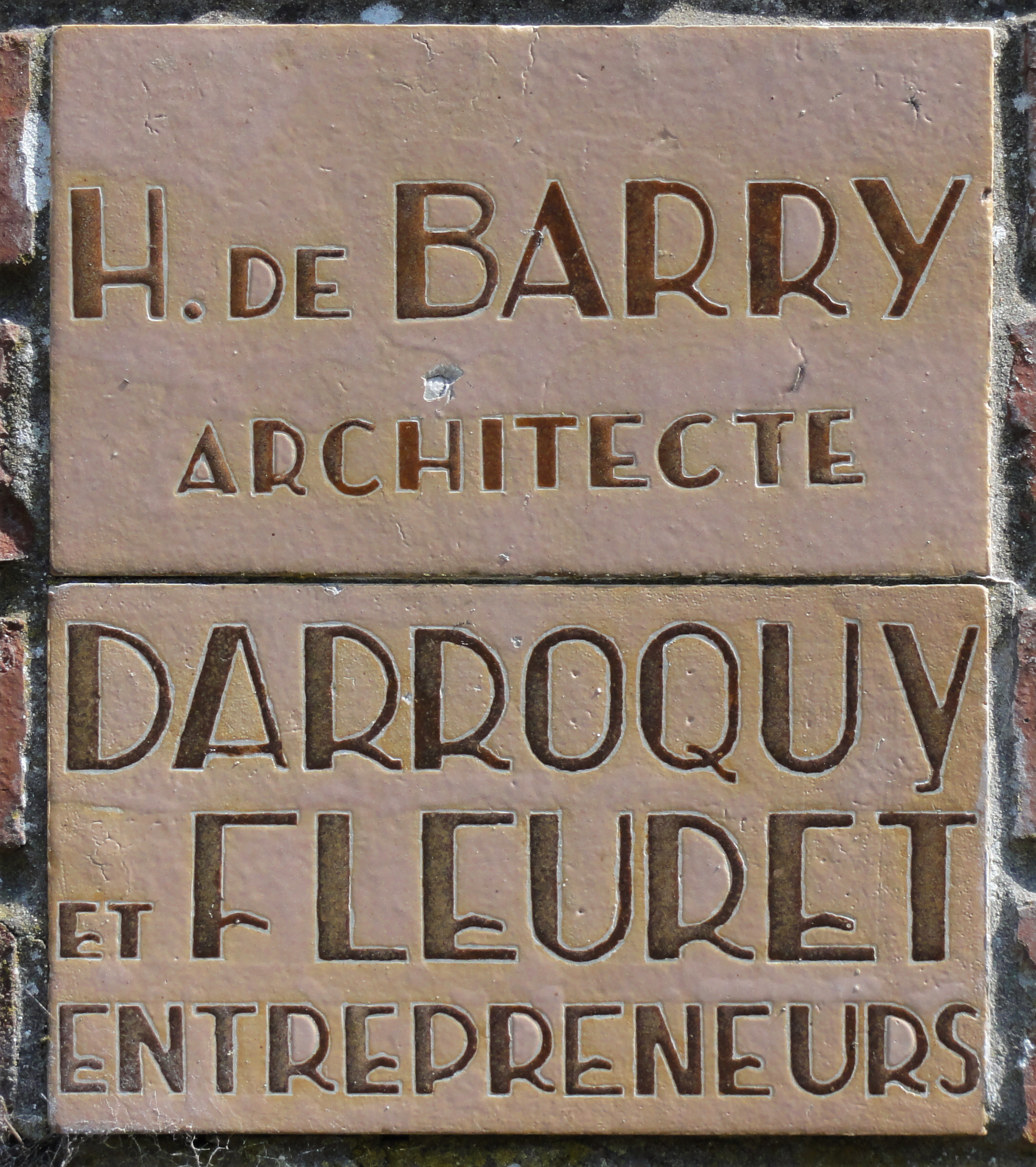

Il est l'architecte de la villa Bois Dormant, avenue des Ombrages, construite en 1932.

#### André Bérard

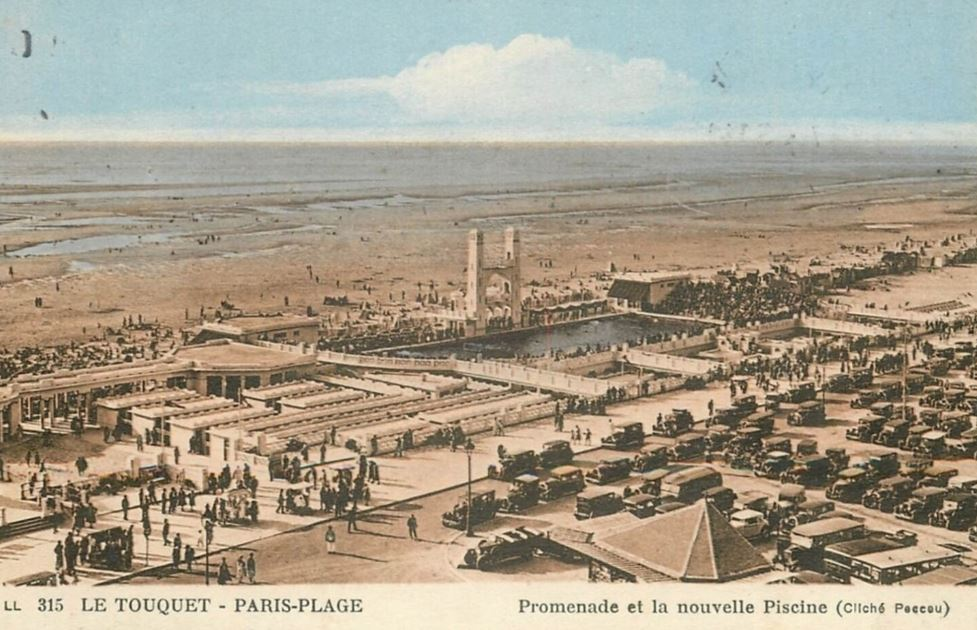

André Bérard est l'architecte qui a conçu la piscine du Touquet-Paris-Plage, construite en 1930 et inaugurée le 28 mai 1931, la « plus grande piscine d'Europe ».

#### Étienne Bergounioux
Étienne Maurice Bergounioux est né le 24 octobre 1873 dans le 6e arrondissement de Paris et mort le 23 mars 1946 à Vert (Yvelines). Il épouse en premières noces Anna Joséphine Alexandrine Viteman le 12 août 1896 en la mairie du 6e arrondissement de Paris, puis en secondes noces Augustine Clémentine Exmelin le 27 février 1901 en la mairie du 5e arrondissement de Paris et en troisième noces avec Odette Marguerite Bertran le 23 mai 1942 à Mantes-Gassicourt,,.
Il est l'architecte qui, à la demande de John Whitley, transforme, en 1903, le château Daloz en hôtel de la Forêt.
Il dessine également le plan du futur « parc central » (jardin d'Ypres, aujourd'hui) se trouvant dans le prolongement de la rue Jean Monnet entre l'église Sainte-Jeanne-d'Arc et l'hôtel de ville.
Il est fait officier d'Académie en 1898.

#### Paul Bertrand

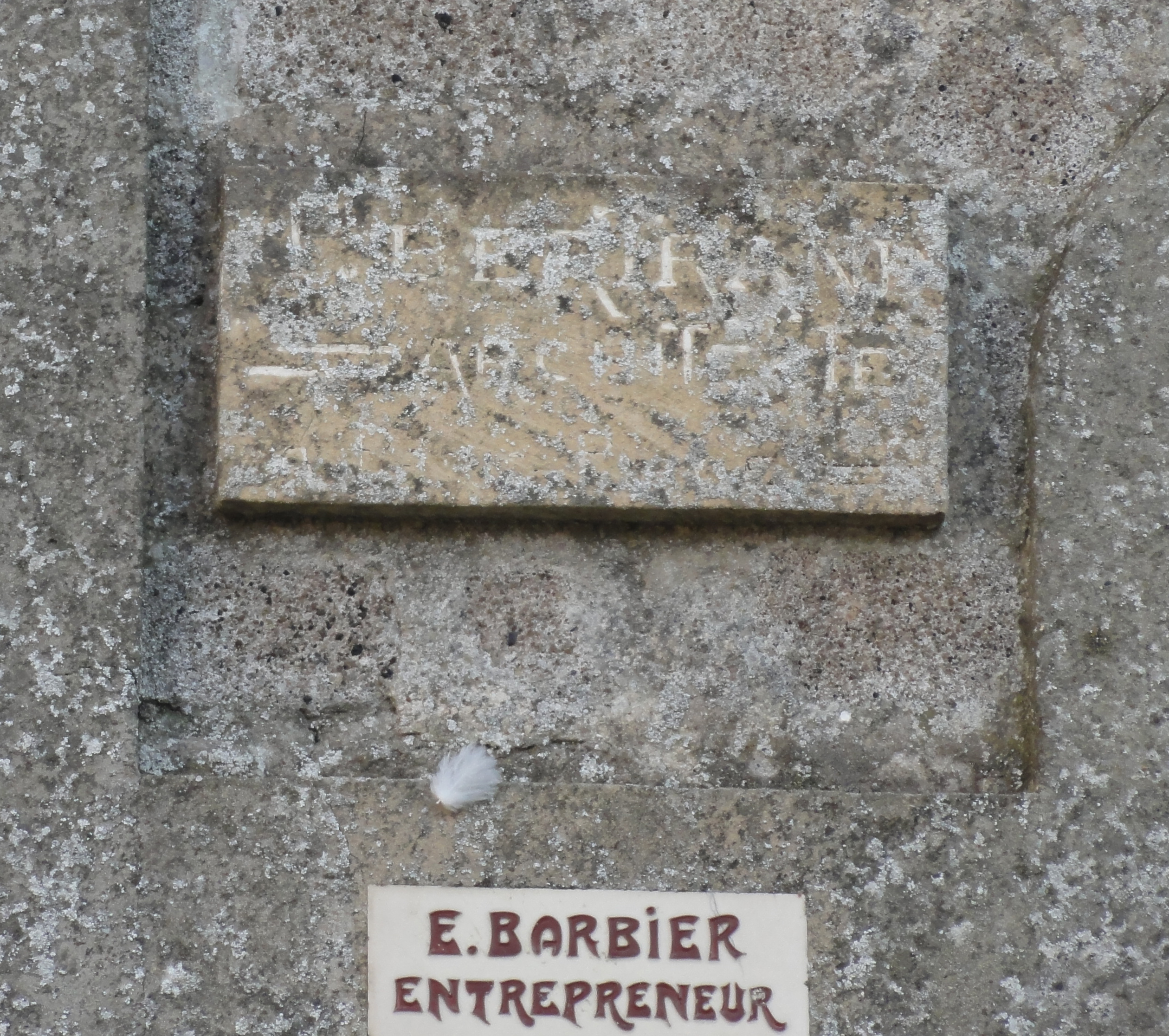

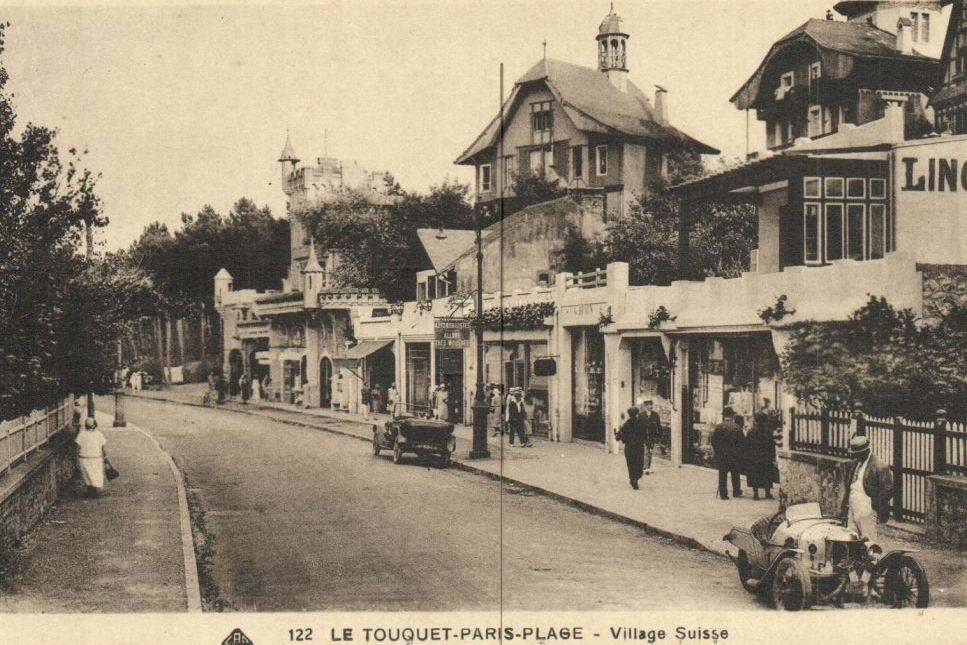
Le village suisse.

Paul Bertrand (1870-1945) est un architecte français originaire de Rouen.
Il est l'architecte de l'îlot dit le Village Suisse, construit en 1906, à Paris-Plage.
En 1911, il demeure, avec son épouse et ses trois filles, dans le quartier Quentovic à Paris-Plage.

#### Arsène Bical

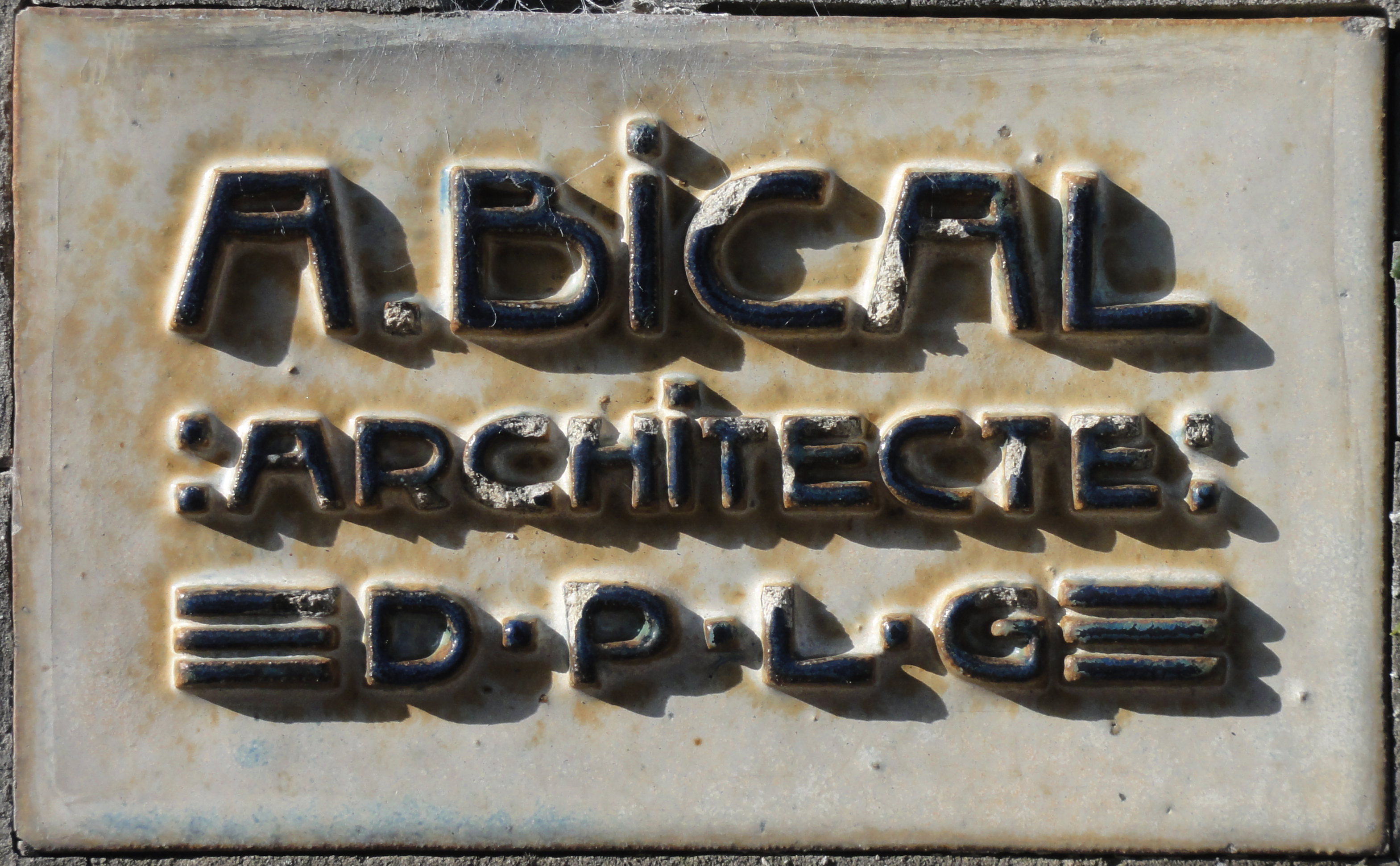

Arsène Bical (1884-1925) est un ancien associé d'Albert Pouthier. Il s'installe au Touquet en 1907.
Il est l'architecte des villas L'Arcachonnaise (avec Albert Pouthier), Le Canter (anciennement Prébois (avenue des Pyroles),, La Chamade (avenue de la Reine-May) anciennement La Pochade,, La Closerie (177 avenue des Oyats), Les Géraniums Pourpres anciennement Tante Bob (avenue de la Reine Victoria),, Good Luck (18, avenue des Oyats),, L'Heure bleue, La Hutte (avenue Louis Aboudaram), pour Léon Soucaret, La Marivole, Ma Mie, La Musardière, Le Nid (118, avenue de la Reine Victoria),, Pelléas (rue de Metz) avec Albert Pouthier, Le Petit Trianon (277, avenue John Whitley),, Rogeleine, La Sablière et des deux villas jumelles et mitoyennes Le Sphinx et Les Pyramides.
Il est également l'architecte des bureaux de la Société générale immobilière, place de l'Hermitage.
Une avenue porte le nom d'Arsène Bical.

#### Anatole Bienaimé

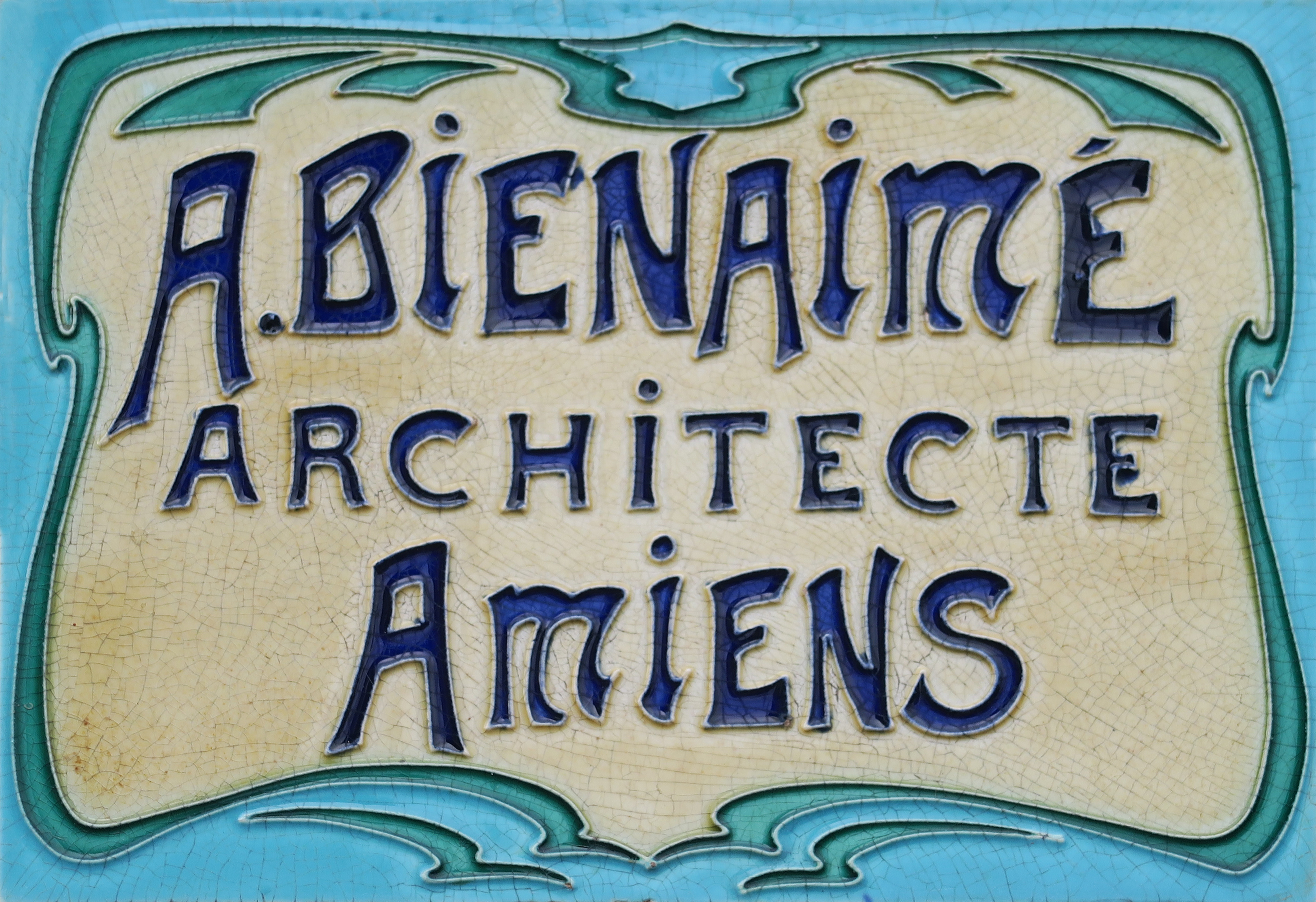

Anatole Bienaimé (1848-1911) est l'architecte de plus de 100 villas : Armand, Concordia Junior, Cottage Fleuri, Giroflée-Girofla (72, rue de Moscou), Le Goéland, Les Lucioles, Lydéric et Phinaert (6-8, rue Jean Monnet), Mars-Vénus-Saturne (62-66, rue Léon Garet), PierretteRayon Vert, Le Roi d'Ys (45bis, boulevard Daloz), Rose des Alpes, Rose-Mousse, La Royana (86, rue de Moscou), Saint-Maurice, La Sapinière, Les Sapins (26, rue de Moscou), Les Sarcelles, Suzette, Monejan, Touquette, Zermatt…
Il est également l'architecte d'un groupe de chalets situés rue d’Étaples, pour M. Vibert, président du syndicat des propriétaires : de gauche à droite, lorsqu'on regarde le groupe, Yvonne et Maurice, Louis XV, Richelieu, Charles IX, Claire-Auguste; du groupe de trois villas mitoyennes Pierrette-Lisette-Micheline et du groupe Néréides-Dryades-Naïades (boulevard du Docteur Jules Pouget (anciennement boulevard de la Mer),.

#### Charles Billoré
Charles Billoré (1851-1900) est un architecte d'Amiens, conservateur de la cathédrale d'Amiens, inspecteur des travaux diocésains, officier d'Académie et membre titulaire résidant de la société des antiquaires de Picardie. Il est l'architecte du Grand-Hôtel d'Alphonse Legendre, de la chapelle Saint-André, remplacée par l'hôtel des postes du Touquet-Paris-Plage : son petit clocher rappelant la chapelle est un clin d’œil de l'architecte de la Poste, Jean Boissel.
Il est également l'architecte de plusieurs villas, dont Marthe et Marie, construites en 1887. Elles représentent le « type accompli des chalets en bois ». Situées entre la rue Saint-Amand et la rue de la Paix, elles appartiennent à Charles Herbert, artiste peintre qui en décore l'intérieur. Dans la première, les peintures murales représentent des études de cigognes et des pies sur cretonne rouge ; dans la seconde, ce sont des interprétations à l'huile, genre plein air, sur des sujets locaux.

#### Henri-Léon Bloch

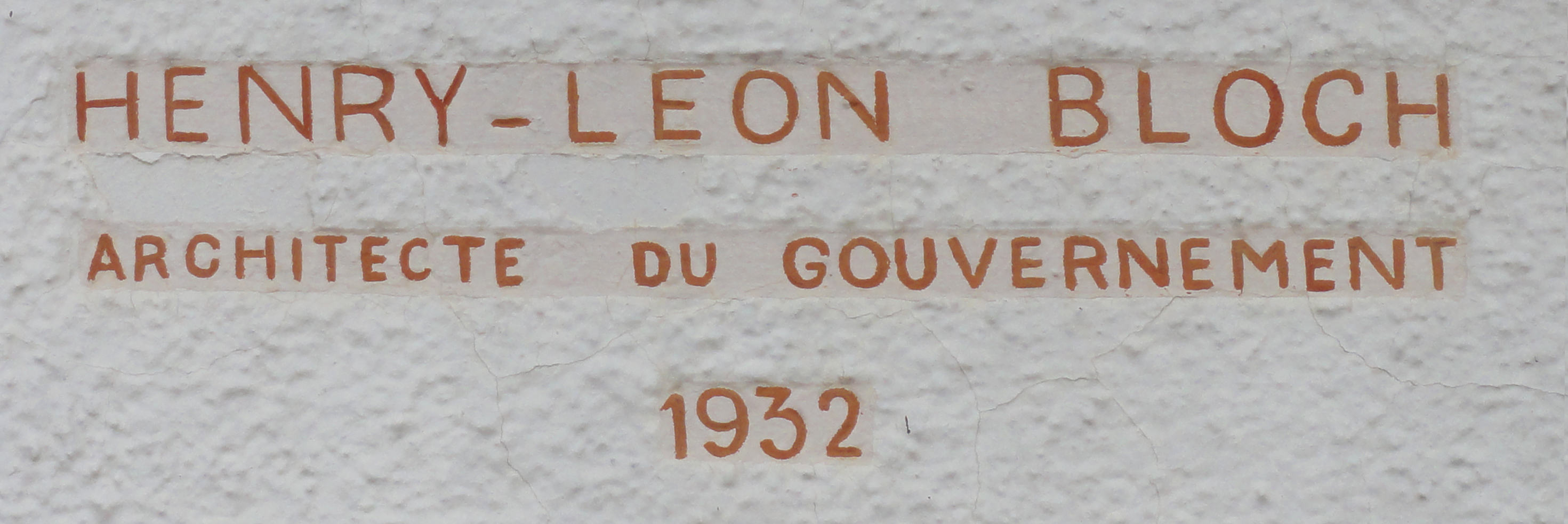

Henri-Léon Bloch, est un architecte municipal. Il est l'architecte :
- du marché couvert du Touquet-Paris-Plage ;
- de la villa Way Side, construite en 1926, musée municipal depuis 1989.

#### Arthur Blomfield Jackson

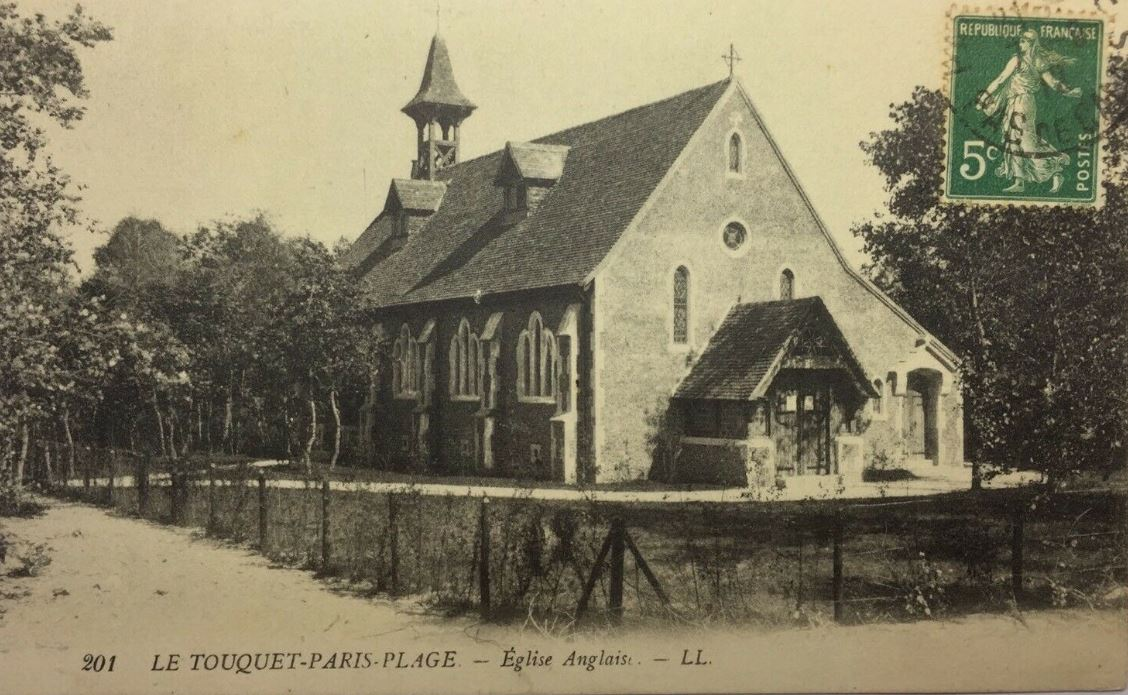
Le temple protestant.

Arthur Blomfield Jackson (1868-1951), Fellow of Royal Institute of British Architects (FRIBA), est l'architecte britannique qui a réalisé les plans, en 1909, du temple protestant situé avenue du Général-de-Gaulle, à côté du lycée hôtelier aujourd'hui. Ce temple est détruit par les bombardements alliés lors de la Seconde Guerre mondiale, il est reconstruit et inauguré au printemps 1964. Aujourd'hui, il a été transformé en salle de sports communale.

#### Auguste Bluysen

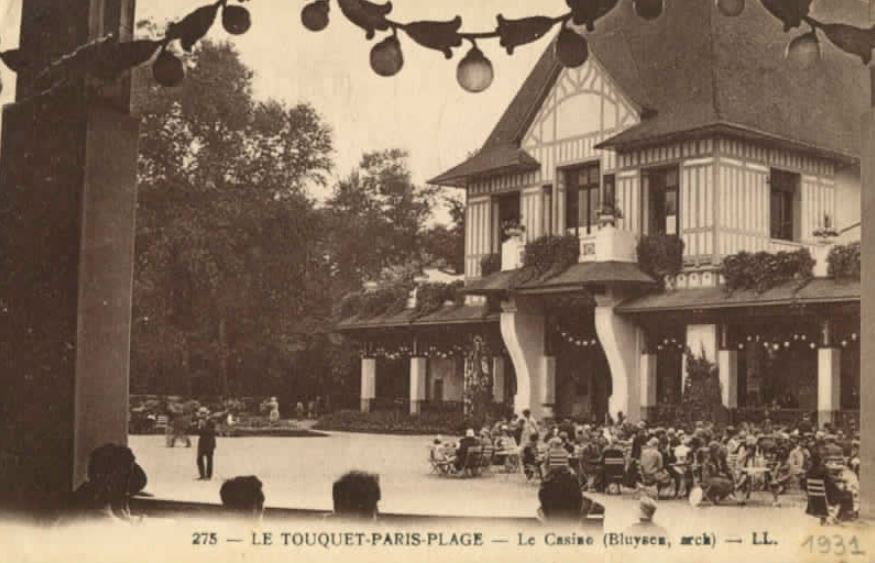
Le casino de la Forêt.

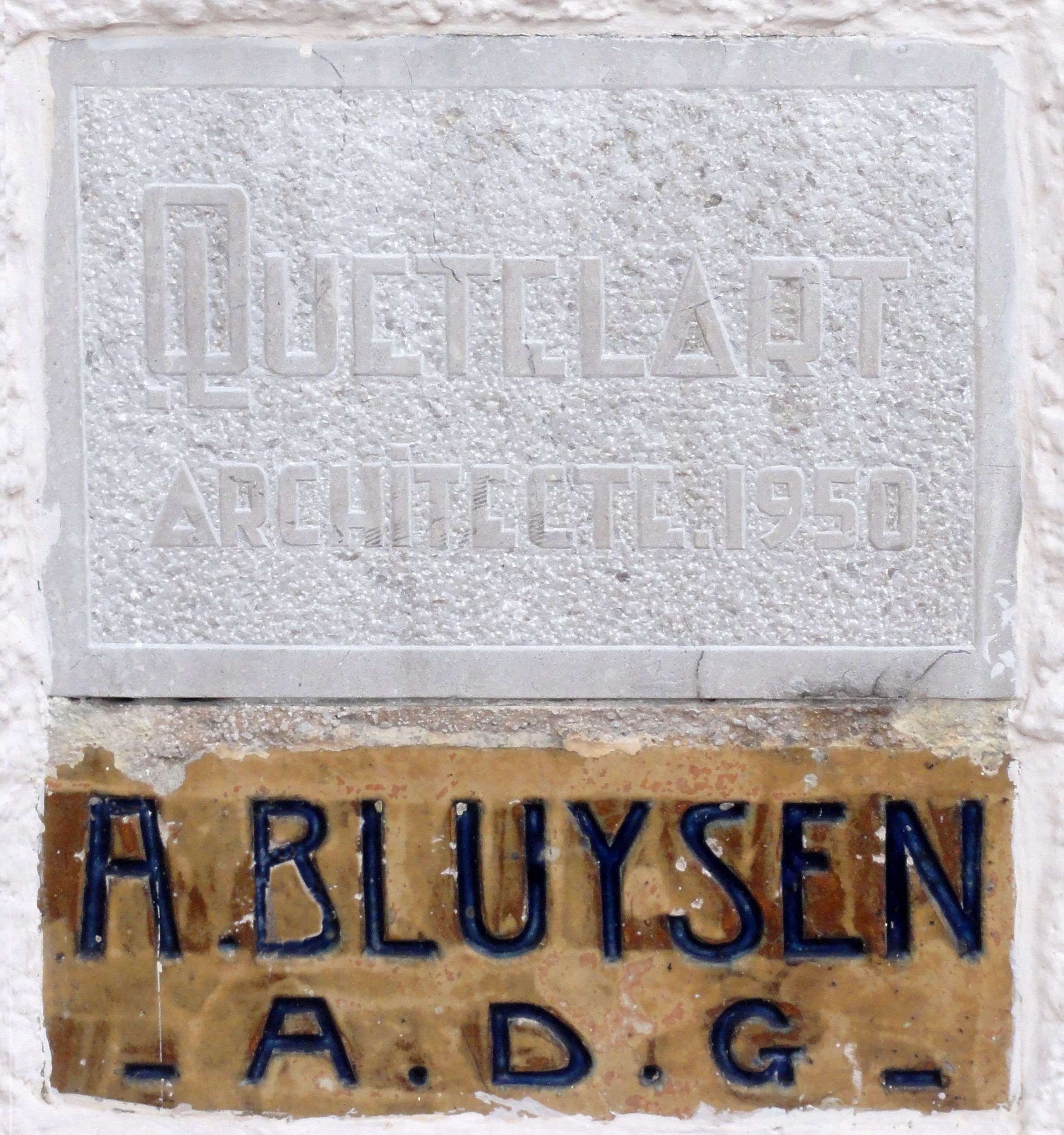

Auguste Bluysen (1868-1952) est l'auteur du casino de la Forêt et de l'hôtel Westminster.

#### Boidin et Baert
Charles Boidin et Albert Baert sont les auteurs, en 1907, de la Villa Saint-Firmin, à l'angle sud-est, du boulevard Thierry-Sabine (anciennement Digue Ridoux) et de l'avenue Duguay-Trouin. Cette villa est restaurée, dans les années 1950, par l'architecte Léon Saxer.

#### Jean Boissel

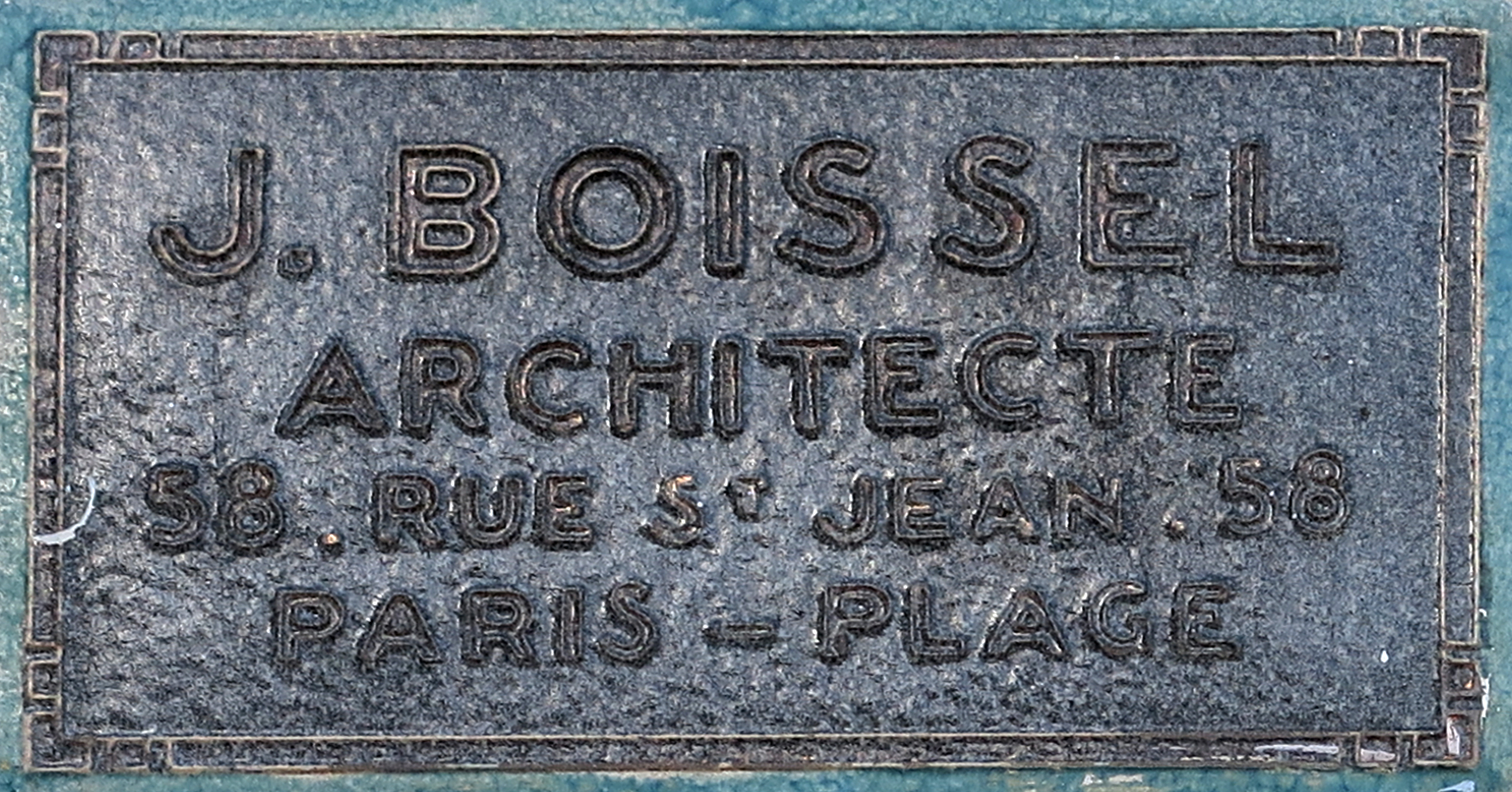

Jean Boissel (1891-1951) est l'auteur :
- de l'hôtel des postes du Touquet-Paris-Plage ; du Pré Catelan, à côté de l'aéroport, salon de thé appartenant à la société Le Touquet-Syndicate[3] ;
- des villas : Banco (avenue Fernand Recoussine)[PC 12], La Butte (anciennement Blanc-Mesnil)[2], Carte Blanche[2],[PC 13], Clarendon House, Forêt bleue, Jeannette (boulevard de la Mer (Docteur Jules Pouget aujourd'hui))[3], Mamette, Marita (boulevard du Docteur Jules Pouget)[3], La Marotte (anciennement Le Manoir des Pins)[3], l'Oiseau bleu, L'Oxer (anciennement Loin des flots) située avenue du Général de Gaulle[PC 14], Pare-Brise (avenue du Nord)[3], Premer (boulevard du Docteur Jules Pouget)[3], Sable d'Or (avenue de l'Amiral de Tourville)[3], Sainte-Thérèse (avenue de Quentovic, anciennement Dumont-d'Urville sur la partie proche de la mer)[3].

#### Gustave Boistel
Pour les articles homonymes, voir Boistel.

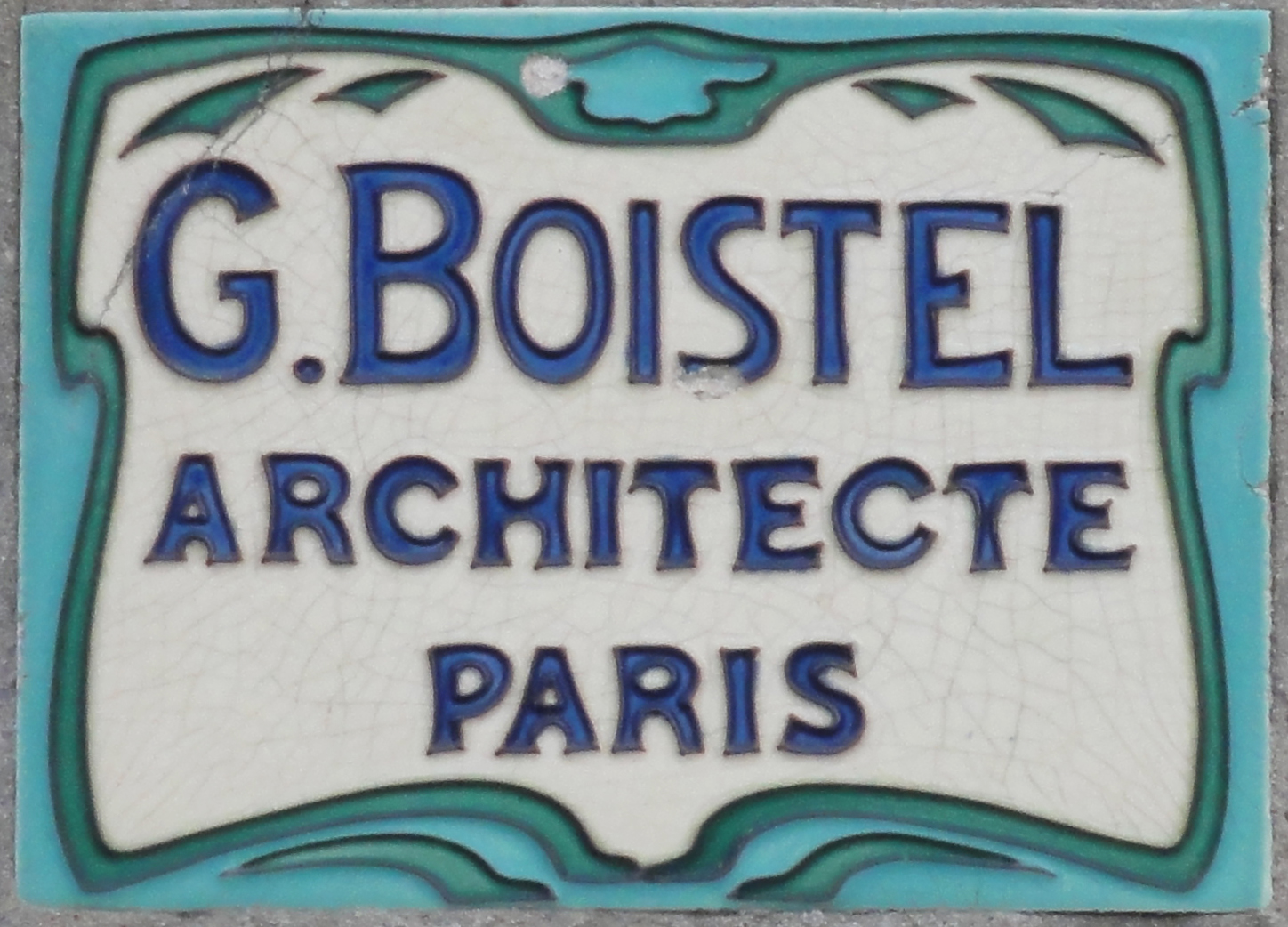

Gustave Ernest Maurice Boistel naît le 5 juin 1862 dans le 9e arrondissement de Paris du mariage de Pierre Désiré Alphonse Boistel, entrepreneur de peinture, et de Jeanne Eugènie Barbier. Il épouse Berthe Nicolas le 18 octobre 1887 à Colombes.
Il est l'architecte des villas, La Normande et La Picarde, au no 8 et au no 10, rue Léon Garet, réalisées par l'entreprise Charbonnier.
En 1903, il a ses bureaux au 8 bis, rue Jouffroy-d'Abbans, dans le 17e arrondissement de Paris.
Il est fait officier d'Académie, parution au journal officiel du 1er janvier 1910.
Il meurt le 22 mars 1925, en son domicile, au 8 bis de la rue Jouffroy-d'Abbans, dans le 17e arrondissement de Paris.

#### Bruno Borrione
Bruno Borrione est, en 2020, l'architecte de la rénovation de l'hôtel Westminster.

#### Jacques Bouchardy
Jacques Annet Hippolyte Bouchardy naît le 22 janvier 1910 dans le 10e arrondissement de Paris, fils d'Henry Jules Edgard Bouchardy, négociant, et de Maria Blanche Pierrette Léonarde Bouligaud. Il rédige sa thèse en 1935, en deux volumes, sur l'Évolution et aménagement de la région du Touquet-Berck. Il est prisonnier de guerre pendant la Seconde Guerre mondiale. Il épouse Marie-Louise Jabain (1910-1983) le 10 octobre 1943 à Guéret dans la Creuse.
Il est architecte de la Reconstruction et architecte au Touquet-Paris-Plage de plusieurs immeubles du front de mer, Dolce Vita (1961), La Caravelle (1962), Arcadia (1966), Pacific (1971), Grand Large (1973), Nevada (1975), Marie-Antoinette (1975).
il est l'architecte, en 1975, de la chaumière Woodley à Neufchâtel-Hardelot pour M. Joseph Lesur.
Il meurt le 16 novembre 1986 à Berck dans le département du Pas-de-Calais.

#### Albert Boursier

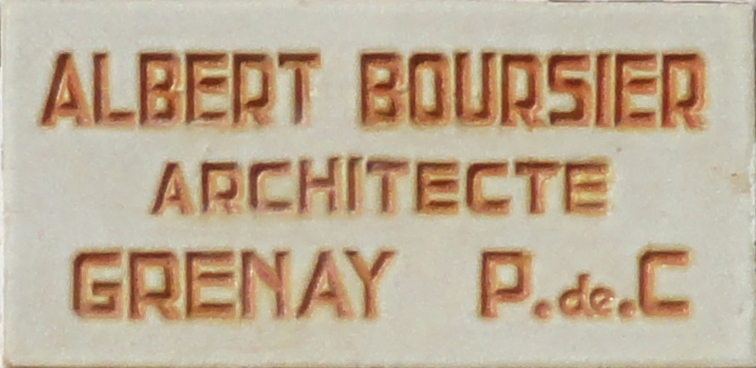

Architecte à Grenay (Pas-de-Calais), il est l'auteur de la villa Dolce Nido avenue de l’Atlantique, de la villa Sagama avenue de la Paix et de la villa Carte Blanche, 38, rue des Oyats.
Albert Alphonse Boursier naît le 29 octobre 1899, à Bruay-en-Artois, du mariage de Charles Alphonse Christophe Boursier, ajusteur, et de Jeanne Marie Ghislaine Leblan. Il épouse Delphine Beugnet le 18 septembre 1920 à Liévin.
En 1931, ils sont domiciliés rue des Brebis à Grenay et ont une fille, Charline.
Il meurt le 8 avril 1986 à Ablain-Saint-Nazaire.

#### Albert Bouvy
La famille Bouvy représente trois générations d'architectes :
- Albert Louis Joseph Bouvy, architecte, né en 1857 à Tourcoing[AD 11], actif à Roubaix, père du suivant ;
- Albert Alfred Léon Bouvy, architecte, né le 2 juin 1886 à Roubaix et mort le 24 août 1960 à Lille[AD 11]. C'est, compte tenu de l'âge, cet architecte qui est l'associé de Pers et Ferlié à leur cabinet du Touquet-Paris-Plage dans les années 1920[14], père du suivant ;
- Albert Paul Marie Joseph Bouvy naît le 24 avril 1910 à Roubaix du mariage d'Albert Alfred Léon Bouvy, architecte, et de Marie Watel. Il épouse, en premières noces, Madeleine Jacquot le 8 juin 1938 à Nice, et, en secondes noces, Yvonne Adrienne Juliette Carrier le 24 octobre 1960 dans la même ville[AD 12]. Il meurt le 17 octobre 1991 à Nice[15].

#### Pol Briaux
Pol Briaux est l'auteur au Touquet-Paris-Plage :
- de l'hôtel de la Potinière, situé à l'angle sud-est de la rue des Oyats et du boulevard du Docteur Jules-Pouget[3], de l'Alfred's Bar, angle sud-est de la rue de Paris et de la rue de Bruxelles[3], du Chatam Bar, rue Saint-Jean[3] ;
- des villas : Le Cabanon allée des Fauvettes, Hiram[3], Le Pantin allée des Rossignols, Les Vacances (anciennement Le Hulla) avenue de-Villemessant[2].

Eugène Pol Briaux, naît le 16 juin 1883 à Bar-le-Duc du mariage de Gabriel Émile Briaux, marchand de cuirs et de Marie Joséphine Auger. Il épouse Germaine Irma Dobigeon le 4 octobre 1915 à Nantes.
Il habite, en 1926, au no 23 rue Saint-Jean au Touquet-Paris-Plage.
Il meurt le 15 mars 1969 à Niort.

#### Fernand Buisset

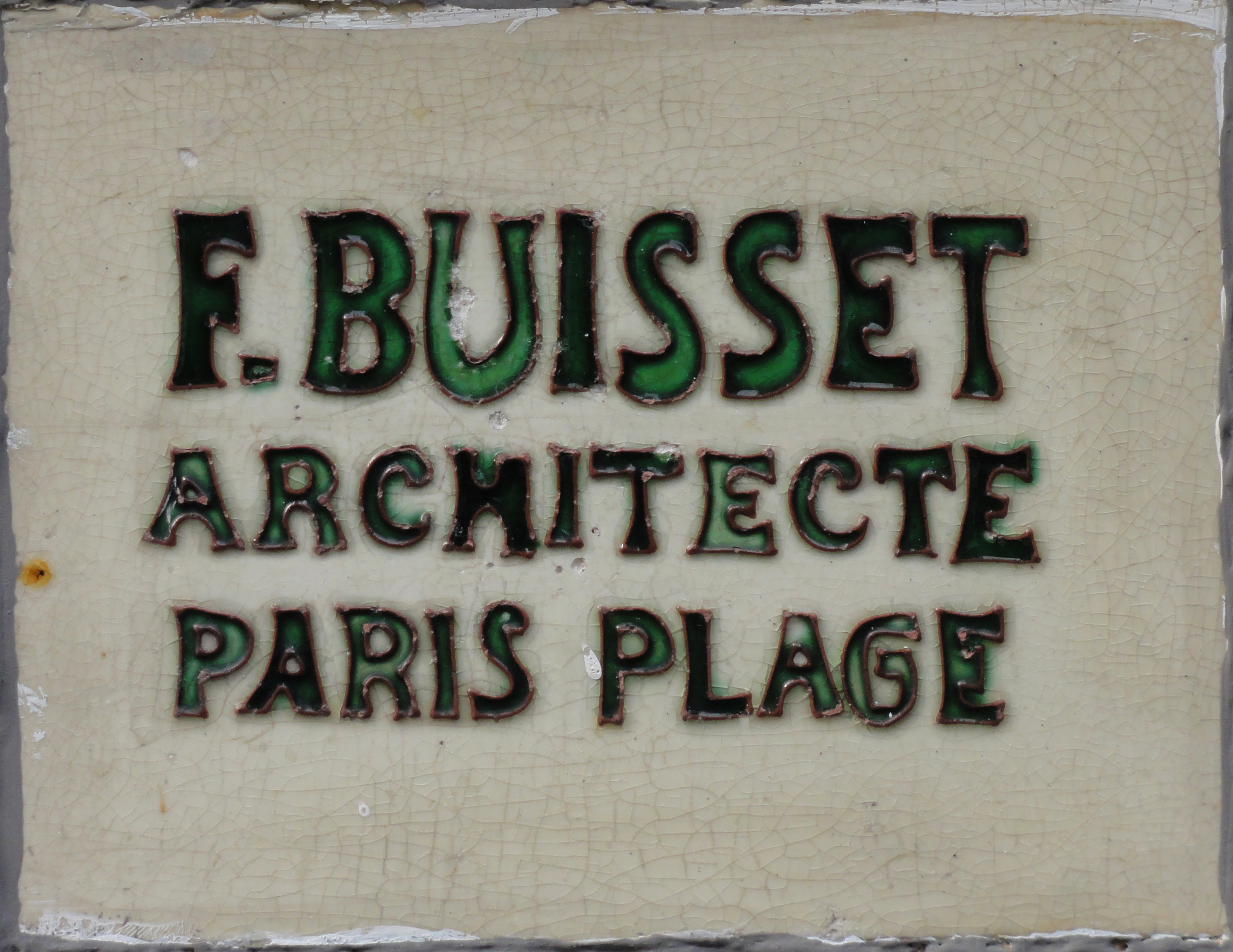

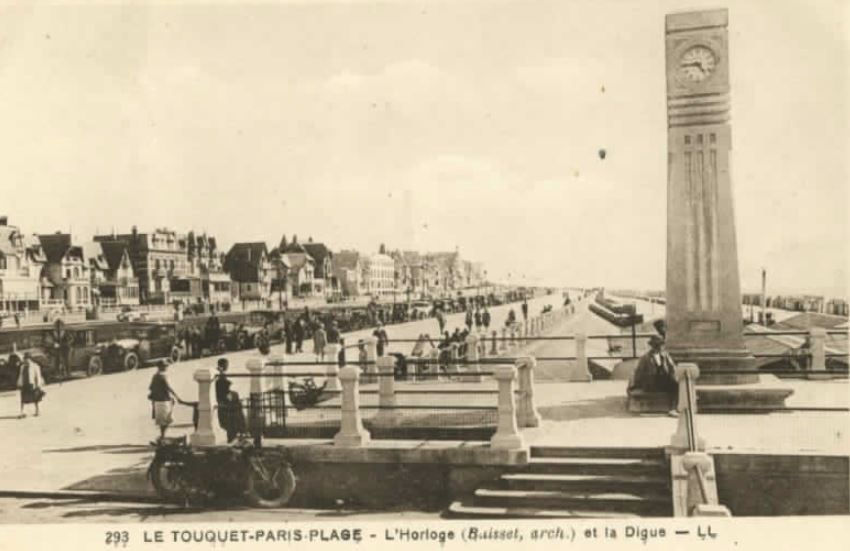
L'horloge et la digue.

Fernand Buisset, successeur d'Henri-Léon Bloch, est un architecte municipal depuis 1909. Il est également architecte agréé du département du Pas-de-Calais en 1908.
Il est élu membre de la Société académique de Paris-Plage, le 27 août 1906.

#### Jacques Bully
Jacques Bully est l'architecte du « Domaine de Whitley » construit en 1995 et sis avenue François-Godin dans les dunes. C'est un lotissement golfique à l’américaine, composé d’habitations unifamiliales et de grandes villas découpées en appartements.

### C

#### Charles Cailliez
Charles Cailliez est l'architecte de la villa Thala Dan à l'angle des allées des Rossignols et des Fauvettes.

#### Marcel Canar

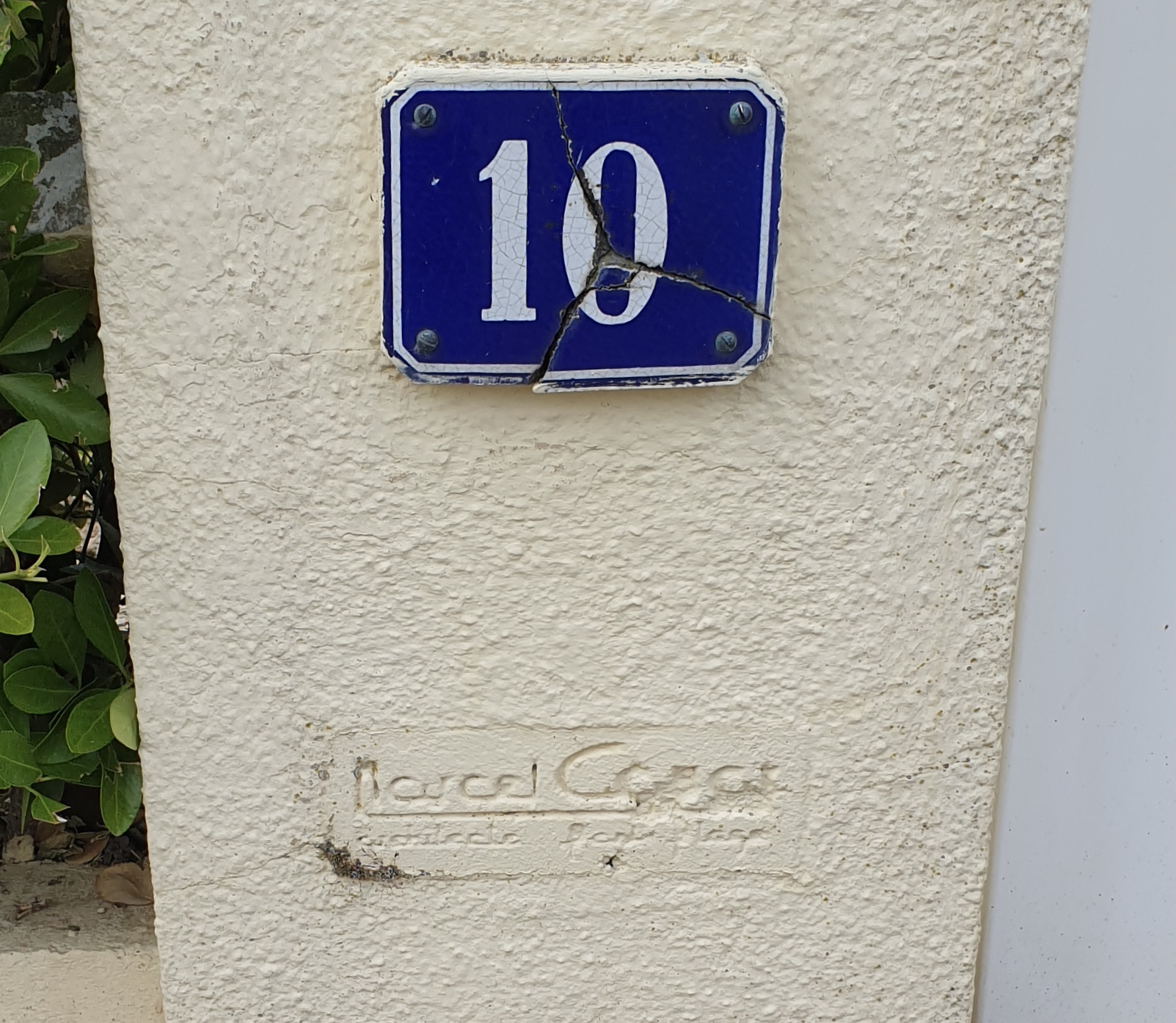

Marcel Canar est l'architecte de la villa Killucru sise au no 10 boulevard d'Artois et de la villa Les Rocailles au no 952, avenue du Golf.
Il naît le 23 janvier 1899 à Halluin, dans le Nord, et meurt le 1er juillet 1964 à Saint-Michel dans l’Aisne. Son cabinet était situé au no 37, rue des Bouchers à Lille. Il en possédait également un, au Touquet-Paris-Plage, au no 2 rue Léon Garet, au début des années 1960.

#### Pierre-Louis Carlier
Pierre-Louis Carlier, architecte à Roubaix, réalise son premier projet au Touquet-Paris-Plage avec la villa TARA sise avenue Fernand-Recoussine. Elle est construite, en 2003, sur un terrain extrait du domaine de la villa Banco.

#### André Chevalier et Armand Picard
André Chevalier et Armand Picard sont les architectes de l'hôtel Bristol, rue Jean-Monnet (anciennement Grande-Rue), de l'Harrys bar à l'angle nord-est de la rue Saint-Jean et de la rue de Londres, de la villa La Buissonnière sise avenue John-Whitley et de la villa L'Oxer (anciennement Loin des flots) sise avenue du Général-de-Gaulle.

#### Raoul Choppin

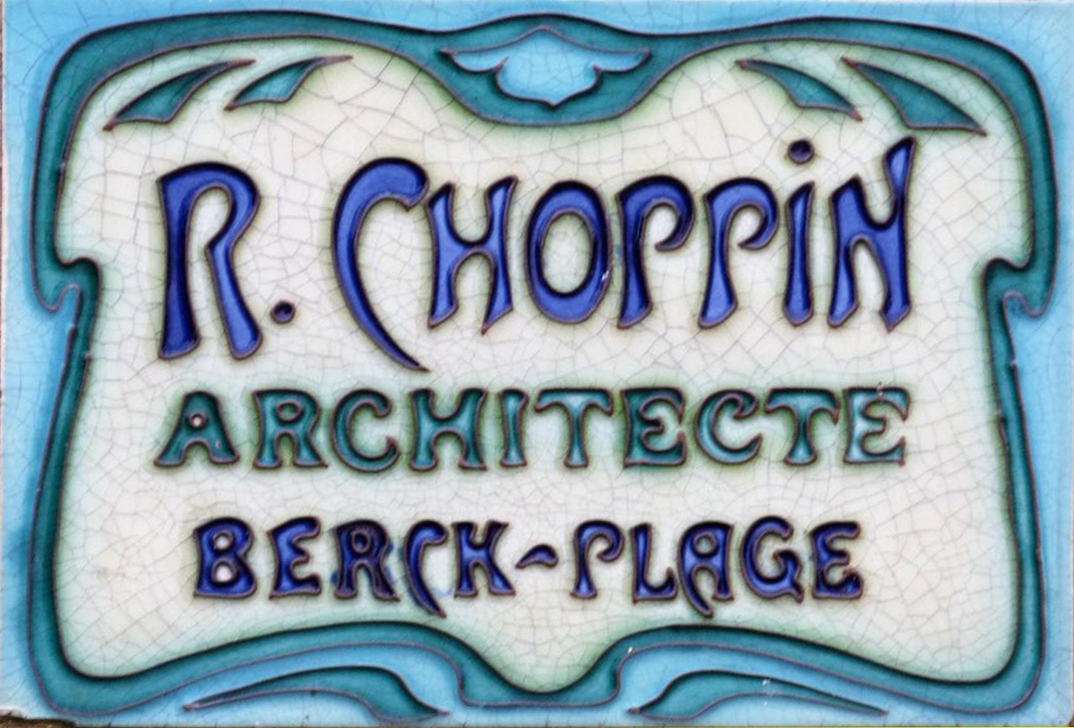

Architecte à Berck-Plage, sa plaque est visible sur les villas jumelles Romulus et Rémus sises 41 et 43, rue de Moscou, réalisées par l'entreprise Goffaux.
Raoul Emmanuel Choppin d'Arnouville naît le 18 février 1876, à Neuilly-sur-Seine, du mariage de Jacques Ernest Choppin d'Arnouville, ancien officier et de Julie Marie Blondeau. Il épouse Marcelle Désirée Cordier (1889-1958) le 19 mai 1913 à Isques dans le Pas-de-Calais.
Lors de la naissance de leur fille Denise, ils sont domiciliés au 6 rue Jeanne à Berck.
Il meurt le 2 avril 1949 à Eaubonne,.
Il est un descendant direct de René Choppin (1537-1606), jurisconsulte français, avocat à la Cour au parlement de Paris, érudit et poète.

#### Élie Chorein

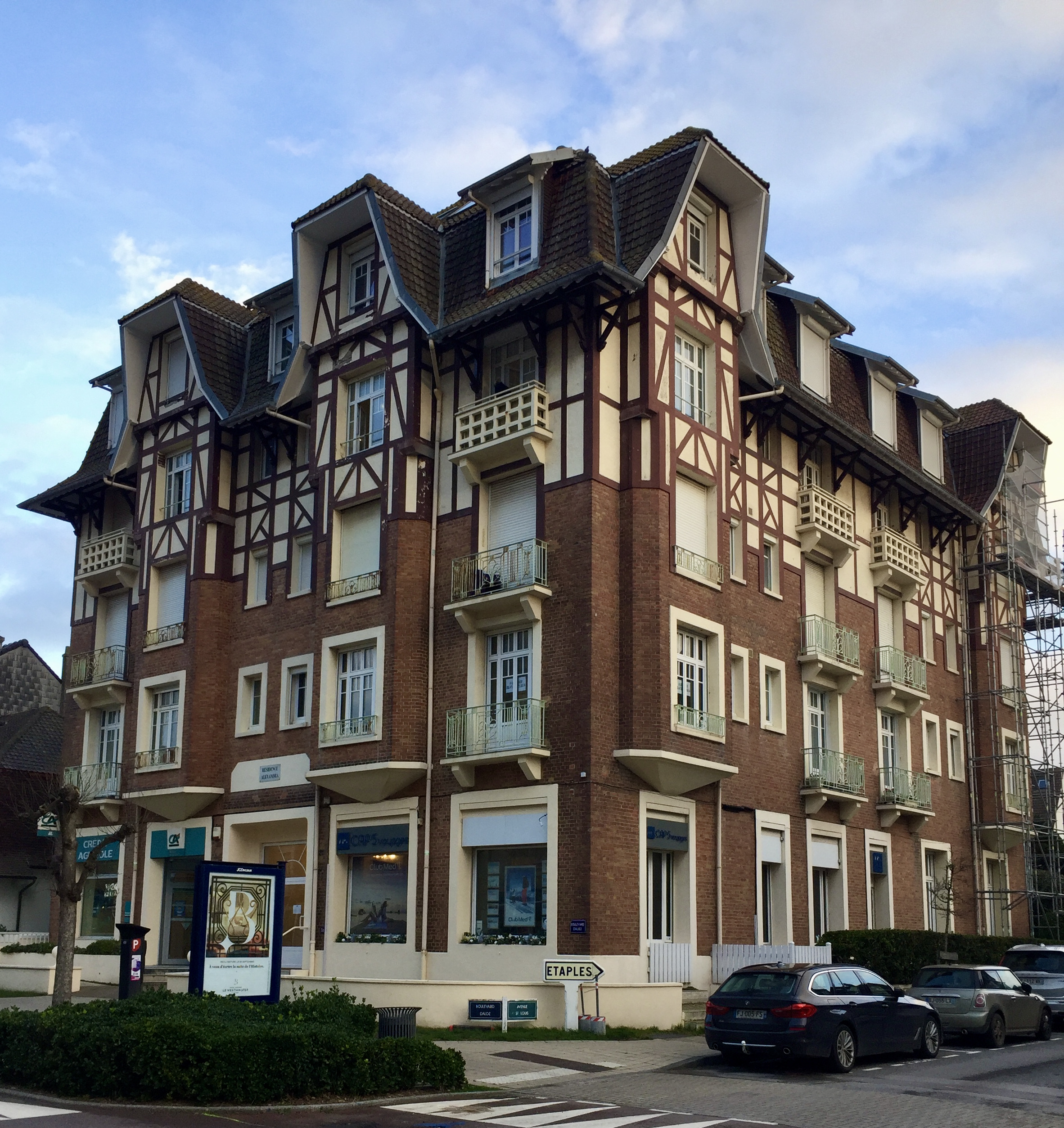
Ancien hôtel Alexandra aujourd'hui Résidence Alexandra.

Élie Chorein est l'architecte de l'hôtel Alexandra situé à l'angle nord-est du boulevard Daloz et de l'avenue Saint-Louis.
Jean Elie Marie Louis Joseph Claude Clément Chorein naît le 15 août 1887 à Saint-Étienne du mariage de Louis François Marie Chorein, comptable, et de Marie Antoinette Barberet.
Il épouse Henriette Herminie Scholer le 4 juillet 1914 à Pomponne.
Il meurt le 20 avril 1945 à Amiens.

#### Anne Choteau
Anne Choteau est l'architecte de la villa Pixley construite en 2005 allée des Aubépines.

#### Collcutt and Hamp
L'architecte anglais Thomas Edward Collcutt est l'auteur de la villa Golf Cottage, allée des Amazones, et de la villa Les Bouleaux, construite en 1904, allée des Amazones.
Il s'est associé, à partir de 1906, avec le britannique Stanley Hinge Hamp (1877-1968), au sein du cabinet « Collcutt and Hamp », et ils réaliseront les plans de quelques villas au Touquet-Paris-Plage,.

#### Clément Coquenpot
Clément Coquenpot est l'architecte de la villa Dolce Vita, construite en 1926, au no 223, allée des Fauvettes et de l'hôtel White-Star, en 1929, à l'angle nord-ouest de la rue de Metz et de la rue Saint-Jean.
Clément Henri Victor Coquenpot naît le 19 juillet 1890 à Saint-Germain-en-Laye du mariage de Clément Valentin Henri Joseph Coquenpot, médecin vétérinaire, et de Lucie Marguerite Louise Desestre. Il épouse, en premières noces, Lucie Florence Andrée Desvilles, le 1er août 1921 dans le 8e arrondissement de Paris, et, en secondes noces, Modesta Caroline Maria Alberta Schwarzenberg, le 26 août 1936 dans le 16e arrondissement de Paris dont il divorce le 3 juillet 1941.
Son nom est cité dans la presse, en 1922, dans une histoire de fraudes aux dommages de guerre incriminant Léon Armand, constructeur spécialiste de Valenciennes. Clément Coquenpot y a dénoncé des pratiques frauduleuses de majoration de dommages de guerre, de présentations de faux mémoires et factures fictives relatives à la construction d'une usine non existante.
En 1937, ses bureaux sont situés au 6, rue des Eaux dans le 16e arrondissement de Paris et il dispose d'une agence, villa Rayon de Soleil, au 77, rue de Londres au Touquet-Paris-Plage.
Il meurt le 14 novembre 1969 à Cagnes-sur-Mer,.

#### Louis Marie Cordonnier

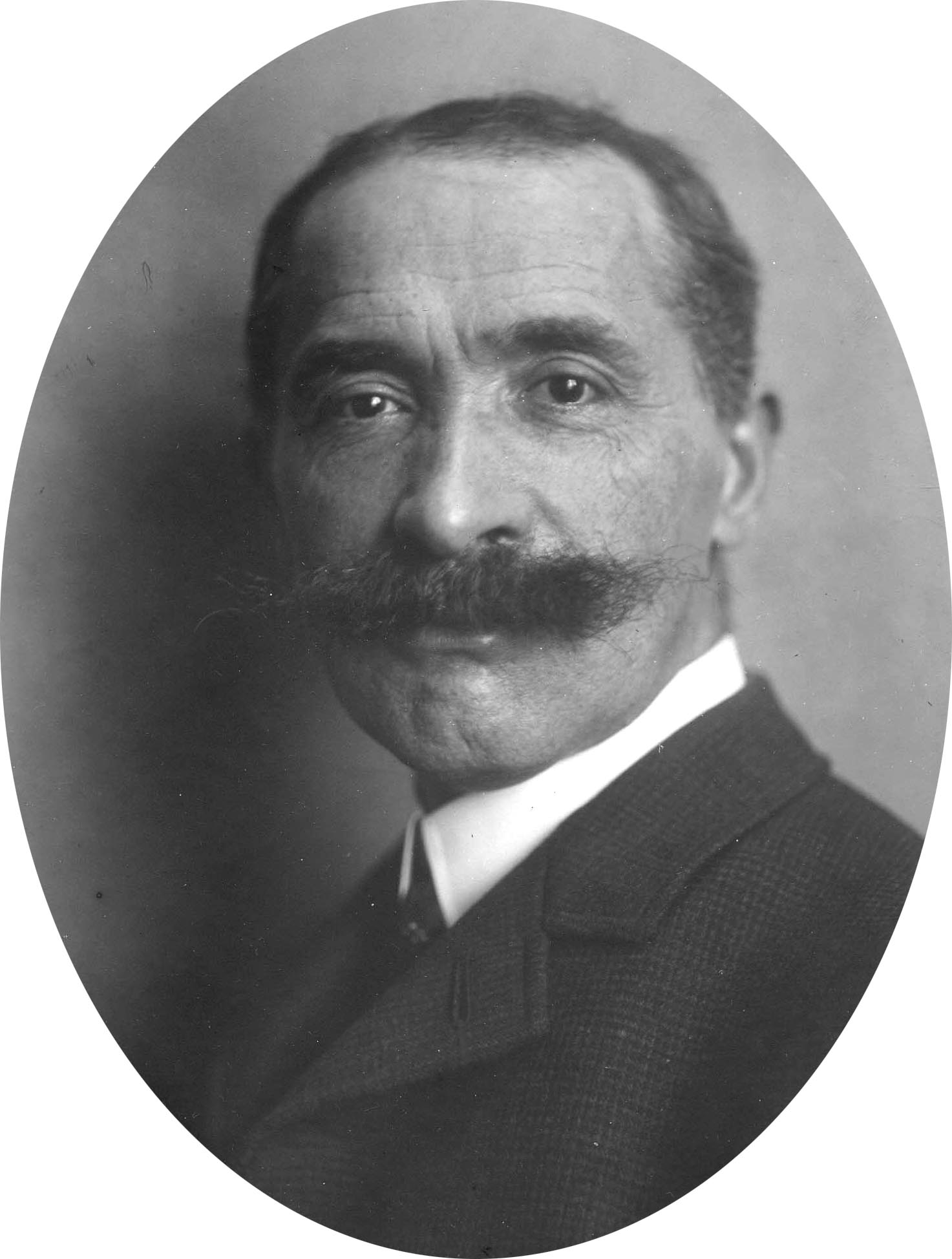
Louis Marie Cordonnier

Louis Marie Cordonnier (1854-1940) est l'architecte de l’agrandissement de la chapelle Saint-André, des villas : L'Ermitage 'à l'angle sud-ouest de l'avenue Louis-Hubert et de la rue de Londres),, La Rafale (rue des Dunes),, quelque temps sa villa personnelle, Les Genêts angle sud-ouest de la rue de Paris et de la rue de la Lune (aujourd’hui rue Joseph Duboc).
Il est également l'architecte de la villa Quentovic à l'angle du boulevard de la Mer (Docteur Jules Pouget aujourd'hui) et de (avenue de Quentovic) (habitée par John Whitley et détruite en 1944) et de la villa La Canche construite en 1893 à l'entrée de la rue Léon Garet (anciennement rue Saint-Alphonse) depuis le boulevard de la Mer (Docteur Jules Pouget aujourd'hui).

### D

#### P. Darroquy et P. Krick

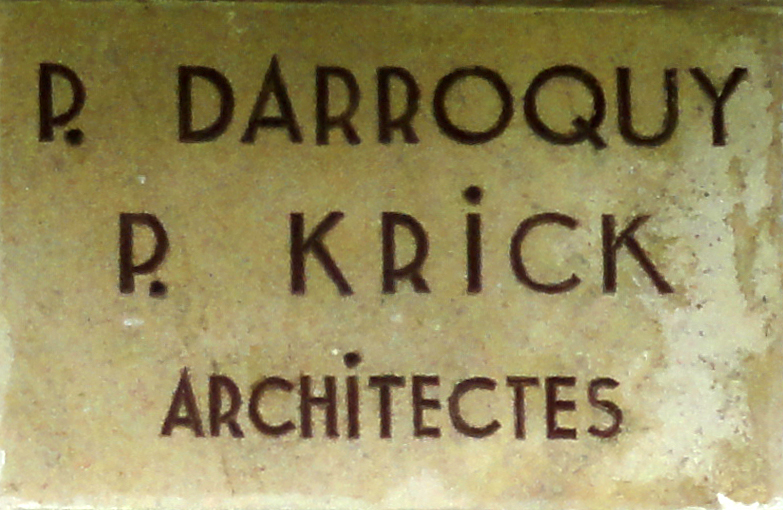

Louis Joachim (P. ?) Darroquy né en 1896 à Bilbao et Pierre Léon Krick né le 31 décembre 1901 à Bourg-la-Reine et mort le 11 août 1993 à Nice, il se marie au Touquet-Paris-Plage le 21 avril 1929 avec Lucile Suzanne Viéville. Tous les deux travaillent chez Louis Quételart en 1926.
Ils ont marqué l'architecture du Touquet-Paris-Plage par leurs créations uniques dans les années 1920-1930.
Collaborant avec Louis Quételart, ils ont apporté une touche distinctive au style touquettois, caractérisé par des villas aux influences variées, mêlant modernité et tradition.
Leur œuvre inclut plusieurs villas emblématiques, telles que Maria-Villa (232, avenue de la Reine-Victoria) et Claire-Villa (75, avenue de Montreuil), ainsi que La Bérangère et The Far Side (avenue du Maréchal-Joffre), et la villa Les Harpailles situé proche du golf (272 allée des Bouleaux).
Ces constructions se distinguent par leur esthétique harmonieuse et leur intégration dans le paysage local Ils sont aussi les architectes de la maison au no 16 rue de Bruxelles, de la double villa, la première, Maria-Villa au 232, avenue de la Reine-Victoria et la seconde, Claire-Villa au 75, avenue de Montreuil, de celle sise au 22, boulevard Daloz et de deux villas, La Bérangère et The Far Side, différentes mais de même style, situées au 225 et 269 avenue du Maréchal-Joffre.
En 1975, Pierre Krick a comme successeur Patrick Vanhems.

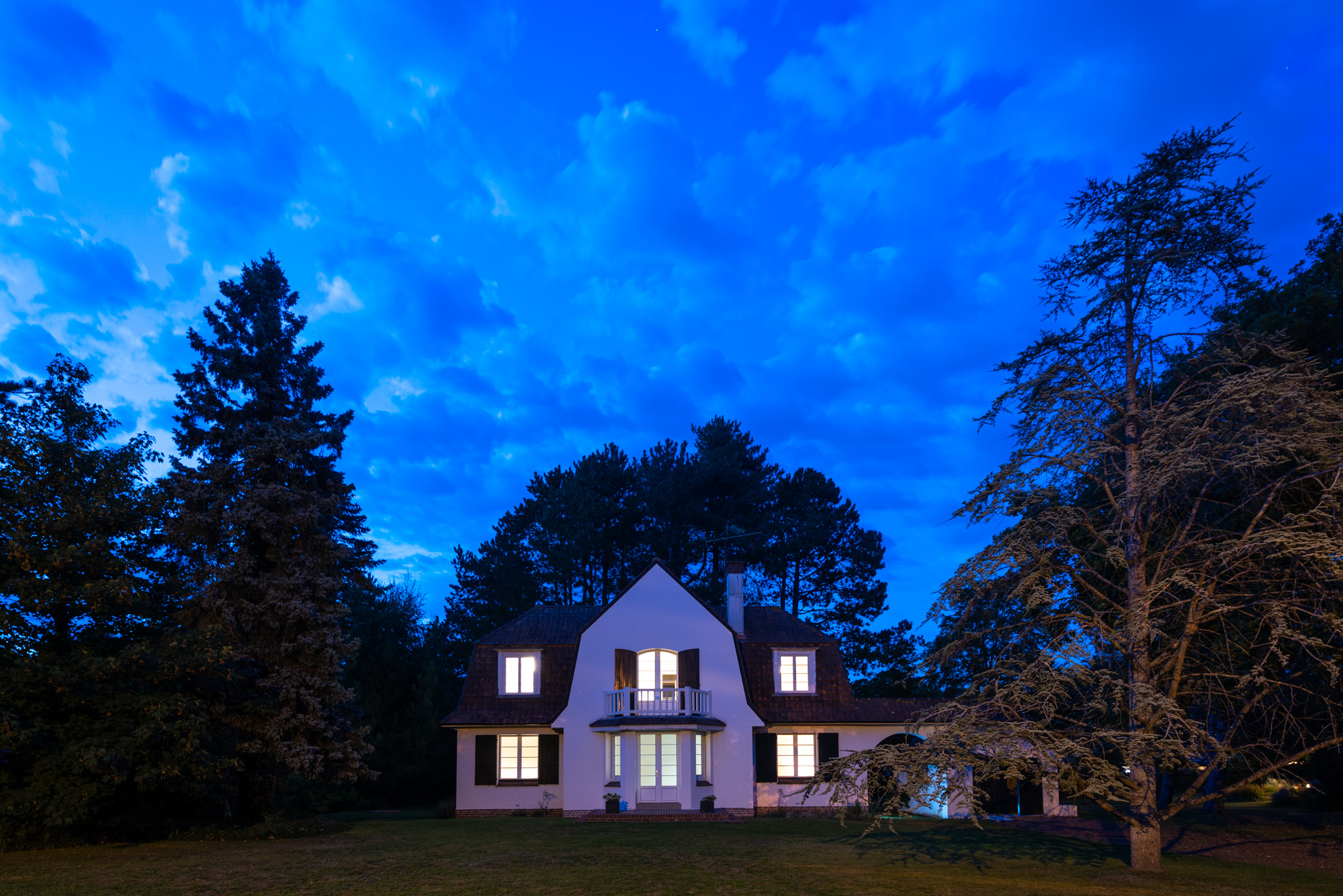
La Bérangère.
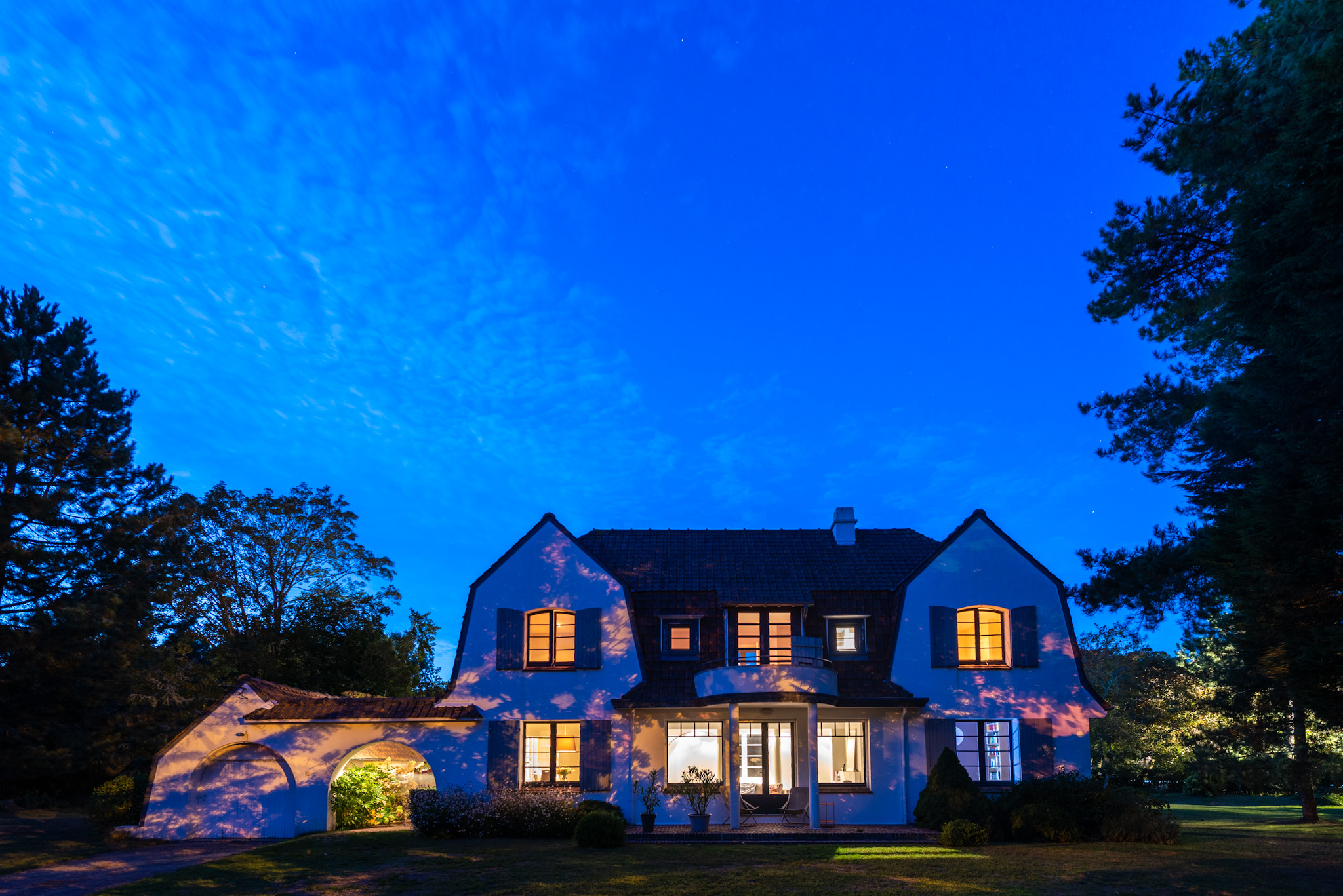
The Far Side.

#### Aimé Delarue

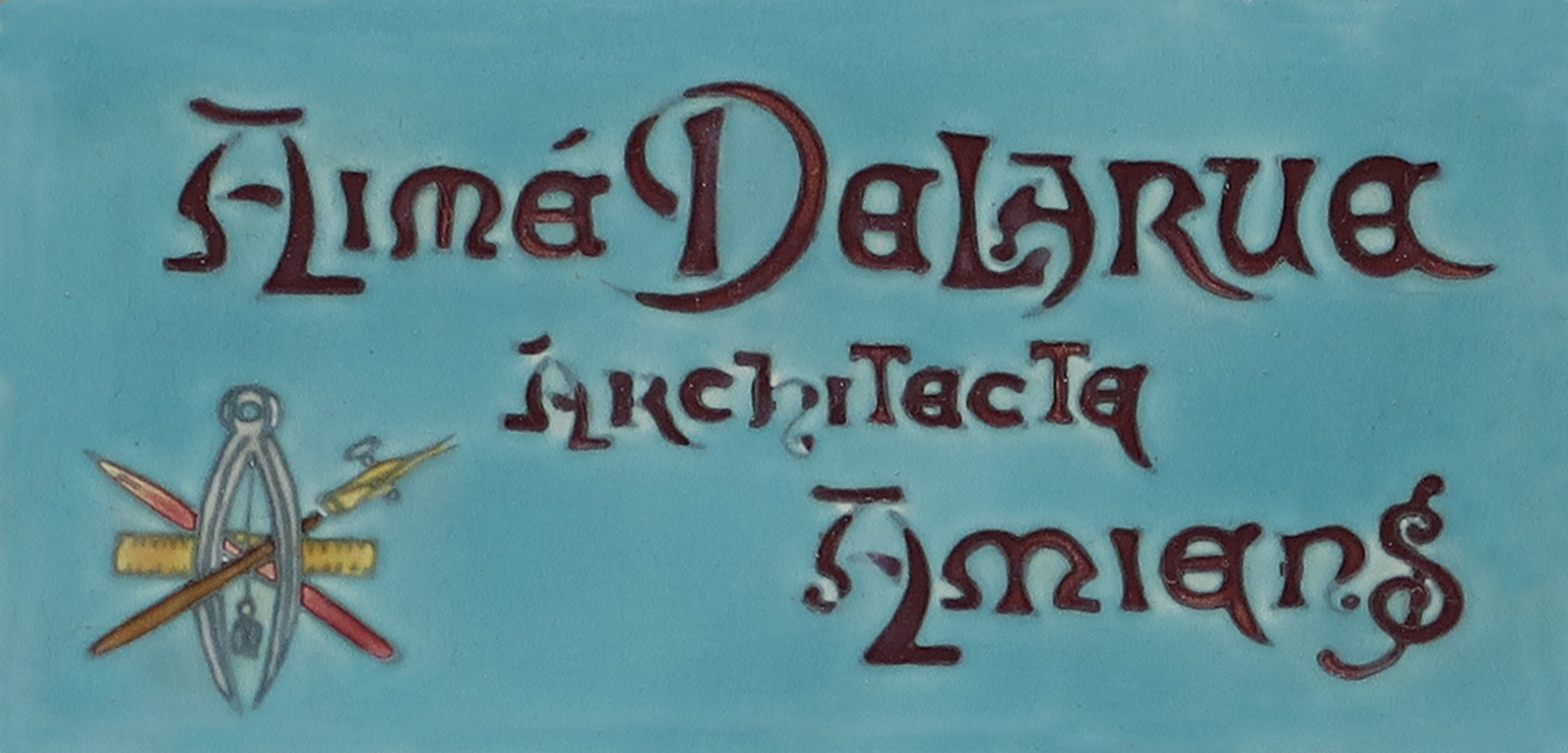

Aimé Delarue (1857-1914) architecte à Amiens est le concepteur de :
- la Villa Wallonne, angle sud ouest du boulevard Daloz et de la rue de Bruxelles.
- La villa Beau-Lieu, sise au 84, avenue Jean Bart.

#### Paul Decaux et Édouard Crevel
Paul Decaux et Édouard Crevel sont les architectes de la villa La Belote sise au 96, Boulevard Daloz.

#### Alain Demarquette
Alain Demarquette est l'architecte de la villa Aloa sise au 156, avenue Saint-Louis, de la villa L'Arokaria dans le quartier du Paradis-Thérèse et de l'extension de la villa Le Petit Paddock, ancien logement du gardien de la villa Le Paddock.

#### Jean-Pierre Denglos

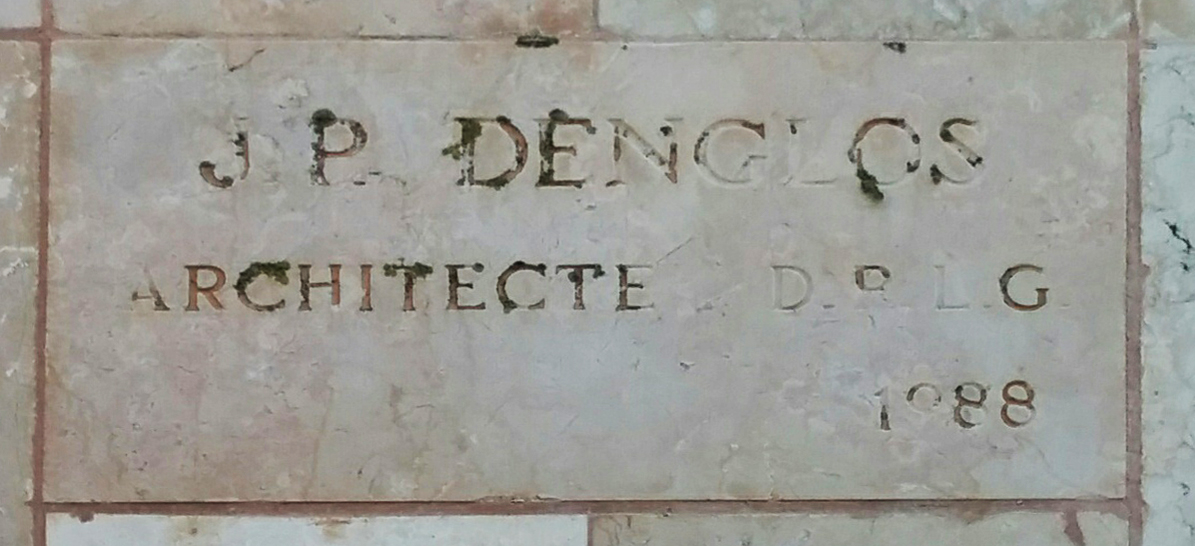

Jean-Pierre Denglos est l'architecte d'une villa sise avenue des Phares.
Il naît le 17 novembre 1932 à Arras.
Il est admis à l’école régionale d’architecture de Lille où il est l'élève de Robert Clément et André Lys et en sort diplômé le 28 janvier 1969. Il est architecte à Arras.
Il est domicilié villa La Seiglière avenue François-Godin au Touquet-Paris-Plage.
Il meurt le 28 février 2015 à Cucq.

#### Pierre Drobecq et Louis Debrouwer

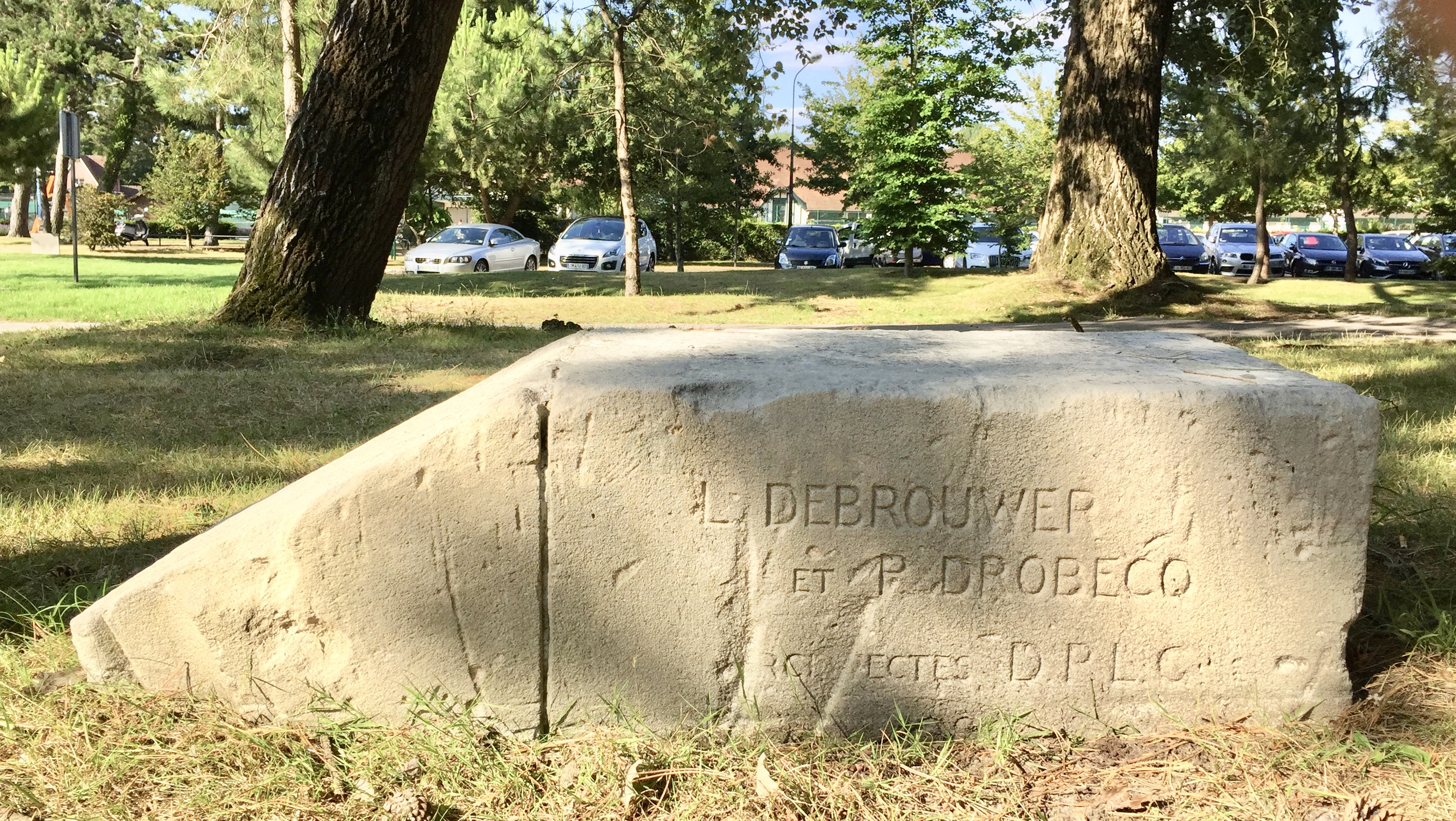
Vestiges du Royal Picardy avec les noms des deux architectes.

Pierre Drobecq (de Boulogne-sur-Mer) et Louis Debrouwer (de Dunkerque) sont les architectes de l'Hôtel des Anglais, du Royal Picardy, puis de l'hôtel de ville du Touquet-Paris-Plage et des villas : Low Wood Manor (avenue du Golf) et villa de M. V de B.

#### Pierre-André Dufétel
Pierre-André Dufétel est l'architecte en 1969 et 1970 du lycée hôtelier du Touquet.

### E
Sans objet.

### F

#### Jean Ferlié
Jean Léon Ferlié naît le 17 décembre 1887 dans le 3e arrondissement de Paris du mariage d'Alphonse Cyrille Édouard Ferlié, négociant, et de Thérèse Eugénie Alice Bergès. Il épouse Jeanne Marie Perrey le 21 janvier 1922 dans le 15e arrondissement de Paris.
Il est l'élève de Jean-Paul Guichard et Robert Lesage à l'École du bâtiment à Paris puis l'élève d'Alphonse Defrasse à l'école des Beaux-Arts de Paris. Il est diplômé le 11 juin 1919. Il est architecte à Alger ; en 1923, il est associé à Jean Pers, René Perrey et Henri Jacobi ; en 1928, associé à Jean Pers, le duo a mis au point un type de villa régionaliste suivant deux variantes.
De 1934 à 1951, il est architecte du gouvernement général de l'Algérie où il réalise, en association avec le lauréat du concours, l'agence d'architecture « Les Frères Niermans », l'hôtel de ville d'Alger.
Il meurt le 21 décembre 1959 dans le 16e arrondissement de Paris,,.

#### Henri Frey
Henri-Marie Frey né le 3 août 1904 à Saint-Max en Meurthe-et-Moselle.
De 1920 à 1925, il fait l'école des Beaux-Arts de Nancy et travaille comme dessinateur chez l'architecte Criqui.
De 1926 à 1927, il est dessinateur-projeteur au cabinet d'architecte Ventre et chef d'agence au cabinet H. Vial de Nancy.
En 1937, il s'installe comme architecte à Nancy.
De 1942 à 1944, il mène une enquête pour le musée national des Arts et Traditions populaires sur le mobilier traditionnel et les objets domestiques du Lot-et-Garonne et de la Dordogne.
De 1945 à 1949, il participe de la cité des cheminots de Lens-Méricourt, et s'établit définitivement à Saint-Pol-sur-Ternoise.
En collaboration avec les architectes Daniel Gilot et Jean Bureau, il contribue à la reconstruction de la ville.
Il meurt le 10 décembre 1980.
Au Touquet-Paris-Plage, il est l'architecte, en 1959 et 1960, de la villa La Dune avenue de Verdun ainsi que d'une maison, en 1962, rue Joseph-Duboc.

#### Paul Furiet
Paul Furiet (1898-1930) est l'associé de Georges-Henri Pingusson (1894-1978), avec qui il est l'auteur de l'hippodrome de la Canche et de ses tribunes, construits en 1925.

### G

#### Julien Galopin

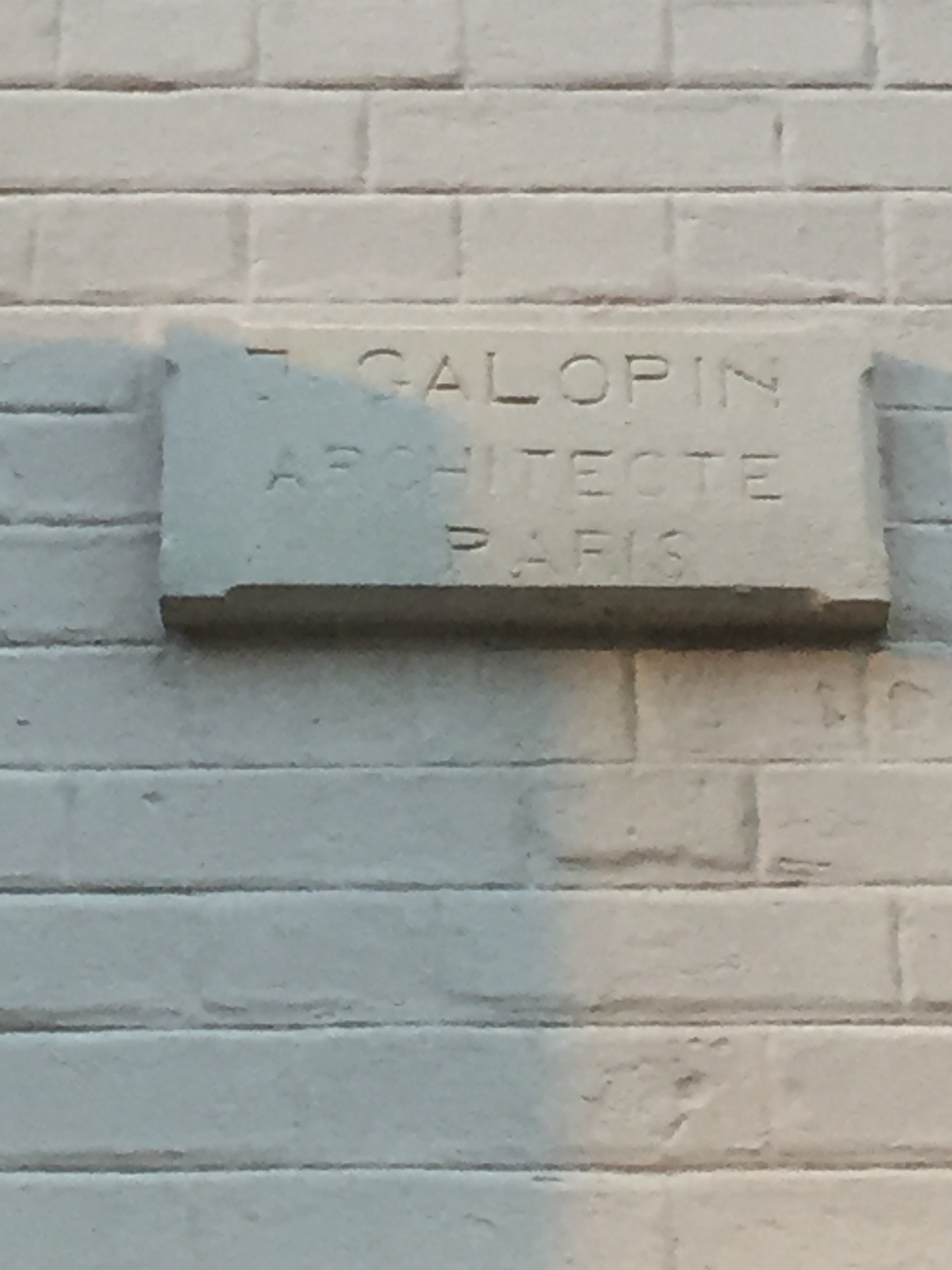

Julien Galopin (1860-1914), architecte à Paris, est l'auteur de la villa Les Genêts d'Or sise 10, rue de Montreuil.

#### Ladislas Gasiorowski
Ladislas Henri Emanuel Gasiorowski (1857-1927) est l'architecte de la villa Saint-Augustin, Thalassa, Phébus et Borée,. Les façades et toitures de ce bâtiment font l’objet d’une inscription au titre des monuments historiques depuis le 12 mai 1998.
Ladislas Gasiorowski est né le 28 juin 1857 à Odessa en Russie, fils de Félix, gentilhomme et de Louise Bielawska.
Le 7 octobre 1919 à Paris, il épouse Antoinette Mélanie Richert.
D'origine polonaise, il est naturalisé français le 10 avril 1891.
Architecte adjoint au château de Rambouillet.
Il est fait officier d'Académie le 28 mars 1901, puis est nommé chevalier de la Légion d'honneur le 29 janvier 1927 et meurt à Rambouillet le 4 avril 1927.

#### Paul Gaté
Paul Gaté (1863-1938) est un architecte parisien.
Il est l'architecte des villas Tempête et Bon vent, sises, respectivement, au 157 et 159, boulevard de la Mer (Docteur Jules-Pouget aujourd'hui).

#### Louis Gobert
Louis Gobert est l'architecte de la ville et des hospices de Montreuil qui réalise les plans du premier bien collectif des habitants du hameau Paris-Plage, il s'agit de la première école mixte, située rue de Londres, qui ouvre ses portes en décembre 1897.
Louis Jules Alfred Gobert naît le 15 décembre 1865 à Montreuil dans le département du Pas-de-Calais, fils de Charles Alfred Gobert, marchand faïencier, et d'Aimable Honorine Émilie Protin. Il épouse en premières noces, Louise Marie Cailleux, le 29 octobre 1888 à Montreuil, ils ont deux garçons, Alfred et Émile, et, il épouse en secondes noces, Renée Marie Leguy, le 10 octobre 1934 à Berck,.
En 1899, lors de la naissance de son fils Émile, il est architecte départemental adjoint du Pas-de-Calais, architecte de la ville et des établissements de bienfaisance de Montreuil.
Il est nommé officier d'Académie en mars 1910.
Il meurt le 16 septembre 1939 à Berck.

#### Ferdinand Gombeau
Ferdinand Gombeau est l'architecte de la rénovation, vers 1911, de la villa Alexandre.
Ferdinand Raphaël Gombeau naît le 1er juillet 1878, dans le 11e arrondissement de Paris, du mariage de Marie Adrien Gombeau, menuisier, et de Marie Zoé Rudel. Il épouse Adèle Louise Hélène Prignot le 23 septembre 1905 dans le 11e arrondissement de Paris. Il exerce, le jour de son mariage, la profession de dessinateur et est domicilié au 3, avenue du Garde-Chasse aux Lilas.
En 1907, il a ses bureaux au 49, boulevard Richard-Lenoir dans le 11e arrondissement de Paris.
Il meurt le 25 septembre 1921 à Mouzon.

#### Maurice Gridaine

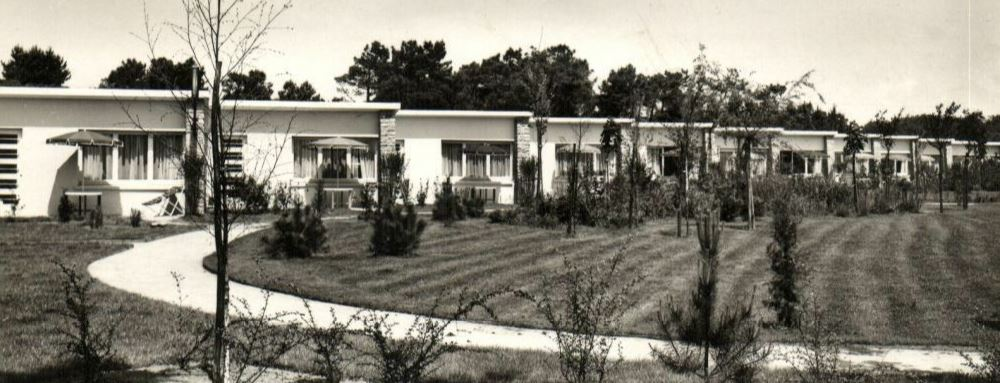
Les motels du golf du Touquet-Paris-Plage.

Maurice Gridaine, né le 2 août 1904 dans le 18e arrondissement de Paris et mort le 20 novembre 1986 à Cannes, a réalisé les motels du golf du Touquet-Paris-Plage, inaugurés le 17 mai 1956 par Bernard Chochoy, secrétaire d'État à la reconstruction et au logement.

#### Jules Guillemin

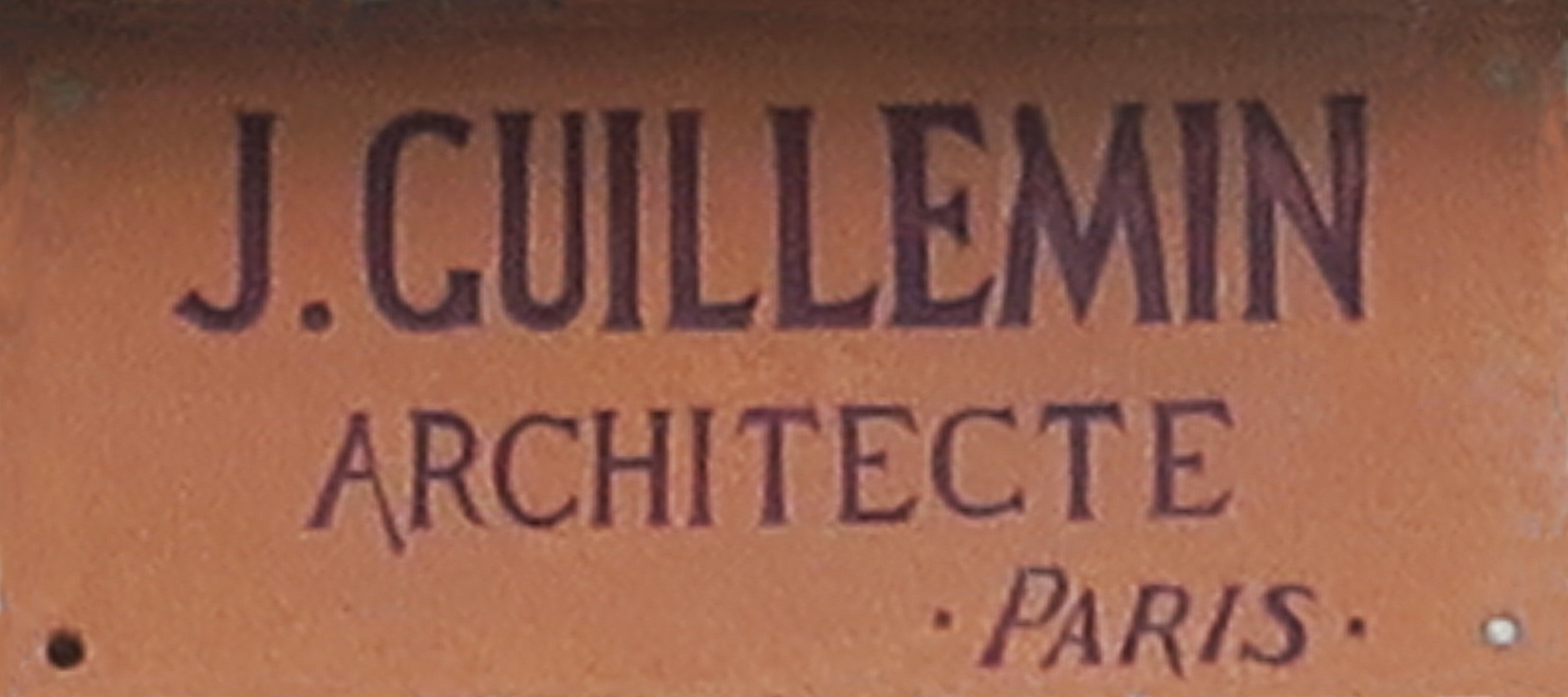

Jules Guillemin (1860-1944), est un architecte français.
Il épouse Andrée Daloz (1873-1962), fille d'Eugène Daloz, lui-même fils d'Alphonse Daloz,.
En 1888 à Paris-Plage, il a le poste d'architecte officiel du château d'Alphonse Daloz, il réalise quelques constructions toutes sises sur le boulevard de la Mer (Docteur Jules-Pouget aujourd'hui), Villa Sainte Barbe, La Cigale et la Fourmi, le Saint-Raphaël, la villa Colibri, construite en 1890 à l'entrée de la rue Saint-Alphonse (devenue rue Léon-Garet) depuis le boulevard de la Mer (Docteur Jules-Pouget aujourd'hui). Elle est agrandie pour le bijoutier parisien Piel par l'architecte Anatole Bienaimé. Il réalise également la villa au no 6 rue de Bruxelles.

### H

#### Robert Hideux
Robert Hideux est l'auteur de la villa située 10, avenue de l'Atlantique.
Robert Julien Auguste Armand Hideux est un architecte de Stella-Plage, né le 18 juillet 1894 à Montville et mort dans la même ville le 12 avril 1957. Il épouse, le 17 novembre 1921 dans le 18e arrondissement de Paris, Hélène Rachel Léopoldine Rillaert,.
Il est élevé de l'école régionale d'architecture de Rouen, admis en deuxième classe le 15 juillet 1921 et diplômé de l'École des Beaux-Arts (EDBA).
En 1931, lui et sa famille sont domiciliés, place des États-Unis, à Stella-Plage.

#### Alice et Jacques Hoffman
Alice et Jacques Hoffman, maîtres d'œuvre, venant de Béthune, installent leur bureau, en 1967, dans la station balnéaire. Jacques Hoffman, en 1981, est agrémenté par le ministère de la Culture pour son inscription à l'ordre des architectes. Le couple réalise, jusqu'en 2013, une quarantaine de villas dans la commune.

#### Louis Holt
Louis Holt est l'architecte de la villa Alexandre à l'angle sud-est des rues de Paris et Joseph-Duboc (anciennement rue de la Lune), de la villa Les Orchidées (1900).
La villa Les Orchidées est alors « la plus élégante villa du boulevard de la Mer (boulevard du Docteur-Jules-Pouget aujourd'hui) ». Elle est construite par l'Entreprise Dieuset, pour un industriel lyonnais. L'intérieur est habillé de pitchpin par Verdier. La flèche au-dessus de la tourelle culmine à près de 30 m. Cette tourelle abrite le minuscule cabinet de travail de l'hôte et, au-dessus, le cabinet de toilette desservant les deux grandes chambres du premier étage.

#### Philippe Hornoy
Philippe Hornoy est l'architecte de la villa Tempo construite en 2017 dans le quartier de l'Atlantic et de l'immeuble du 12, rue de la Paix.

#### Léon Hoyez

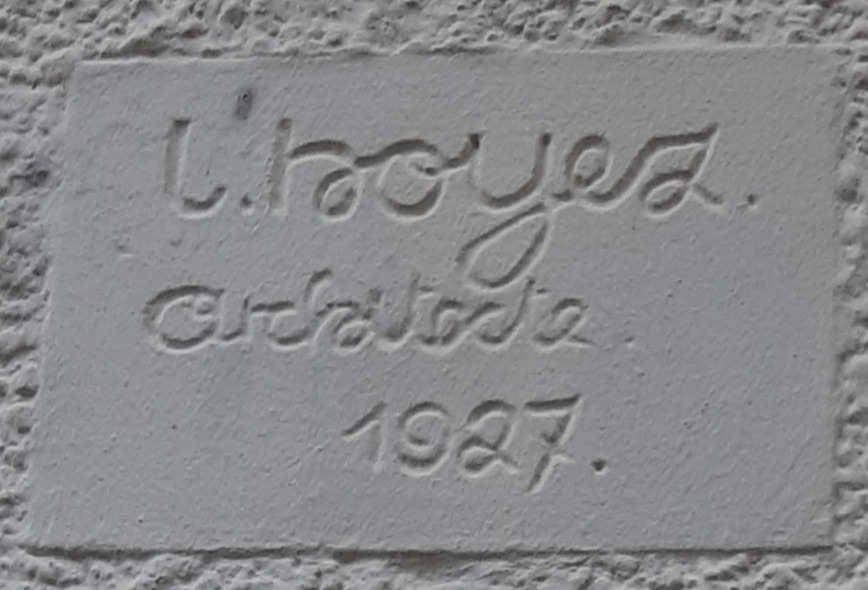
Plaque sur la villa Panjo.

Léon Hoyez (1886-1963) est un architecte français d'Arras qui a exercé au Touquet-Paris-Plage.
Il est l'architecte :
- en 1927, des 18 magasins de l'avenue du Verger[Mé 6]; Albert Pouthier a eu ses bureaux au-dessus d'un de ces magasins ;
- en 1931, du Golf Club House, avenue du Golf[3] ;
- des villas : Danica (angle de l'avenue du Maréchal-Foch et de l'avenue du Maréchal-Joffre)[2], Les Ibis (41, boulevard Daloz)[3], de l'extension, dans les années 1920, de la villa Panjo (avenue de Deauville)[Mé 7],[3],[PC 12], Serraval (avenue des Pins)[PC 18],[2],[3], Sunny Corner (avenue du Général de Gaulle)[Mé 8],[PC 20],[3].

### I
Sans objet.

### J

#### Raoul Jourde
Raoul Jourde, né le 14 mai 1889 à Viviez dans l'Aveyron et mort à Bordeaux Caudéran le 12 août 1959, est un architecte bordelais.
Il est l'architecte du restaurant de la Forêt au casino de la Forêt (1926) et du Grand-Hôtel (1928).

### K

#### Michel Kamenka
Michel Kamenka est l'architecte de la villa Anamaris située, avenue de Deauville, sur la dune Sanguet.
Michel Kamenka naît le 3 février 1890 à Rostov-sur-le-Don en Russie. Il est naturalisé français le 25 octobre 1934, ainsi que son épouse, Hilda Edith Victorine Hann née le 31 octobre 1891 à Maribor. Par decret du 1er septembre 1943 du régime de Vichy, ils se voient retirer la nationalité française, cette procédure est annulée par l’ordonnance du 24 mai 1944. Ils habitaient au no 14 rue de la Vaneau,,.

### L

#### Jacques Labro

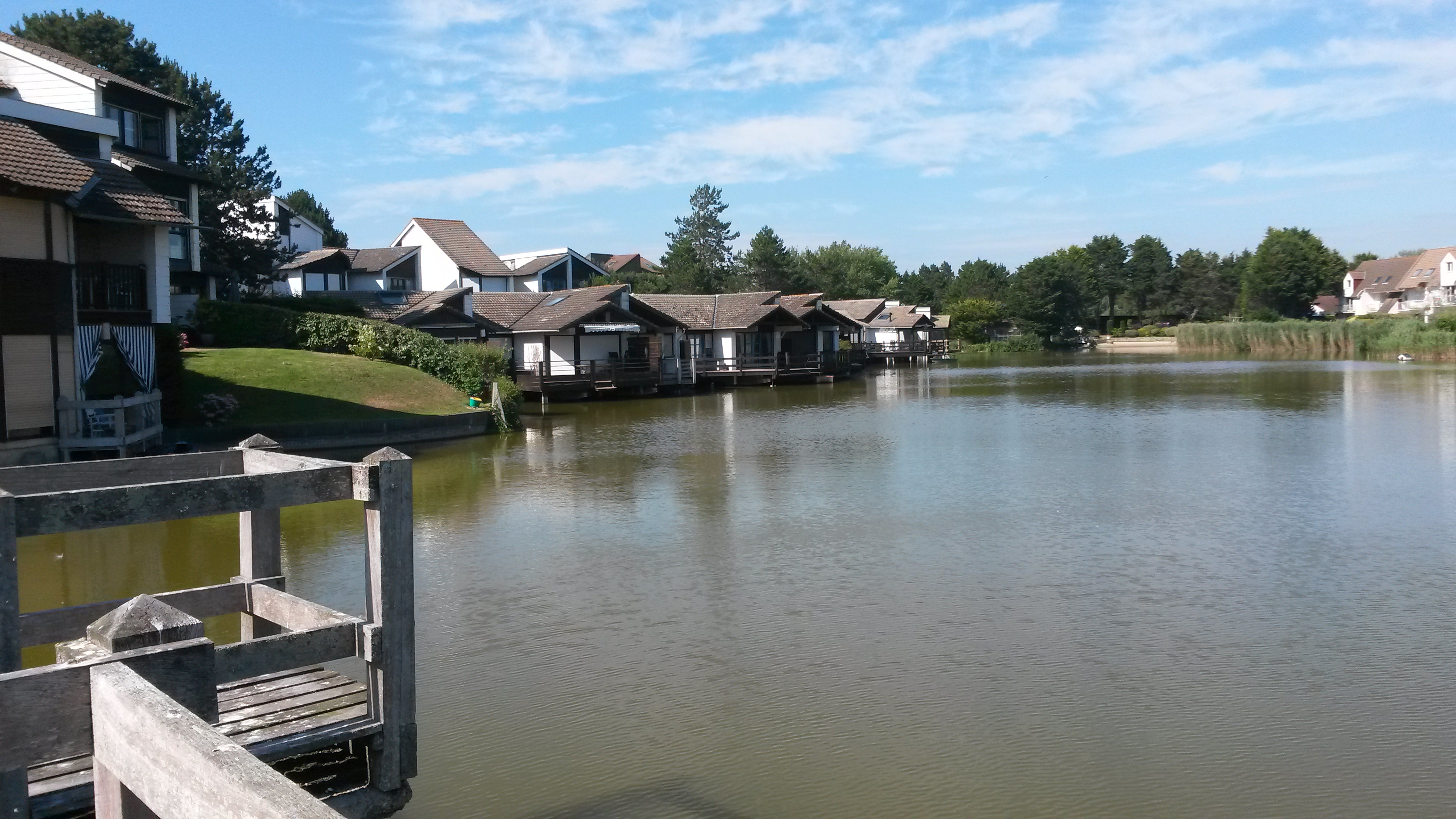
Mayvillage.

Jacques Labro, né le 7 mai 1935, marié avec Monique Gridaine, fille de l'architecte Maurice Gridaine, est l'architecte, assisté par ses confrères Philippe Sicardon et Christian Auvrignon, en 1976, du hameau de Mayvillage, avenue François-Godin. Jacques Labro est le frère de Philippe Labro.

#### Armand Lemay
Armand Lemay est l'architecte de la résidence du Phare sise au no 109 avenue des Phares et de l'immeuble, construit en 1953, sis au no 14, rue de Bruxelles.
Il naît le 20 mars 1934 à Lille, fils d'Armand Lemay (1901-1957), architecte, lui-même fils d'Armand Lemay (1873-1963) architecte à Lille.

#### Xavier Lenfant
Xavier Lenfant est l'architecte de la villa Saint-Georges, au 158, rue de Paris.
Il naît le 23 décembre 1893 à Chaumont du mariage de Louis Marie Gabriel Lenfant, colonel en retraite, commandeur de l'ordre national de la Légion d'honneur et croix de guerre 1914-1918, et de Jeanne Henriette Marie Thérèse Raudot. Le 28 avril 1943, il épouse Aimée Dauchin dans le 17e arrondissement de Paris.
À l'école des Beaux-Arts de Paris, il est élève de Charles Lemaresquier et de Victor Laloux.
Il est membre de la Société des architectes diplômés du gouvernement, car titulaire du diplôme d'architecture reconnu par l'État, délivré par les Beaux-Arts de Paris. Ses bureaux sont situés n° 55, rue des Saints-Pères dans le 6e arrondissement de Paris. Il est architecte attaché au gouvernement général de Madagascar, médaillé de la Société des artistes français.
Il est nommé chevalier de l'ordre national de la Légion d'honneur et décoré de la croix de guerre 1914-1918.
Il meurt le 31 décembre 1979 dans le 18e arrondissement de Paris,.

#### Évrard Lesueur
Achille Pierre Joseph Évrard Lesueur (1853-), natif de Rosières (Somme), marié dans le 9e arrondissement de Paris avec Marie Louise Esther Coquelin, et ayant son cabinet 129 rue de Beauvais à Amiens, est l'architecte de la villa Les Fauvettes (1890), construite pour M. Deneux d'Amiens (famille d'industriels qui possède une usine de tissage dans la commune d'Hallencourt où l'architecte a aussi laissé une villa remarquable), située à l'angle nord-est du boulevard de la Mer (Docteur Jules-Pouget aujourd'hui) et de la rue d'Étaples, et du Grand-Hôtel des Bains, rue de Paris.
En 1893, il obtient les deux premiers prix, avec Jacques Eugène Édouard Laillet,, ingénieur civil, du concours ouvert par la ville de Médéa pour les projets d'un marché couvert et d'un groupe scolaire.

### M

#### Charles Mac Corkell

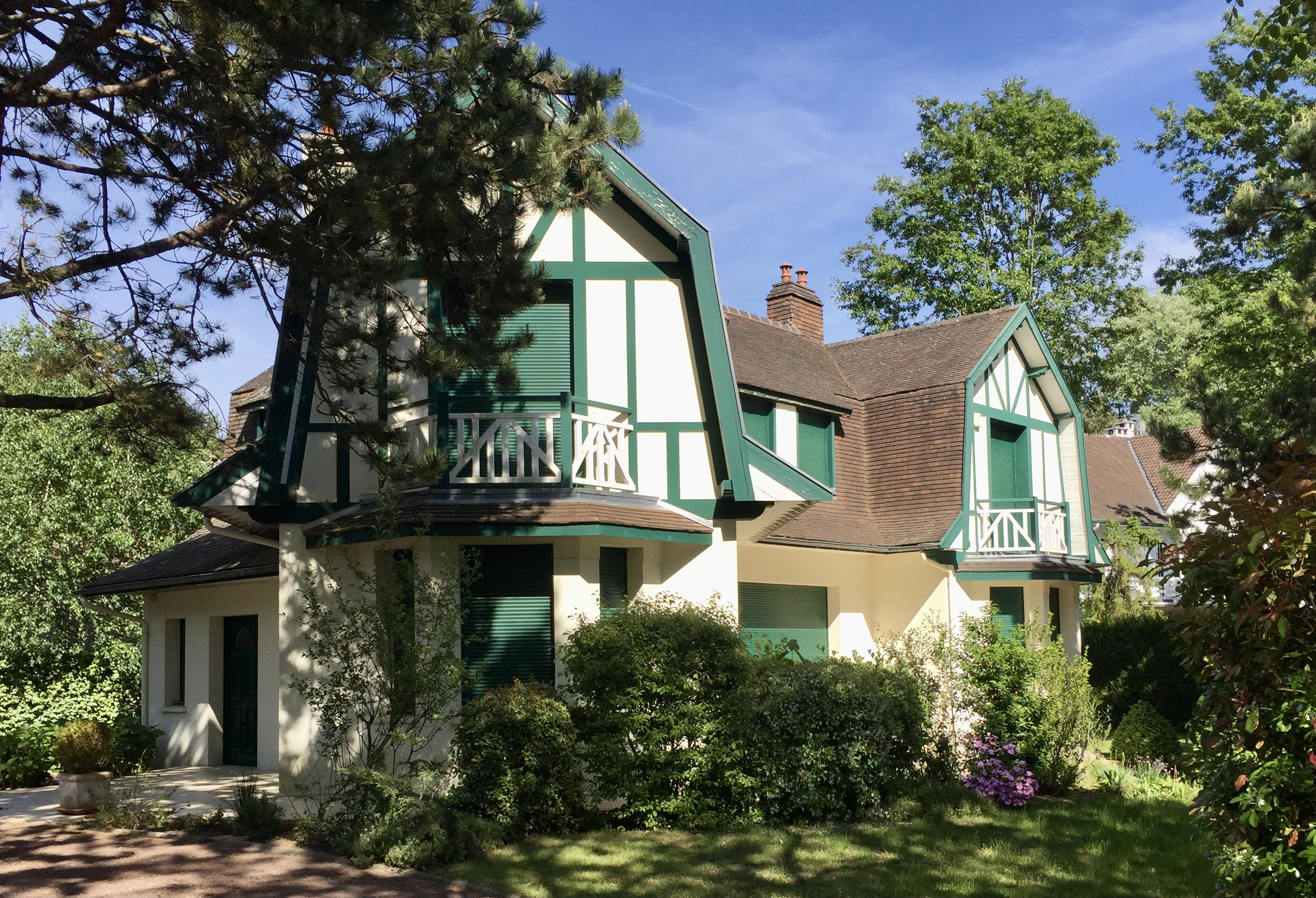

Charles Mac Corkell est l'architecte de la villa Les Marguerites, sise au 337 allée des Rossignols, réalisée en 1924. Cette villa connaît une extension, en 2004, réalisée par l'architecte touquettois Frédéric Quételard.
Charles Edwards Mac Corkell naît le 22 janvier 1890 à Annœullin dans le département du Nord. Lors de la Première Guerre mondiale, il est blessé à deux reprises. Officier, il obtient cinq citations et reçoit la croix de guerre 1914-1918 avec deux étoiles d'argent, la médaille de la victoire, la médaille commémorative française de la Grande Guerre, la Military Cross et est nommé chevalier dans l'ordre national de la Légion d'honneur le 16 juin 1920 puis officier du même ordre le 11 décembre 1932.
En 1937, il est domicilié au no 5 rue Georges-Delavenne dans le 7e arrondissement de Paris.
Il est vice-président général de la fédération départementale des anciens combattants du Pas-de-Calais, président de la mutuelle retraite du combattant du Pas-de-Calais, président de la section cantonale des pupilles de la Nation du canton de Carvin
Il meurt le 24 février 1965 au 277 bis rue Saint-Jacques dans le 5e arrondissement de Paris et est domicilié au 7, rue Ernest-Psichari dans le même arrondissement.

#### Joseph Magnin

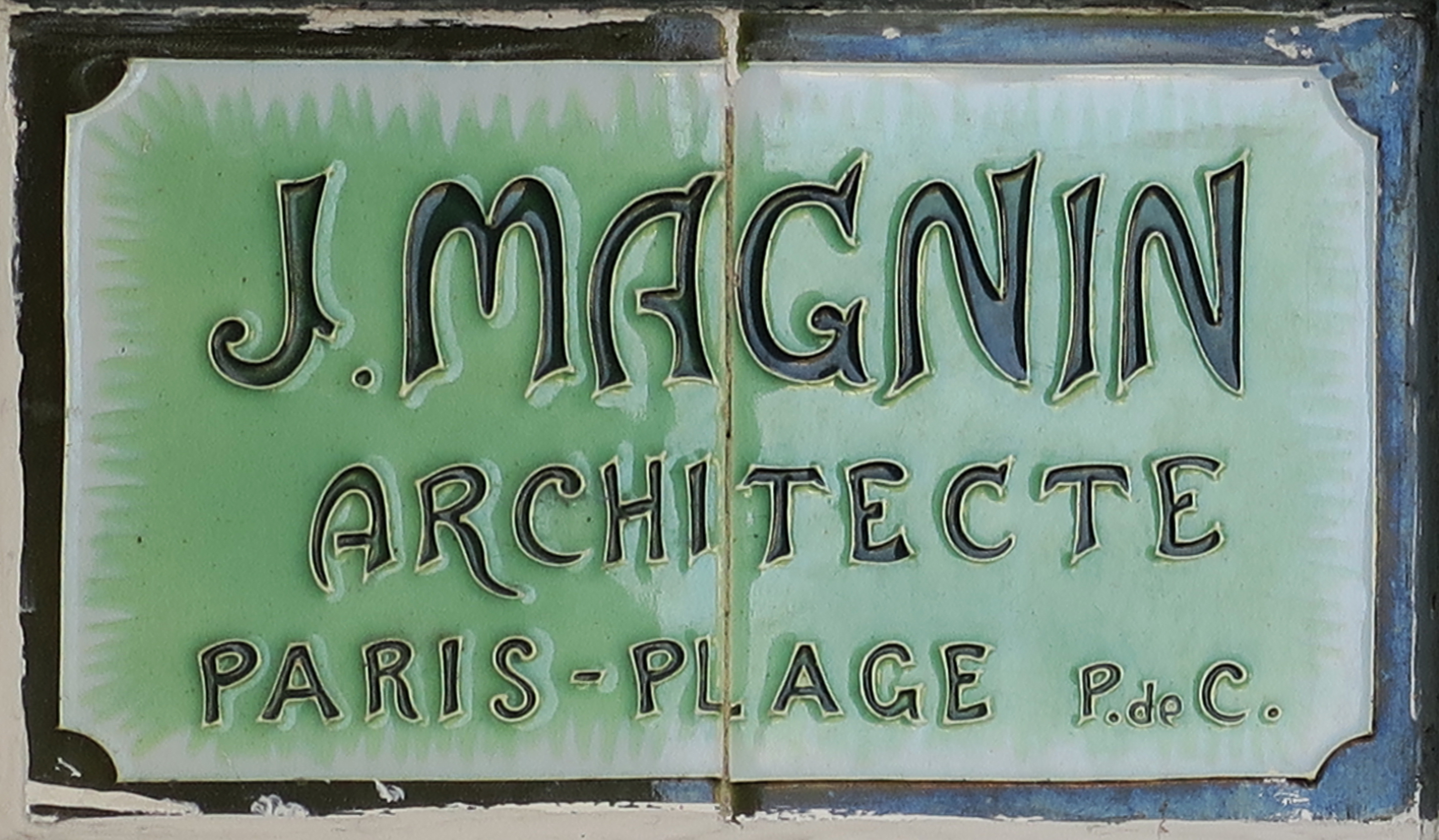

Joseph Magnin (1871-) est un architecte français de Paris-Plage. Il est l'architecte de nombreuses villas au Touquet-Paris-Plage. En 1911, il a ses bureaux et son domicile à la villa Les Perles, 89, rue de Paris à Paris-Plage.

#### G. Marcelin et J. Joannon
Georges Marcelin et Jacques Joannon-Navier sont les architectes de la villa sise à l'angle nord-ouest de l'allée des Fauvettes et de l'allée des Mésanges. La plaque est située sur le pilastre droit de la barrière d'entrée.

#### Henry Martinet
Henry Eugène Martinet (1867-1859) est un architecte paysagiste français.
À Paris-Plage, il dessine les plans en 1904 de l'Atlantic Hôtel, situé à l'extrémité sud de la plage et de l'Hermitage-Hôtel. C'est également lui qui dessine le « parc central », actuel jardin d'Ypres, dans le prolongement de la rue Jean Monnet.

#### Amédée Milvoy

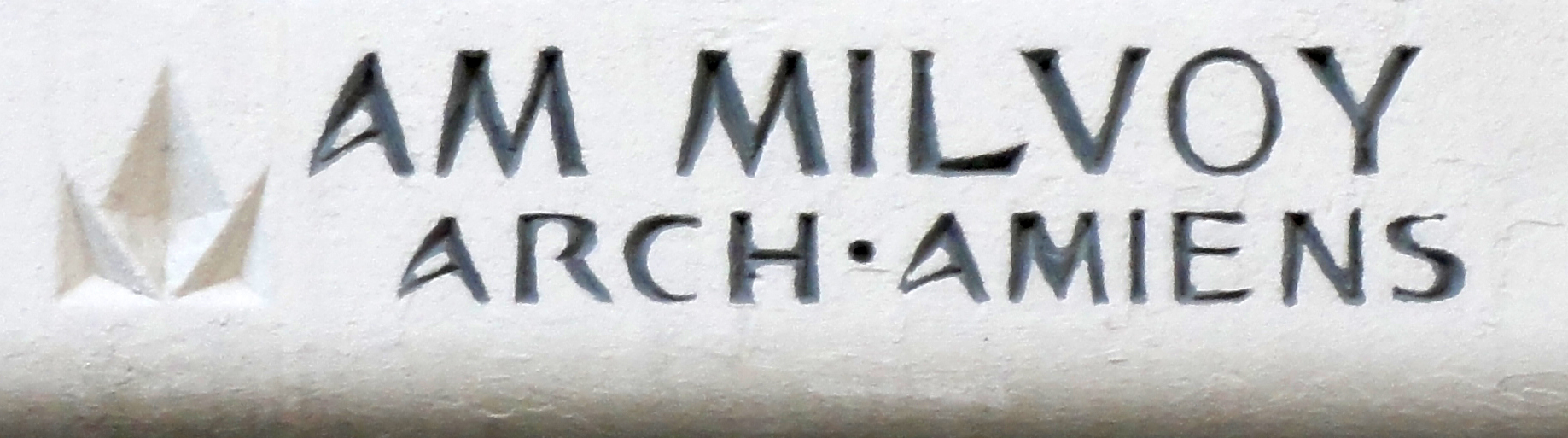

Amédée Denis Milvoy (1860-1929) est un architecte d'Amiens, il est président de la société des architectes de la Somme, vice-président de l'union syndicale des architectes français, architecte honoraire des monuments historiques et ancien président de la société des antiquaires de Picardie.
La villa Printania, sise 34, rue Joseph-Duboc (anciennement rue de la Lune) est signée par Amédée Milvoy.

#### Molinié - Nicod - Pouthier
Les architectes associés Émile Molinié, Charles Nicod et Albert Pouthier réalisent la villa Sous les pins (anciennement Gi-Gi) sise à l'angle nord-est des avenues du Château et des Roses, la villa Dorothée, Les Diabotins avenue Charles-Guyot et la villa Sunny Wood et Le Paddock avenue du Golf, la villa Vieille Maison avenue des Roses et la villa Isgrev avenue des Troènes.

#### Élie Morel

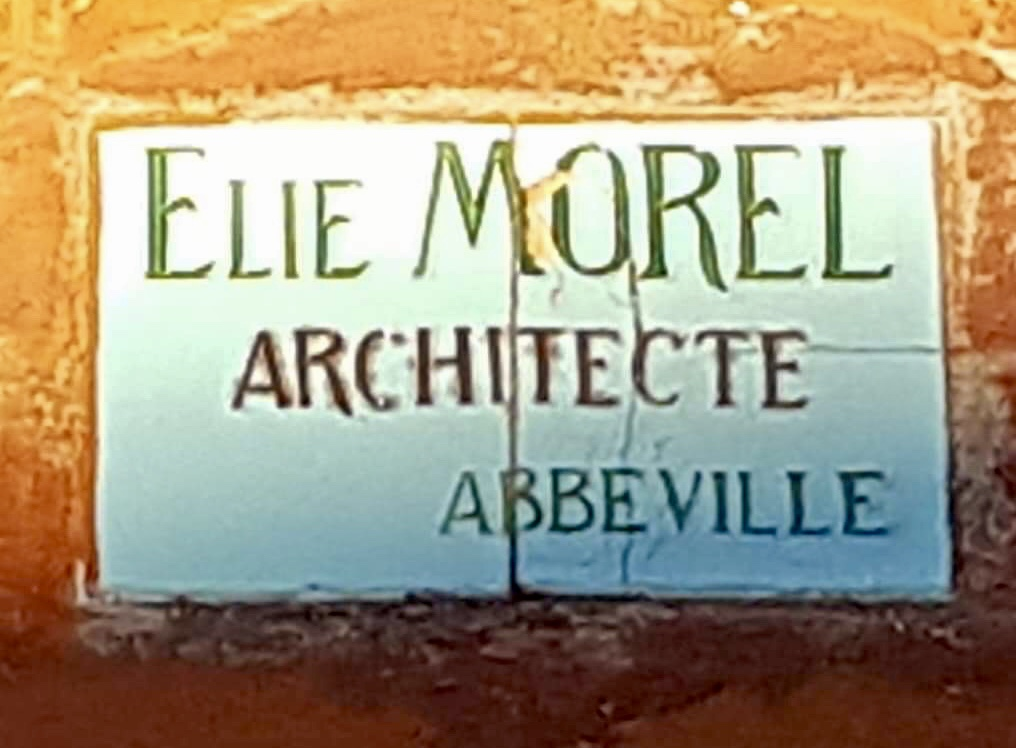

Élie Morel d'Abbeville est l'architecte de la villa, sise 70, rue de Moscou.

### Charles Nicod
Les architectes associés Charles Nicod, Émile Molinié et Albert Pouthier réalisent plusieurs villas au Touquet-Paris-Plage, voir Molinié - Nicod - Pouthier.

### O
Sans objet.

### P

#### Pers - Ferlié - Bouvy

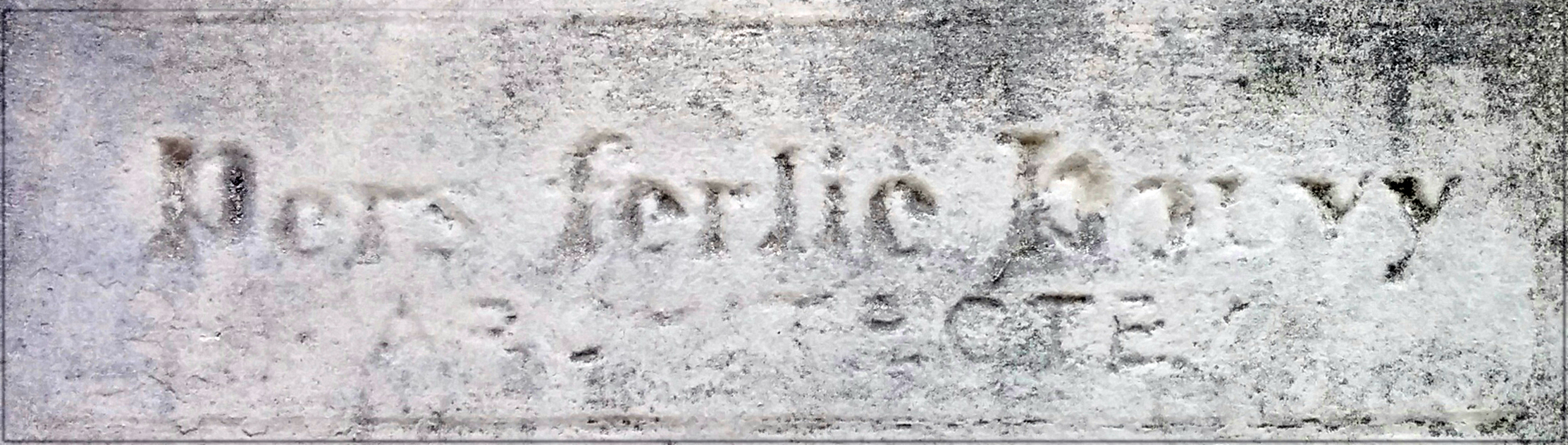

Les architectes Pers, Ferlié et Bouvy ont réalisé la villa Les Violettes, sise au no 24 rue Léon-Garet (anciennement rue Saint-Alphonse), la villa Les Sapinettes, avenue du Château.
Les bureaux de Jean Pers, Jean Ferlié et Albert Bouvy (fils) sont situés au 66, rue de Moscou en 1927.

##### Jean Pers
Jean Pers naît le 8 juin 1887 dans le 6e arrondissement de Paris du mariage d'Honoré Lucien Pers, architecte, et d'Henriette Nelly Emmel. Il épouse, en premières noces, Cécile Marie Malvina Amalos le 27 mars 1917 dans le 14e arrondissement de Paris, puis en secondes noces, Yvonne Élisa Antoine Barrière, le 10 novembre 1938 dans le 5e arrondissement de Paris.
Au milieu des années 1930, il est associé à Jean Ferlié, leurs bureaux sont au no 93, rue du Bac dans le 7e arrondissement de Paris,.
Il meurt le 11 juillet 1959 à Nontron.

#### Georges-Henri Pingusson
Georges-Henri Pingusson (1894-1978) est l'auteur de l'hippodrome de la Canche et ses tribunes, construits en 1925 - Paul Furiet (1898-1930) associé.

#### Horace Pouillet

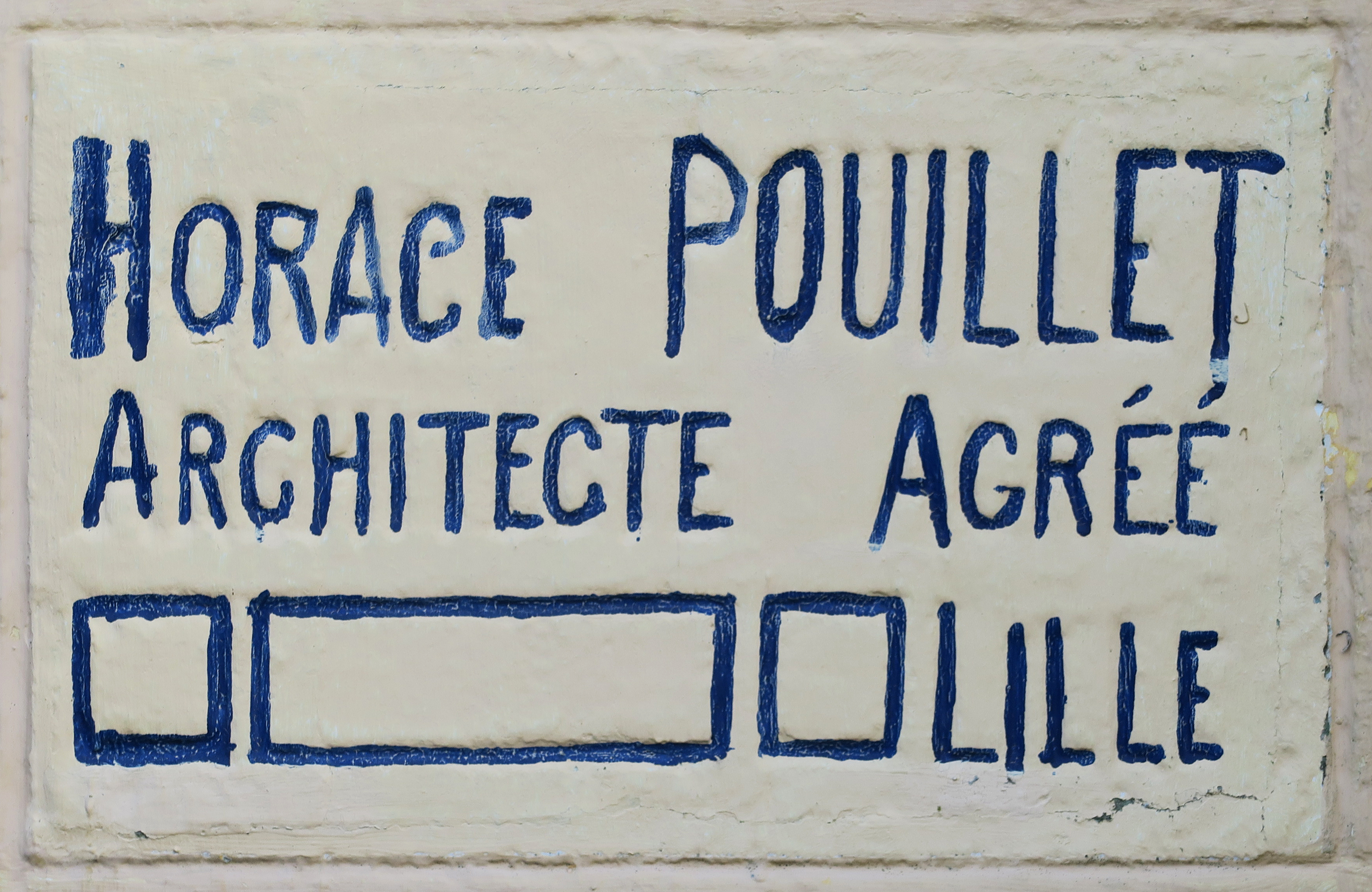

Horace Pouillet (1878-1946) fait preuve d'une très grande inventivité architecturale (associé à Émile Molinié et Charles Nicod).
Il est l'architecte :
- des magasins : La Sirène et Morgane ;
- des villas : Cipry (1927) (angle rue de Metz et rue de Sémaphore)[2], Glenwood (anciennement Rarahu), Karidja, Le Quart-d'Heure 3 rue Saint-Amand[2], Tata Ice avenue de la Paix[PC 21],[2].

Les deux villas jumelles et mitoyennes Glenwood et Karidja, sises avenue de la Reine Victoria, ont été construites pour deux sœurs en 1927.

#### Albert Pouthier

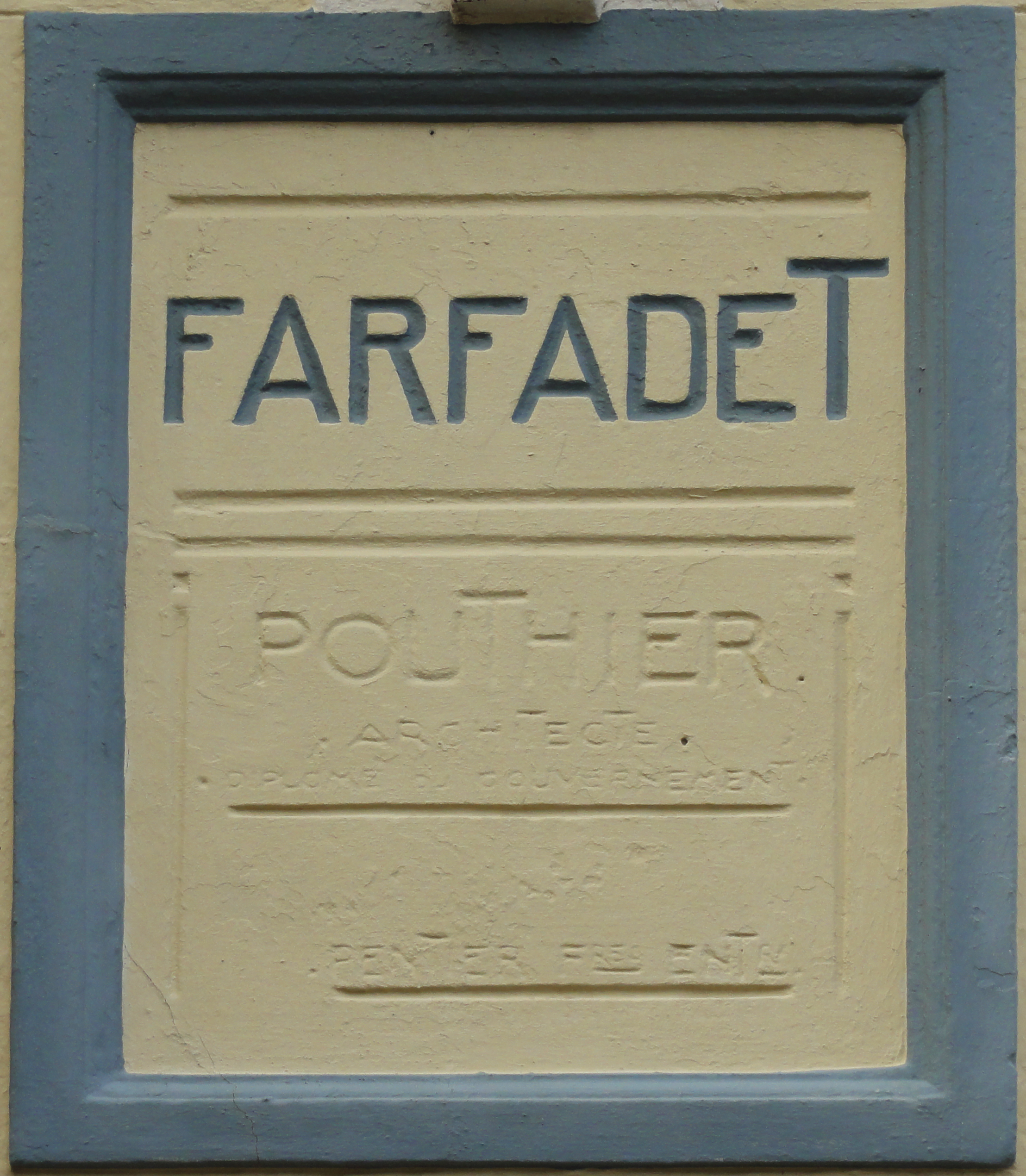

Albert Pouthier (1878-1948) est l'auteur :
- du bâtiment du Tennis-Club et de l'Hôtel du Centre[3], en association avec les architectes Émile Molinié et Charles Nicod[3] ;
- des villas construites pendant la période faste des villas touquettoises : L'Arcachonnaise (avec Arsène Bical)[2], Bonne Hôtesse[2], By Ways (avenue du Golf)[PC 22], Chantecler[2], Crossway[2], Le Grillon[2], Ivanhoé, Kervette, Lutin et Farfadet (rue Dorothée)[PC 10],[2], Morgane (1928)[2], La Musardière[2], Le Mouron Rouge (1444, avenue du Golf)[PC 21], Orénoque (anciennement Mag Pie[2], Pelléas (rue de Metz)[PC 8] avec Arsène Bical[2], Le Petit Château (avenue de la Reine-May)[PC 23], La Sirène (1928)[2], Sous les Pins (anciennement Gi-Gi) construite en 1923[PC 24] avec Joseph Molinié et Charles Nicod[2].

Il est l'architecte des deux villas jumelles et mitoyennes Marienthal et Rosatis et l'architecte de la transformation de la villa Le Courlis : l'ancien chalet fait de silex et de robages, par l'application d'un enduit de ciment qui reproduit des lignes d'un genre gothique simplifié.
Il est également l'architecte en 1910 de la villa Nirvana (avenue du Château) et de la Graziella qui devient en 1927 l'hôtel Bristol, après plusieurs agrandissements et surélévation, dus aux architectes Chevalier et Picard,.
Les architectes associés Charles Nicod, Émile Molinié et Albert Pouthier réalisent plusieurs villas au Touquet-Paris-Plage, voir Molinié - Nicod - Pouthier.
En 1913, Albert Pouthier habite villa Tanagra avenue Saint-Louis.

### Q

#### Frédéric Quételard
Frédéric Quételard, petit-fils de l'architecte Louis Quételart, est l'architecte de la villa La Guérinière sise avenue de Picardie, proche de l'aéroport.

#### Louis-Michel Quételard
Louis-Michel Quételard (1927-2006), architecte, fils de Louis Quételart. Il conçoit, avec son frère Pierre, le projet de la nouvelle digue avec ses parkings, ses trois patios et ses 761 cabines, inaugurée en 1960.
Il est l'architecte de la Thalassothérapie construite en 1974 et de la chaumière Le Boucarou, construite dans les années 1960, sise avenue des Mille-Agréments.

#### Pierre Quételard
Pierre Louis Robert Quételard (1924-2005), architecte, fils de Louis Quételart. Il conçoit, avec son frère Louis-Michel, le projet de la nouvelle digue avec ses parkings, ses trois patios et ses 761 cabines, inaugurée en 1960.
Il est l'architecte de sa propre villa sise à l'angle des avenues de l'Atlantique et du Maréchal-Leclerc-de-Hautecloque.

#### Louis Quételart

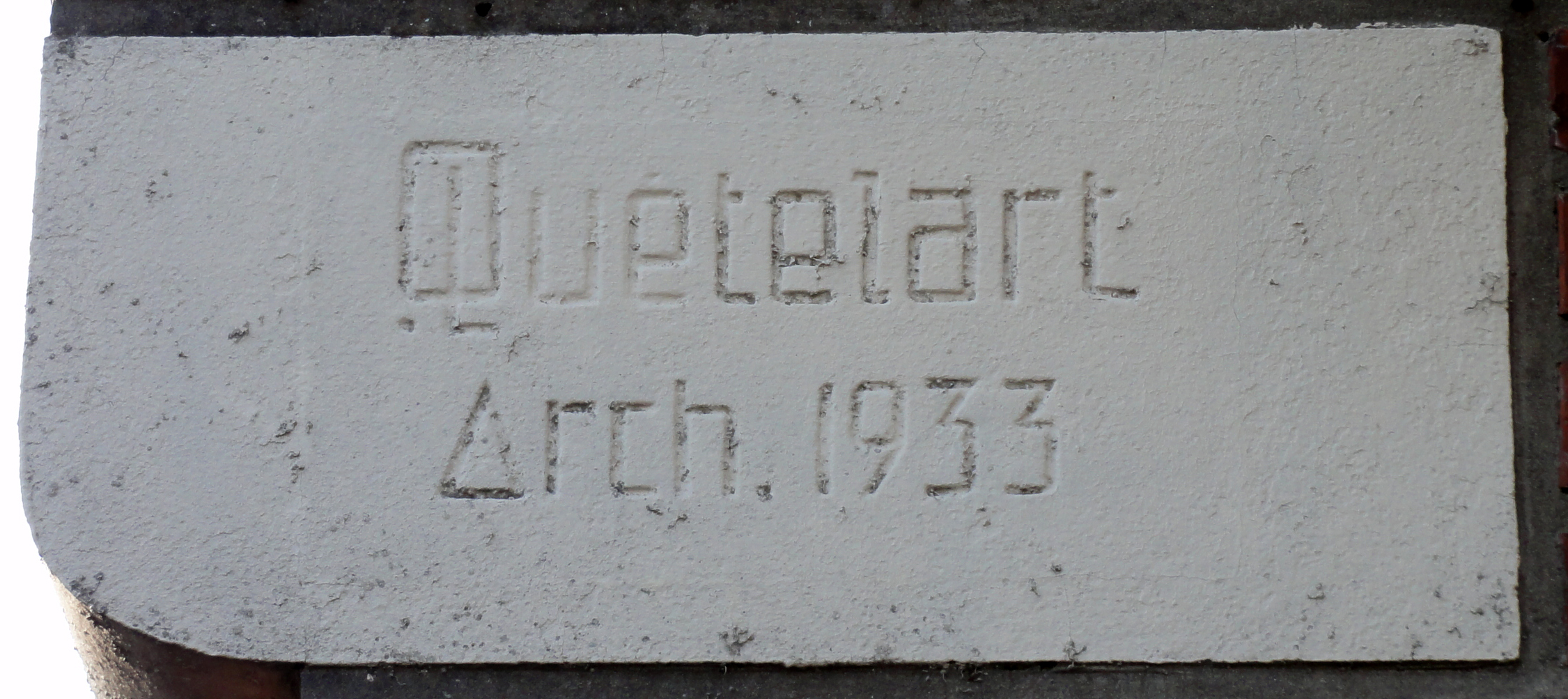

Louis Quételart (1888-1950), invente le « style touquettois moderne » caractérisé par de vastes toitures, des doubles pignons, des retombées d'arcs sans piedroits, des oculi…
Il est l'auteur des fameux bancs verts et blancs, dans lesquels sont intégrées des jardinières de chaque côté, bancs que l'on retrouve sur la digue et dans toutes les avenues en forêt,.
Il est l'architecte :
- du bâtiment de l'aéroport, du cinéma « Le Normandy »[3], du nouveau phare[JM 7] et du nouveau plongeoir de la piscine, de L'hôtel Scampolo (boulevard de la Mer)[3],[JM 8], du magasin « Galeries du Ménage » (rue de Paris)[3];
- des villas :

50° Latitude Nord (avenue de l’Atlantique),,
Accueillante 10 rue du Sémaphore,
Bécassine (avenue de l’Atlantique),
Bernique (avenue de Montreuil),,
Bic en coin (avenue des Phares),,
Cendrillon* (boulevard Daloz),
Chat perché (avenue des Genêts),,
Clairoix 1 rue de Desvres (à Quentovic),,,
Clos fleuri (Foch (anciennement Alexandra)),
Côte d'Opale (avenue de l'Atlantique),,
Datcha avenue des Troènes,
Fadette rue du Sémaphore,
Ferme d'Amour,
Flabeau Ninove (boulevard Thierry Sabine (anciennement Digue Ridoux)),
la Floride (avenue Fernand Recoussine), la Grange,
Lou Cigalou 11 avenue de Quentovic,
Mon Chaume 144 (boulevard Daloz),,
Mon Pignon (boulevard Daloz),
La Mouche allée des Rossignols,
Les Mutins 78 (boulevard Daloz),,
Le Nain Jaune 53 rue Jean Monnet,
Narcisse Bleu rue Léon Garet,
Nine 146 (boulevard Daloz),,
Ma Ouik,
Peggy avenue du Nord,
Phébé (avenue du Paradis Thérèse),
Pige-vent (avenue de l’Atlantique),
La Pigeonne 23 rue du Sémaphore,
Pomme d'Api 65 rue de Moscou,
Les Pommiers avenue de l'Hippodrome,
La Prairie avenue du Golf,
Le Rallye (aux Iris) avenue du Golf,,
Ric et Rac (avenue de Montreuil),,
The Sandhill (anciennement Fair Way),
Sauvageonne (Foch (anciennement Alexandra)),
Sunny Beach,
Sunshine,
Sylvana avenue du Château,
Touquaz avenue Léon Soucaret,
Tournebride (avenue du Paradis Thérèse),
Week-end,
et des trois villas de l'avenue du Paradis Thérèse :
Pretty Cottage (anciennement Le Scarabée)-
Venvole-
L'Heure espagnole,.

#### Louis-Richard Quételart
Louis-Richard Quételart, petit-fils de l'architecte Louis Quételart, est l'architecte de la villa Pergola sise au 100 avenue Louis-Aboudaram, construite en 2005 et de la villa Le Havre au Vent, construite en 2001, sise au 51 avenue Louis-Quételart.

### R

#### Stéphane Rafray
Stéphane Rafray, architecte touquettois, est l'architecte de l'extension de la villa Francis avenue Léon-Soucaret.

#### Léopold Raquet

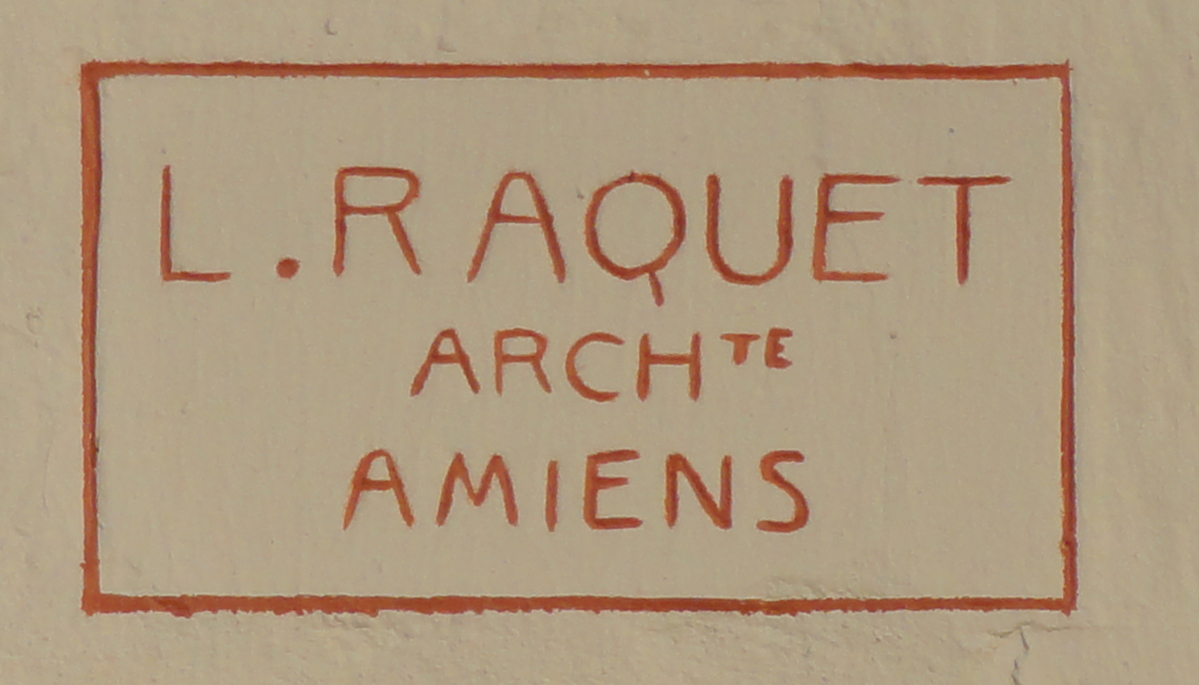

Léopold Raquet est l'architecte de la villa Butterfly, 49 boulevard Daloz,.
Léopold Joseph Raquet naît le 28 mars 1871 à Amiens du mariage de François Léonard, menuisier, et de Marie Flore Cornette. Il se marie, le 22 octobre 1898 à Amiens, avec Mathilde Julie Marie Violette,.
Il est l'élève de Léon Delambre.
En 1897, il remporte, pour la section d'Amiens, le premier prix au concours des élèves architectes organisé par la société des architectes du Nord de la France.

#### Louis Rey
Louis Rey est l'architecte de la villa Pretty Corner, 52, rue de Bruxelles.

#### Jean-Michel Rouveau
Jean-Michel Rouveau, architecte provinois, est l'auteur de la villa Beau Soleil, construite dans les années 1980, sise avenue des Canadiens.

#### Paul Ridoux

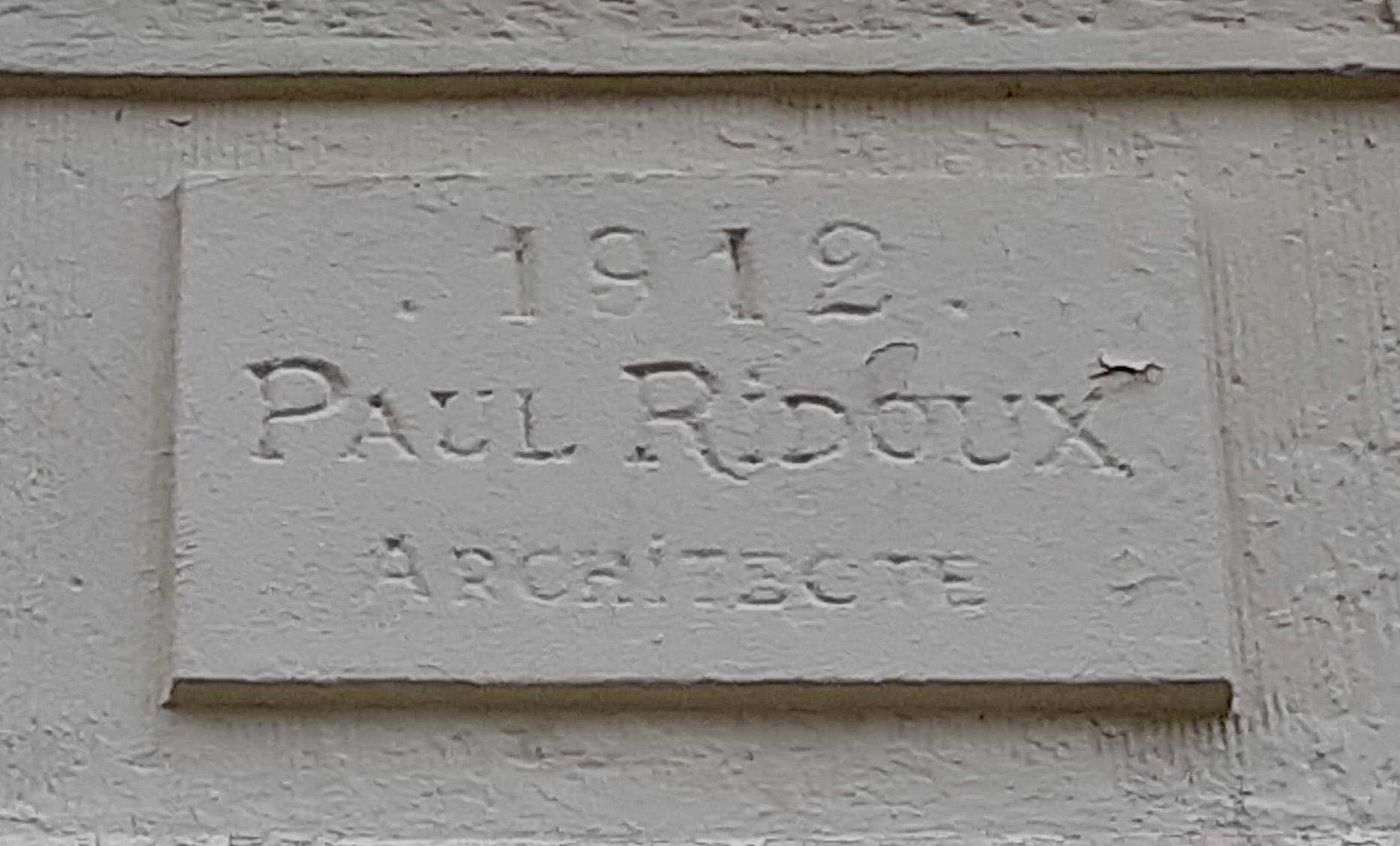
Plaque apposée sur la villa Saint-Rémy.

Paul Ridoux est l'architecte de quelques villas : L'Ouragan (1898) sise 85, boulevard de la Mer (Docteur Jules-Pouget aujourd'hui), Le Corail (1901) 149 rue de Paris et Saint-Rémy (1912), angle nord-est de l'avenue Duguay-Trouin et du boulevard Thierry-Sabine (anciennement Digue Ridoux).

### S

#### Waclaw Sawicki
Waclaw Jacek Sawicki (1919 à Rejowiec-1995 au Touquet-Paris-Plage), architecte de plusieurs villas du Touquet-Paris-Plage.

#### Léon Saxer
Léon Saxer est l'architecte des villas :
- Doulce France[3],

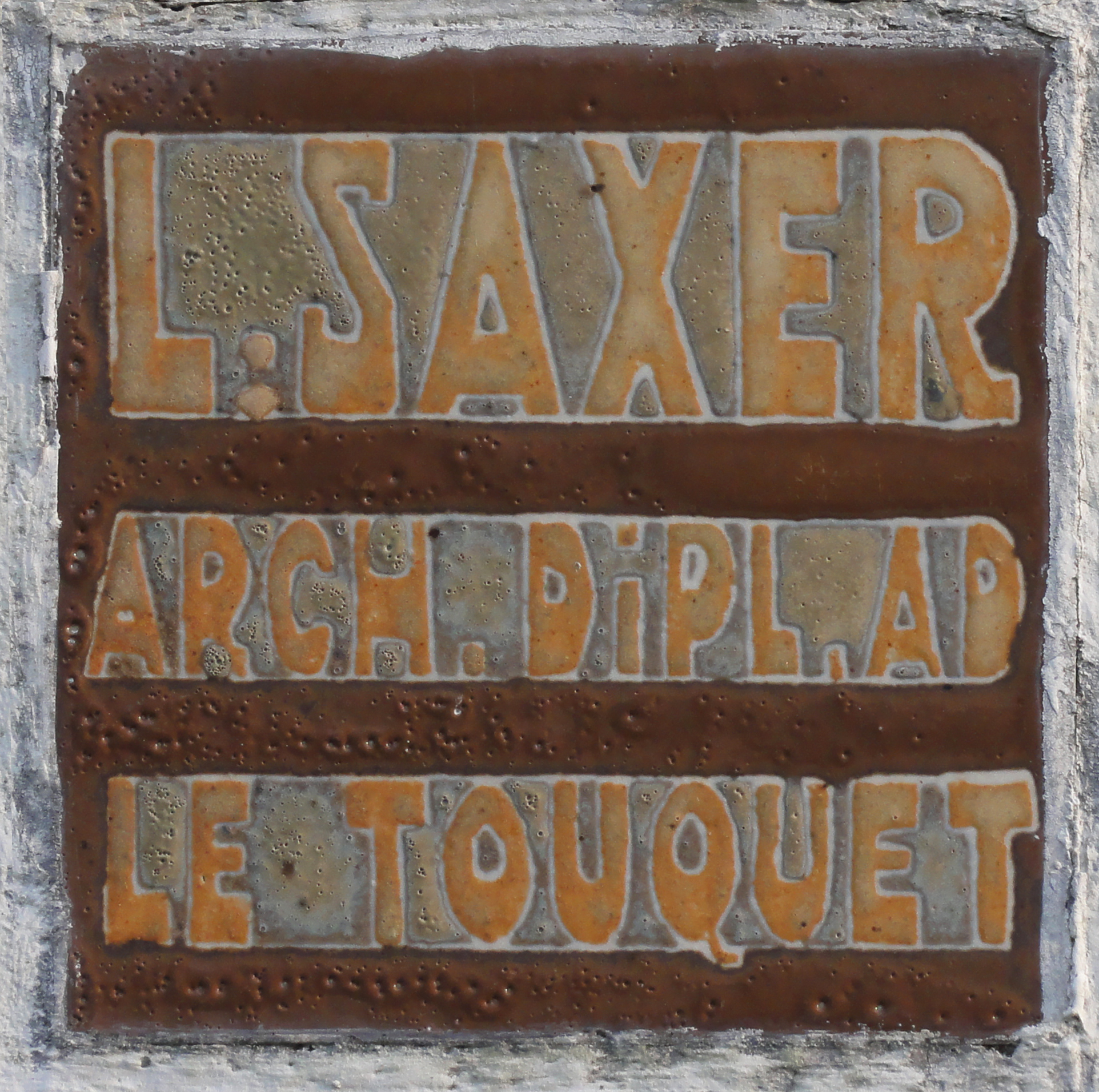

- L'Ensoleillée (avenue de la Reine-Victoria)'[3],[PC 26],
- La Joliette boulevard Daloz[2],
- Mon Touquet 15 rue de Londres,
- Rigobert 36 rue des Oyats[2],
- Seawards[2] et de la villa située au 55, boulevard Daloz, Tom Pouce, à l'angle sud-ouest du boulevard du Docteur Jules-Pouget et de la rue de Bruxelles.

#### Gaston Scaténa

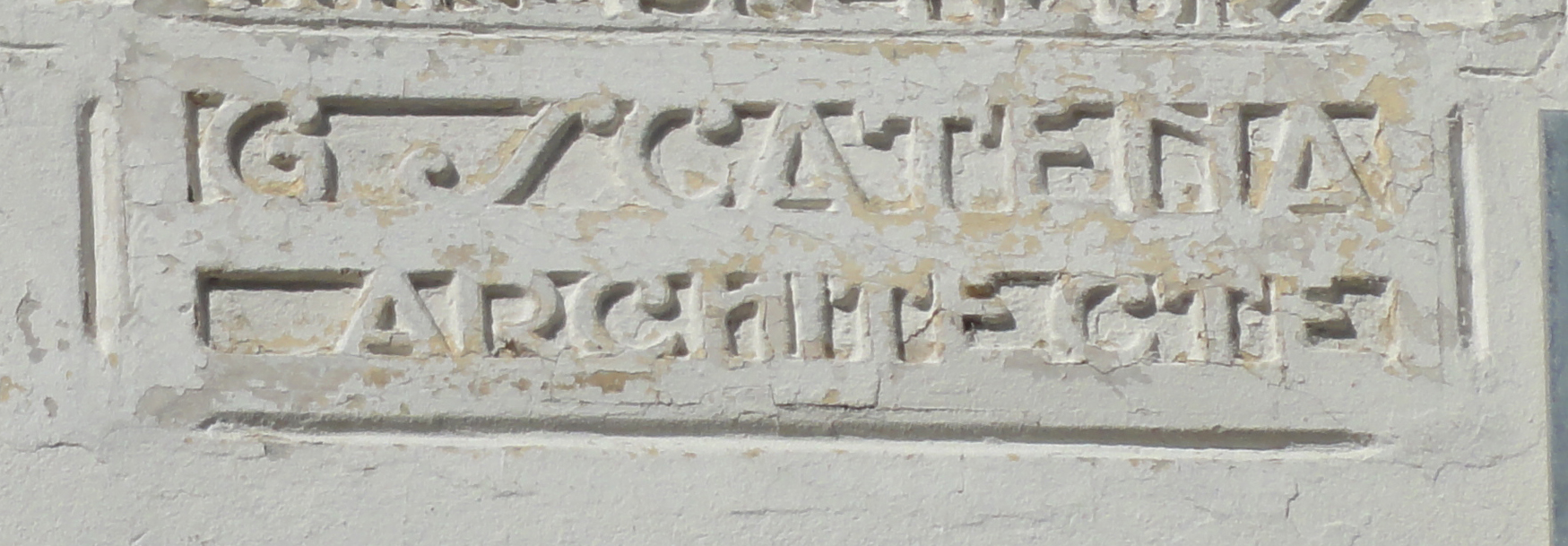

Gaston Charles Franck Scaténa naît le 24 avril 1891 dans le 18e arrondissement de Paris, du mariage de Louis Charles Ali Scaténa et de Jeanne Virginie Marguerite Blanche Berthe Rosselloty, marchands merciers au Tréport. Il se marie avec Adrienne Didiot le 20 mai 1911 dans le 12e arrondissement de Paris. Il meurt le 6 octobre 1967 à Portiragnes,.
Il est l'architecte de la transformation, vers 1920, de l'Hôtel Excelsior à l'angle nord-est des rues de Moscou et Saint-Jean.

#### Juliette Stolz
Juliette Stolz, du cabinet Stolz Architecture, touquettoise d'origine, est l'architecte de la villa Les Tchanquées, construite en 2019 et de la villa Lumière, toutes deux sises côte à côte allée des Chèvrefeuilles.

### T
Sans objet.

### U
Sans objet.

### V

#### Henri Valette

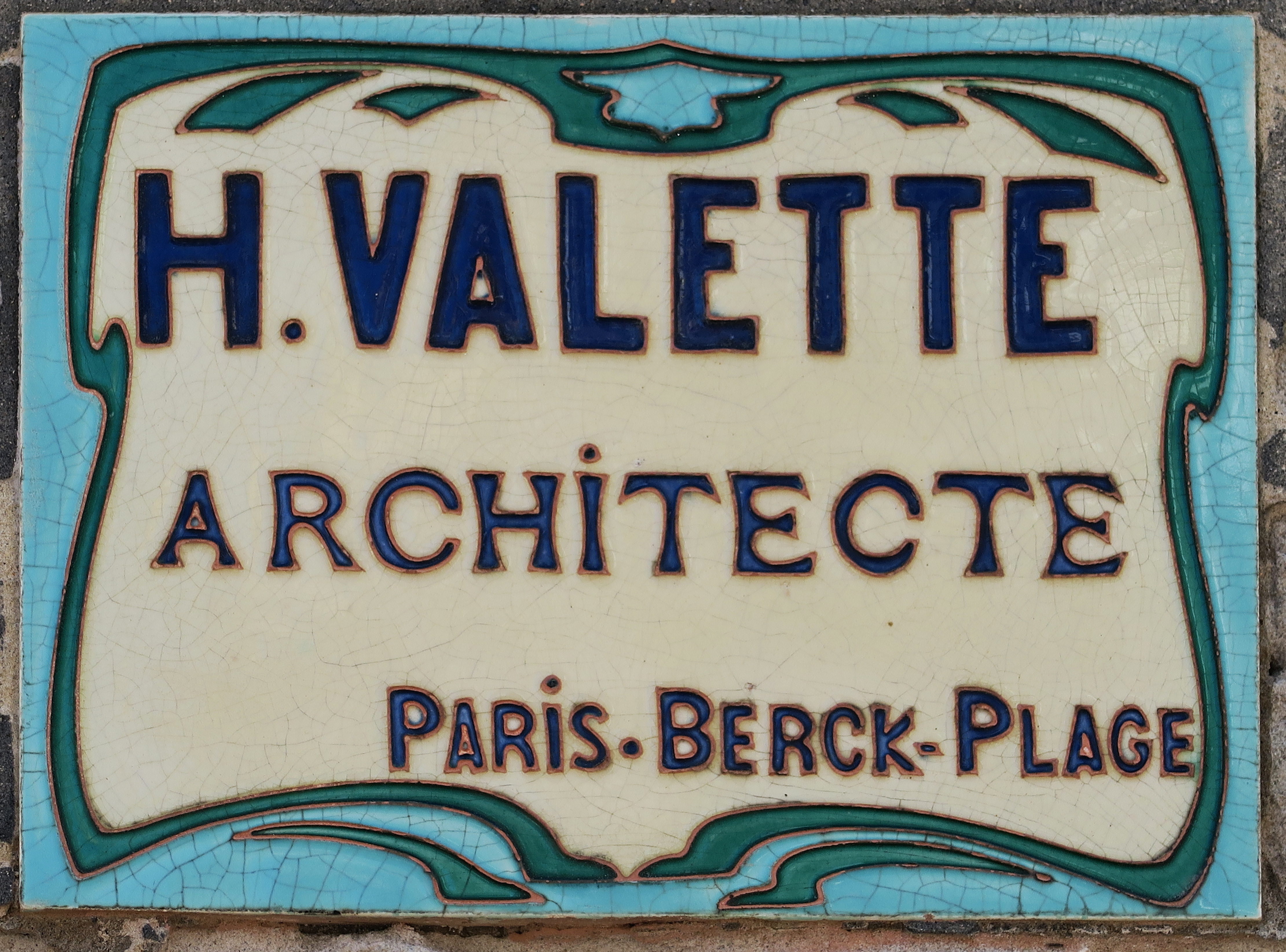

Henri Valette de Berck (Pas-de-Calais), est l'architecte de :
- la villa La Tourelle (1904) du docteur Timmermans, devenue Le Castel (50, rue Jean Monnet)[PC 1],[2].

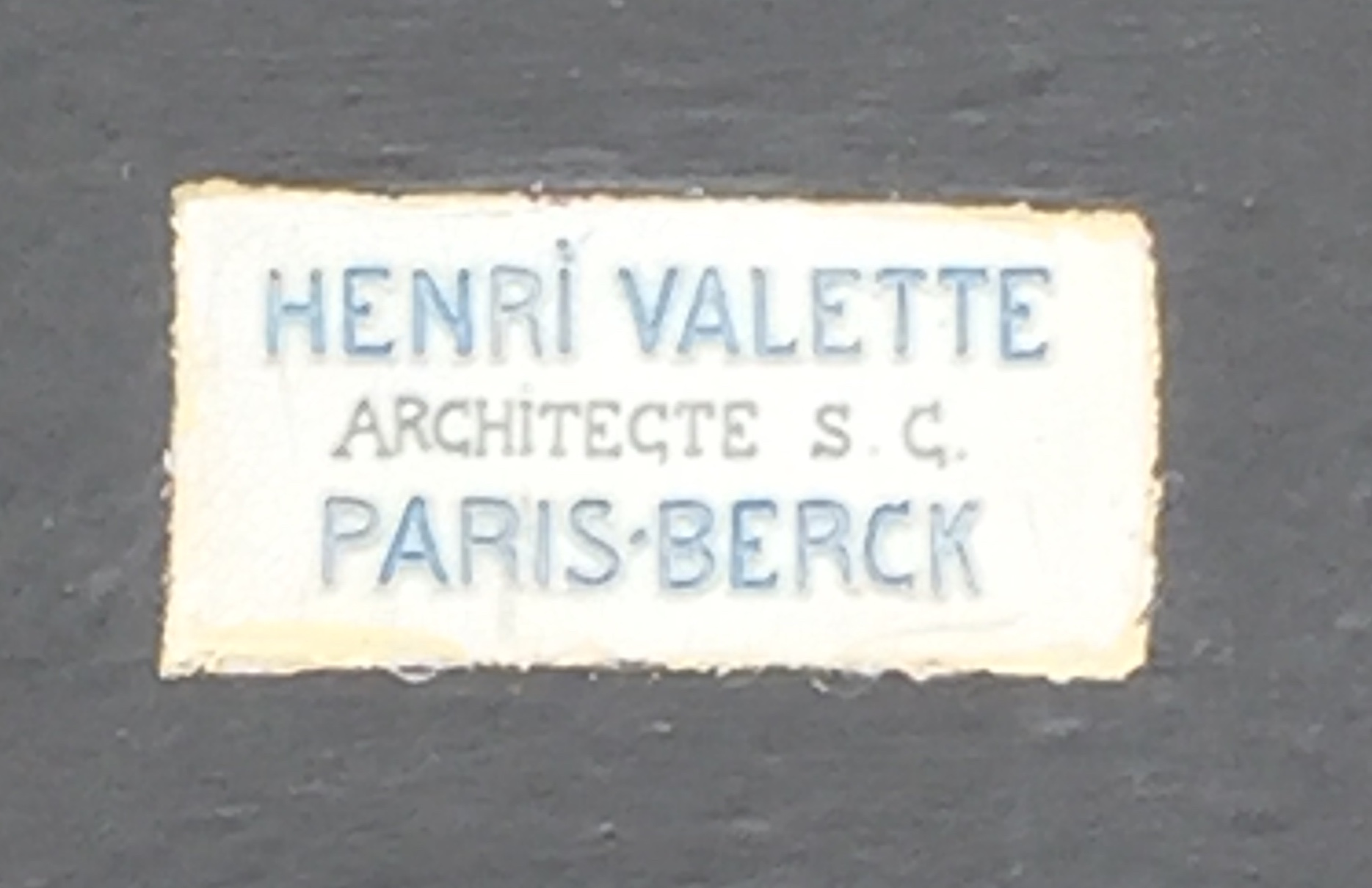

- l'immeuble au 64, rue de Londres, occupé pendant des décennies par la « société des eaux du Touquet-Paris-Plage ».

#### Patrick Vanhems
Patrick Vanhems (né en 1947 à Nouzonville et mort en 2008 à Boulogne-sur-Mer) succède en 1975 à Pierre Krick et s'installe au 35, boulevard Daloz. Il achève les projets de Pierre Krick que sont le centre social et culturel de l'avenue de Villemessant et la recette perception de la rue Andreï-Sakharov.
Il est l'architecte des résidences Cap Sud et Alauda, avenue de Quentovic entre les avenues du Docteur-Jues-Pouget et Thierry-Sabine. Il est également l'architecte de la Maison du Temps libre à l'angle de l'avenue de Quentovic et de la rue de Calais (inaugurée le 28 avril 1990), de plusieurs villas comme Contemporaine allée des Coquelicots, Parenthèse allée de Picardie et Pégaze allée des Anémones, au Touquet-Paris-Plage et de résidences à Stella-Plage.

#### Roland de Villario
Roland de Villario architecte (EAD), 90, rue d'Amsterdam dans le 9e arrondissement de Paris.
Il est l'architecte de l'hôtel Côte d'Opale, construit en 1929, situé boulevard de la Mer (Docteur Jules Pouget aujourd'hui) entre la rue Saint-Amand et la rue de la Paix.
Avec son confrère Albert Mignot, ils réalisent les plans de la villa Little H,.

#### Lucien Viraut
Lucien Viraut est l'architecte de l'église Sainte-Jeanne-d'Arc du Touquet-Paris-Plage en 1911.
Il est élu membre titulaire de la Société académique de Paris-Plage le 30 juillet 1910.

### W

#### Jean-Michel Wilmotte
Jean-Michel Wilmotte est l'architecte du nouveau palais des congrès, au casino de la Forêt, inauguré le 29 février 2020.

### X
Sans objet.

### Y
Sans objet.

### Z
Sans objet.

## Autres architectes installés au Touquet-Paris-Plage
Les architectes listés ci-dessous figurent dans les différents annuaires et journaux du Touquet-Paris-Plage édités avant la Seconde Guerre mondiale.

### A. Brière
A. Brière, en 1905, est installé au chalet  Le Bijou, rue de Paris au Touquet-Paris-Plage, et à Boulogne-sur-Mer, au no 55 du Boulevard Daunou,.

### Louis Danhier
Louis Félix Joseph Danhier est né le 28 novembre 1881 dans le 17e arrondissement de Paris et mort le 11 juin 1941 à Berck.
À la fin des années 1920, il a une agence, rue de Paris au Touquet-Paris-Plage, chez Touquet extensions, dirigé par Jean Ruat.

### E. et G. d'Avrange du Kermont
E. et Georges d'Avrange du Kermont. Georges Florentin Ernest d'Avrange du Kermont naît le 22 mai 1875 à Douai, fils de Joseph Auguste Ernest d'Avrange du Kermont, négociant, et de Joséphine Victorine Sylvestre.
Lors de sa période militaire, en 1898, où il a pour profession sculpteur sur bois, il est domicilié chez ses parents, au no 17 rue Séguier dans le 6e arrondissement de Paris.
Il épouse Léontine Juliette Anjouis le 13 février 1912 dans le 17e arrondissement de Paris. Il est architecte domicilié au no 19 rue de l'Odéon,.
Il meurt le 11 novembre 1954 à La Frette-sur-Seine.
Quant au E., figurant dans l'encart publicitaire en référence, il peut s'agir du père, Joseph Auguste Ernest.
En 1905, ils sont installés chalet Paulette, rue Saint-Alphonse (aujourd'hui rue Léon-Garet) à Paris-Plage, et, au no 17 rue Séguier à Paris.
François d'Avrange d'Haugéranville et Jean François d'Avrange du Kermont, tous les deux frères, font partie des ancêtres de ces deux architectes, cette famille est originaire du duché de Lorraine aujourd'hui le département de la Moselle.

### Fernand Devillers
Fernand Louis Édouard Devillers, architecte à Amiens, né le 5 octobre 1889 à Amiens et mort le 21 décembre 1945 dans la même ville.
Il épouse Marie Thérèse Berthe Chauffeton le 7 mai 1919 à Orléans.
Il est fait officier d'Académie en février 1933.
À la fin des années 1920, il a une agence, au Touquet-Paris-Plage, en association avec Maxe Guillou, architecte, située no 79, rue de Metz.

### Louis Fleurant
Louis Fleurant est né le 30 mars 1897 à Compiègne et mort le 16 mai 1980 à Montpellier.
À la fin des années 1920, il a une agence, en association avec Jean Stra, son beau-frère, au no 83, rue Saint-Jean au Touquet-Paris-Plage.

### Maxe Guillou
Max Guillou, architecte à Amiens, né le 28 juin 1892 à Amiens et mort le 30 janvier 1959 dans la même ville.
Il épouse Hélène Yvonne Marie Bonnard le 27 janvier 1919 à Amiens.
À la fin des années 1920, il a une agence au Touquet-Paris-Plage en association avec Fernand Devillers, architecte, située no 79, rue de Metz.

### René Maeder
René William Maeder, architecte DPLG et DPLTB, né le 7 septembre 1902 à Delémont en Suisse, fils de William Ernest Maeder et de Corinne Elwire Thièche. Il épouse, le 14 avril 1925 à Bruay-en-Artois, Suzanne Eugènie Marie Joseph Hoguet, né le 28 octobre 1902 à Bruay-en-Artois,,.
Après avoir travaillé, au cours des années 1920, au cabinet d'architecte Louis Quételart, dans les années 1930, il a son agence située au no 64, rue de Metz puis au no 78 rue Saint-Louis.

### Jean Stra
Jean Louis Eugène Stra, architecte, né le 26 mai 1885 dans le 16e arrondissement de Paris d'un père architecte, et mort le 20 décembre 1957 à Compiègne.
Il épouse Gabrielle Élisabeth Louise Fleurant, sœur de son associé, le 10 octobre 1911 à Compiègne.
Il est architecte à Compiègne,.
Il est fait officier d'Académie paru au JO du 1er février 1931 et officier de l'Instruction publique paru au JO du 2 octobre 1938,.
À la fin des années 1920, il a une agence, en association avec Louis Fleurant, son beau-frère, au no 83, rue Saint-Jean au Touquet-Paris-Plage.

## Pour approfondir

### Ouvrages
- Patricia Crespo, Les Noms de nos villas racontent..., avril 1993,  (ISBN 2-95075-710-3)

1. 1 2 3  p. 19.
2. ↑  p. 13.
3. ↑  p. 8.
4. ↑  p. 34.
5. ↑  p. 15.
6. ↑  p. 44.
7. ↑  p. 18.
8. 1 2  p. 25.
9. ↑  p. 50.
10. 1 2 3  p. 59.
11. 1 2  p. 16.
12. 1 2  p. 33.
13. ↑  p. 4.
14. ↑  p. 31.
15. ↑  p. 46.
16. ↑  p. 47.
17. ↑  p. 24.
18. 1 2  p. 36.
19. ↑  p. 32.
20. ↑  p. 48.
21. 1 2  p. 23.
22. ↑  p. 30.
23. ↑  p. 26.
24. ↑  p. 7.
25. ↑  p. 17.
26. ↑  p. 28.

- Édith et Yves de Geeter, Images du Touquet-Paris-Plage, 1987

1. ↑  p. 32.
2. ↑  p. 12.
3. 1 2  p. 31.
4. 1 2  p. 13.
5. ↑  p. 11.
6. ↑  p. 136.

- Philippe Holl, Mémoire en images : Le Touquet-Paris-Plage, 2004, éditions Alan Sutton, p. 102  (ISBN 2-84910-021-8).

1. 1 2  p. 102.
2. ↑  p. 30.
3. ↑  p. 94.

- Édouard Lévêque, Histoire de Paris-Plage et du Touquet, Charles Delambre Paris-Plage et Montreuil, 1905, [lire en ligne]

1. ↑  p. 476.
2. ↑  p. 179.
3. ↑  p. 148.
4. ↑  p. 184 et 187.
5. ↑  p. 153.
6. ↑  p. 488.
7. ↑  p. 182 et 187.

- Société académique du Touquet-Paris-Plage, 1912-2012 Un siècle d'histoires, Le Touquet-Paris-Plage, Éditions Henry, 2011, 226 p. (ISBN 978-2-917698-93-8)

1. ↑  p. 102.

- Syndicat d'initiative et de développement du Touquet-Paris-Plage, Annuaire du Touquet-Paris-Plage 1913, Imprimerie de l'Avenir du Touquet-Paris-Plage

1. ↑  p. 215.

- Richard Klein, Les villas balnéaires au Touquet-Paris-Plage, t. 1, Le Touquet-Paris-Plage, Les éditions du Passe-Temps, 2011, NP (ISBN 2-9517563-6-4)

1. 1 2 3 4  p. NP

- Alban Cosyn, Les villas balnéaires au Touquet-Paris-Plage, t. 2, Le Touquet-Paris-Plage, Les éditions du passe-temps, 2012, NP (ISBN 2-9517563-4-8)

1. 1 2 3  p. NP

- Richard Klein, Les villas balnéaires au Touquet-Paris-Plage : années 50-60-70, t. 3, Le Touquet-Paris-Plage, Les éditions du Passe-Temps, 2014, NP (ISBN 2-9517563-6-4)

1. 1 2 3 4 5 6  p. NP

- Alban Cosyn, Les villas balnéaires au Touquet-Paris-Plage, t. 4, Le Touquet-Paris-Plage, Les éditions du Passe-Temps, 2021, 93 p. (ISBN 2-9517563-9-9)

1. ↑  p. 46
2. ↑  p. 64
3. ↑  p. 60
4. 1 2  p. 6
5. ↑  p. 28
6. ↑  p. 42
7. ↑  p. 50
8. ↑  p. 18
9. ↑  p. 79
10. ↑  p. 48
11. ↑  p. 84
12. ↑  p. 44
13. ↑  p. 82
14. ↑  p. 34

### Autres sources

#### Archives départementales
1. ↑  « Acte de naissance no 2660 », sur archives.paris.fr (consulté le 19 mars 2019), page 24/31.
2. ↑  « Acte de mariage no 608 », sur archives.paris.fr (consulté le 25 mars 2019), page 7/31.
3. ↑  « tables décennales 1943-1952 », sur archives.yvelines.fr (consulté le 19 mars 2019), page 3/5.
4. ↑  
« Recensement Cucq secteur Paris-Plage 1911 », sur le site des archives départementales du Pas-de-Calais (consulté le 19 janvier 2019).
5. ↑  « Acte de mariage Boistel-Nicolas no 88 », sur consultation.archives.hauts-de-seine.net, 18 octobre 1887 (consulté le 20 août 2020), p. 68.
6. ↑  « Acte de décès de Gustave Boistel no 788 », sur archives.paris.fr, 22 mars 1925 (consulté le 20 août 2020), p. 13.
7. ↑  « Acte de naissance de Jacques Bouchardy no 334 », sur archives.paris.fr (consulté le 3 juillet 2020), p. 29.
8. ↑  « Acte de naissance Albert Boursier no 450 Bruay-en-Artois », sur archivesenligne.pasdecalais.fr, 1899 (consulté le 24 août 2020), p. 96.
9. ↑  « Recensement de la population de Grenay », sur archivesenligne.pasdecalais.fr, 1931 (consulté le 24 août 2020), p. 18.
10. ↑  « Fichier INSEE des décédés Albert Boursier », sur deces.matchid.io, 1986 (consulté le 24 août 2020).
11. 1 2  « acte de naissance d'Albert Alfred Léon Bouvy no 1611 », sur Archives départementales du Nord (consulté le 24 avril 2024), p. 427.
12. ↑  « Acte de naissance Albert Bouvy no 890 », sur archivesdepartementales.lenord.fr, 1910 (consulté le 27 août 2020), p. 235.
13. 1 2  « Acte de naissance P. Briaux no 224, Bar-le-Duc », sur Archives départementales de la Meuse (consulté le 2 août 2019), p. 58/122.
14. ↑  « Recensement du Touquet-Paris-Plage 1926 », sur le site des archives départementales du Pas-de-Calais (consulté le 31 juillet 2019), p. 79/112.
15. ↑  « Acte de naissance Denise Choppin d'Arnouville no 72, Berck », sur archivesenligne.pasdecalais.fr, 1915 (consulté le 24 août 2020), p. 19.
16. ↑  « Acte de naissance no 54 de Raoul Choppin d'Arnouville », sur consultation.archives.hauts-de-seine.net, 18 février 1876 (consulté le 22 août 2020), p. 16.
17. ↑  « Acte de naissance no 213 de Marcelle Désirée Cordier », sur archivesenligne.pasdecalais.fr, 1889 (consulté le 22 août 2020), p. 128.
18. ↑  « Acte de naissance d'Élie Chorein no 1792 », sur archives en ligne de Saint-Étienne (consulté le 26 août 2020).
19. ↑  
« Fiche militaire n° matricule 2721 », sur le site des archives départementales des Yvelines (consulté le 5 octobre 2019), p. 365 et 366/819.
20. ↑  
« Acte de naissance Clément Coquenpot no 182 Saint-Germain-en-Laye », sur Archives départementales des Yvelines (consulté le 5 octobre 2019), p. 34.
21. ↑  « Recensement 1926 du Touquet-Paris-Plage. », sur archivesenligne.pasdecalais.fr, 1926, p. 52.
22. ↑  « Acte de naissance de Jean Ferlié no 1899 », sur archives.paris.fr, 1887 (consulté le 27 août 2020), p. 2.
23. ↑  
« Mariage », sur archives de Paris (consulté le 12 mars 2019), p. 28.
24. ↑  
« Décès », sur Archives départementales des Yvelines (consulté le 12 mars 2019), p. 19.
25. ↑  « Acte de naissance no 62 de Louis Gobert », sur archivesenligne.pasdecalais.fr, 15 décembre 1865 (consulté le 23 août 2020), p. 65.
26. ↑  « Acte de naissance no 38 d'Alfred Gobert », sur archivesenligne.pasdecalais.fr (consulté le 23 août 2020), p. 91.
27. ↑  « Acte de naissance no 10 d'Émile Gobert », sur archivesenligne.pasdecalais.fr (consulté le 23 août 2020).
28. ↑  « Tables décennales 1933-1942 de Berck », sur Le site des archives du Pas-de-Calais (consulté le 23 mai 2021), p. 133.
29. ↑  « Acte de mariage Gombeau-Prignot no 1916 11e arrondissement de Paris », sur archives.paris.fr, 23 septembre 1905 (consulté le 22 août 2020), p. 25.
30. ↑  « Fiche militaire matricule 2041 », sur Le site des archives de Paris (consulté le 9 décembre 2019), p. 1 et 2.
31. ↑  
« Acte de mariage no 488 », sur le site des archives de la ville de Paris (consulté le 19 janvier 2019), p. 21.
32. ↑  
« Naissance d'Andrée Daloz no 692 », sur le site des archives de la ville de Paris (consulté le 19 janvier 2019), p. 29.
33. ↑  « Acte de naissance de Robert Hideux no 112 », sur Archives départementales de la Seine-Maritime (consulté le 9 décembre 2019), p. 109.
34. ↑  « Acte de mariage Hideux-Rillaert no 4414 », sur Archives de Paris (consulté le 9 décembre 2019), p. 16.
35. ↑  « Recensement de Cucq de 1931 », sur archivesenligne.pasdecalais.fr (consulté le 27 mars 2021).
36. ↑  
« Fiche militaire no 1435 », sur lesite des archives départementales de la Gironde (consulté le 30 avril 2019).
37. ↑  
« Naissance no 26 », sur Archives départementales de l'Aveyron (consulté le 30 avril 2019).
38. 1 2  « Acte de mariage Lenfant-Dauchin no 472 », sur archives.paris.fr du 17e arrondissement, 28 avril 1943 (consulté le 22 août 2020), p. 18.
39. ↑  « Acte de naissance no 310 de Xavier Lenfant à Chaumont », sur archives.haute-marne.fr, 23 décembre 1893 (consulté le 22 août 2020) : « mention date et lieu de décès en marge de l'acte de naissance ».
40. ↑  « Stèle d'Amédée Denis Milvoy, cimetière de la Madeleine à Amiens », sur inventaire.hautsdefrance.fr (consulté le 18 janvier 2020).
41. ↑  « Acte de naissance Jean Pers no 1688 », sur archives.paris.fr (consulté le 27 août 2020), p. 16.
42. ↑  « Fiche militaire de Léopold Raquet no 217 », sur archives départementales de la Somme (consulté le 18 janvier 2020).
43. ↑  « Acte de mariage de Raquet-Violette no 546 », sur Archives départementales de la Somme (consulté le 18 janvier 2020).
44. ↑  « Acte de naissance no 1933 », sur archives.paris.fr (consulté le 3 décembre 2019), p. 4/31.
45. ↑  « Acte de mariage no 589 », sur archives.paris.fr (consulté le 3 décembre 2019).
46. ↑  « Fiche militaire matricule no 4302 de Louis Danhier », sur archives.paris.fr, 1901 (consulté le 28 août 2020).
47. ↑  « Fiche militaire matricule no 3022 de Georges Florentin d'Avrange du Kermont », sur archives.paris.fr (consulté le 1er avril 2021).
48. 1 2  « Acte de naissance no 298 », Douai / N, Ta [1874-1875]1 Mi EC 178 R 001, sur archivesdepartementales.lenord.fr (consulté le 1er avril 2021), p. 293.
49. ↑  « Acte de mariage no 330 », sur archives.paris.fr (consulté le 1er avril 2021), p. 27.
50. ↑  « Acte de naissance de Fernand Devillers no 1584 », sur recherche.archives.somme.fr, 1889 (consulté le 28 août 2020) : « Mariage et décès en marge de l'acte », p. 473.
51. ↑  « Acte de naissance de Max Guillou no 1112 », sur recherche.archives.somme.fr, 1892 (consulté le 28 août 2020) : « Mariage et décès en marge de l'acte », p. 287.
52. ↑  « Acte de naissance de Suzanne Hoguet no 482 », sur archivesenligne.pasdecalais.fr, 1902 (consulté le 29 août 2020) : « Mariage en marge de l'acte de naissance », p. 246.
53. ↑  « Acte de mariage Maeder-Hoguet no 91 », sur archivesenligne.pasdecalais.fr, 1925 (consulté le 29 août 2020), p. 16.
54. ↑  « Recensement du Touquet-Paris-Plage 1926 », sur archivesenligne.pasdecalais.fr, 1926 (consulté le 29 août 2020), p. 52.
55. ↑  « Acte de mariage Stra-Fleurant no 82 », sur ressources.archives.oise.fr, 10 octobre 1911 (consulté le 28 août 2020), p. 51.
56. ↑  « Acte de naissance de Jean Stra no 568 », sur /archives.paris.fr, 1885 (consulté le 28 août 2020) : « Mariage et décès en marge de l'acte », p. 8.
57. ↑  « Fiche Militaire matricule no 900 de Jean Stra », sur archinoe.fr, 1905 (consulté le 28 août 2020).

#### Base Mérimée
1. ↑  « le Village Suisse », notice no IA62000180, sur la plateforme ouverte du patrimoine, base Mérimée, ministère français de la Culture.
2. ↑  « Maison de notable dite Villa Golf Cottage », notice no IA62000189.
3. ↑  « Villa Dolce Vita », notice no IA62000162.
4. ↑  « Maison dite Villa L'Ermitage », notice no IA62000136.
5. ↑  « Maison dite Villa La Rafale », notice no PA62000017 & « Maison dite Villa La Rafale », notice no IA62000135.
6. ↑  Notice no IA62000164.
7. ↑  Notice no IA62000185.
8. ↑  Notice no IA62000200.

#### Journal municipalLe Touquet Magazine
1. ↑  décembre 1997, page 13.
2. ↑  juin 1997, page 5.
3. ↑  février 1996, page 4.
4. ↑  février 1997, page 15.
5. ↑  septembre 1996,page 3.
6. ↑  février 1998, page 11.
7. ↑  mai 1998, page 7.
8. ↑  avril 1997, page 6.

#### Autres sources
1. ↑  « Journal officiel de la république française. », quotidien, no 47 trentième année,‎ 17 février 1898, p. 1024 (lire en ligne, consulté le 9 décembre 2019).
2. 1 2 3 4 5 6 7 8 9 10 11 12 13 14 15 16 17 18 19 20 21 22 23 24 25 26 27 28 29 30 31 32 33 34 35 36 37 38 39 40 41 42 43 44 45 46 47 48 49 50 51 52 53 54 55 56 57 58 59 60 61 62 63 64 65 66 67 68 69 70 71 72 73 74 75 76  Les Villas balnéaires au Touquet-Paris-Plage, tome 2, Les Éditions du Passe-temps, octobre 2012, ouvrage non paginé  (ISBN 2-95175-634-8).
3. 1 2 3 4 5 6 7 8 9 10 11 12 13 14 15 16 17 18 19 20 21 22 23 24 25 26 27 28 29 30 31 32 33 34 35 36 37 38 39 40 41 42 43 44 45 46 47 48 49 50 51 52  L'architecture au Touquet, 1931, éditions M. Popinot, ouvrage non paginé.
4. ↑  Richard Klein, Les villas balnéaires au Touquet-Paris-Plage : années 50-60-70, t. 3, Le Touquet-Paris-Plage, Les éditions du Passe-Temps, 2014, NP (ISBN 2-9517563-6-4)
5. ↑  https://gallica.bnf.fr/ark:/12148/bpt6k58520940.image.r=BOISTEL.f125.hl
6. ↑  « Journal officiel de la République française. Lois et décrets », quotidien, no 1,‎ 1er janvier 1910, p. 26 (lire en ligne, consulté le 20 août 2020).
7. ↑  Yan Bernard-Guilbaud, « Au Touquet, Barrière réenchante le Westminster », sur lefigaro.fr, 25 septembre 2020 (consulté le 25 septembre 2020).
8. ↑  « Bibliothèque Poëte et Sellier, fonds historique de l'EUP Thèses des anciens élèves (1921-1969) », sur eup.fr (consulté le 3 juillet 2020), cote 115.
9. ↑  « Liste officielle des prisonniers de guerre », sur gallica.bnf.fr, 4 janvier 1941 (consulté le 3 juillet 2020).
10. ↑  « Fichier INSEE des décès Marie-Louise Jabain », sur deces.matchid.io (consulté le 3 juillet 2020).
11. ↑  Alice Marsal, « Agrément des architectes de la Reconstruction », sur siv.archives-nationales.culture.gouv.fr (consulté le 3 juillet 2020).
12. ↑  Société académique du Touquet-Paris-Plage, Le Touquet-Paris-Plage 1912-2012 un siècle d'histoires, Le Touquet-Paris-Plage, Les Écrits du Nord Éditions Henry, 2011, 226 p. (ISBN 978-2-917698-93-8), page 112 et 113 écrits de Fréderic Quételard
13. ↑  « Villa Woodley », sur villawoodley.eu (consulté le 3 juillet 2020).
14. 1 2  Guide annuaire du Touquet-Paris-Plage, librairie Bonaventure, 58 rue de Paris, le Touquet-Paris-Plage, 1927-1928
15. ↑  « Fichier Insee décédés Albert Bouvy », sur deces.matchid.io (consulté le 20 février 2021).
16. ↑  Fernand Buisset, biographie rédigée par Marie-Laure Crosnier Leconte : Institut national d’histoire de l’art .
17. ↑  Société académique de Paris-Plage, Mémoires de la Société académique de Paris-Plage 1911 : sixième année, L. Delambre-Deroussent Paris-Plage et Montreuil, 71 p., p. 64.
18. 1 2  « Aménagement de la dune du Touquet (1970-2000) », sur rta.hypotheses.org (consulté le 5 mai 2024).
19. ↑  « Acte de naissance no 50 », sur archivesdepartementales.lenord.fr (consulté le 13 mai 2022), p. 223.
20. ↑  Comité flamand de France, Bulletin du Comité flamand de France, 1950 (lire en ligne), p. 93.
21. ↑  information donnée par la Société académique du Touquet-Paris-Plage
22. ↑  « Hôtel Bristol », sur PSS-Archi.
23. ↑  voir sur Geneanet l'arbre en ligne de Charles Éric Le Royer
24. ↑  Source Alain Holuigue, secrétaire perpétuel de la Société académique du Touquet-Paris-Plage, plans de l'hôtel Alexandra, signés E. Chorein et constructeur entreprise Plée et Caron, consultés la mairie du Touquet-Paris-Plage
25. ↑  René Champly, Nouvelle encyclopédie pratique du bâtiment et de l'habitation, vol. 15, Paris, 1910-1914, 139 p. (lire en ligne), p. 115.
26. ↑  (en) « Biographie de Stanley Hinge Hamp », sur scottisharchitects.org.uk (consulté le 17 juin 2021).
27. ↑  « Un petit hôtel à Paris-Plage par Cl. Coquenpot », La construction moderne, no 42,‎ 21 juillet 1929, p. 518 (lire en ligne, consulté le 14 mai 2024).
28. ↑  « Affaire », Le Grand Écho du Nord de la France, no 221,‎ 9 août 1922 (lire en ligne, consulté le 23 août 2020).
29. ↑  Coquenpot a construit une « villa Kuba à Sceaux », notice no IA00119738.
30. ↑  « Annuaire des architectes », sur gallica.bnf.fr, Paris, 1937 (consulté le 23 août 2020), p. 16.
31. ↑  Insee, « Acte de décès de Pierre Krick », sur MatchID (consulté le 16 avril 2024)
32. ↑  Marie-Laure Crosnier Leconte, « Jean Pierre Denglos », sur agorha.inha.fr (consulté le 25 août 2020).
33. ↑  « Fichier INSEE des décès Jean Denglos », sur deces.matchid.io (consulté le 25 août 2020).
34. ↑  « sur le site Archi Carte Postale », sur archipostalecarte.blogspot.com
35. ↑  Fille de René Perrey, son associé.
36. ↑  Les architectes de Maisons pour tous, L'architecture régionaliste, 1890-1950, par Jean-Claude Vigato, 1994, p. 160.
37. 1 2  Marie-Laure Crosnier Leconte, « Biographie de Jean Ferlié », sur agorha.inha.fr (consulté le 27 août 2020).
38. 1 2  Annuaire des architectes : France, Afrique du Nord, colonies : extrait de l'Annuaire du bâtiment et des travaux publics Sageret, Paris, 1935, 132 p. (lire en ligne), p. 52.
39. ↑  Voir dans Archives privées / puis Archives d'architectes / 37 J 1-173 - Fonds Henri Frey (1876, 1937-1978)
40. ↑  « Cote LH/1045/64 », base Léonore, ministère français de la Culture.
41. 1 2  « Cote LH/1082/39 », base Léonore, ministère français de la Culture.
42. ↑  « Cote 19800035/740/84024 », base Léonore, ministère français de la Culture.
43. ↑  Société académique du Touquet-Paris-Plage, Mémoires de la Société académique du Touquet-Paris-Plage Pas-de-Calais 1997-1999, Le Touquet-Paris-Plage, édition Auréoline, 18 allée Georges Brassens, 62520 Le Touquet-Paris-Plage, 2003, page 51 écrits de Jacques Garet.
44. ↑  « Officier d'Académie », Journal officiel de la République française. Lois et décrets, no 77,‎ 19 mars 1910, p. 2347 (lire en ligne, consulté le 23 août 2020).
45. ↑  Marie-Laure Crosnier Leconte, « Biographie de Robert Hideux », sur agorha.inha.fr (consulté le 26 août 2020).
46. ↑  Tombe familiale, allée des Petites sœurs, au cimetière de la Chartreuse de Bordeaux.
47. ↑  « Les dénaturalisés de Vichy - Michel Kamenka », sur Les Archives nationales de France (consulté le 27 septembre 2022).
48. ↑  « Les dénaturalisés de Vichy - Hilda Hann », sur Les Archives nationales de France (consulté le 27 septembre 2022).
49. ↑  « Décret portant retrait de la nationalité française », Journal officiel de la République française,‎ 8 septembre 1943, p. 2368 (lire en ligne, consulté le 27 septembre 2022).
50. ↑  BNF 16749601
51. ↑  Marie-Laure Crosnier Leconte, « Biographie Armand Lemay (1934-) », sur Institut national d'histoire de l'art, 11 février 2016 (consulté le 31 mars 2021).
52. ↑  Marie-Laure Crosnier Leconte, « Biographie d'Armand Lemay (1901-1957) », sur le site de l'Institut national d'histoire de l'art, 5 mai 2015 (consulté le 12 avril 2021).
53. ↑  
« Annuaire des architectes », sur gallica.bnf.fr, 1935 (consulté le 6 décembre 2019), p. 41.
54. ↑  Marie-Laure Crosnier Leconte, « Biographie de Xavier Lenfant », sur agorha.inha.fr, 3 juillet 2014 (consulté le 18 février 2021).
55. ↑  « Acte de naissance no 48 d'Évrard Sueur », sur Les archives départementales de la Somme (consulté le 2 mai 2024), p. 120.
56. ↑  « Acte de mariage no 948 Sueur et Coquelin », sur Les archives de Paris (consulté le 2 mai 2024), p. 8.
57. ↑  En duo mention honorable 1894, p. CXI - Laillet, installé au 2 boulevard Alsace-Lorraine.
58. ↑  Salon des artistes français, Le Salon 1894 : Explication des ouvrages de peinture et dessins, sculpture, architecture et gravure des artistes vivans…, vol. Architecture, Paris, mai 1894 (lire en ligne), p. 340 (no 3941-3942).
59. ↑  « Journal de l'Algérie et de la Tunisie », sur gallica.bnf.fr, 5 octobre 1893 (consulté le 24 août 2020).
60. ↑  Les éditions du passe-temps, Les villas balnéaires au Touquet-Paris-Plage, t. 4, Le Touquet-Paris-Plage, Les éditions du passe-temps, 2021, 93 p. (ISBN 2-9517-5639-9), p. 66.
61. ↑  « Fiche militaire de Charles Edwards Mac Corkell », sur Archives départementales du Pas-de-Calais (consulté le 21 mai 2022), p. 545.
62. ↑  « Dossier de Légion d'honneur de Charles Edwards Mac Corkell », sur Geneanet (consulté le 21 mai 2022).
63. ↑  
« recensement Cucq secteur Paris-Plage 1911 », sur le site des archives départementales du Pas-de-Calais (consulté le 19 janvier 2019), p. 22.
64. ↑  « Cote LH/1769/5 », base Léonore, ministère français de la Culture.
65. ↑  Insee, « Acte de décès de Louis Michel Quételard », sur MatchID (consulté le 16 avril 2024)
66. ↑  Insee, « Acte de décès de Pierre Quételard », sur MatchID (consulté le 17 avril 2024)
67. ↑  Les Villas balnéaires au Touquet-Paris-Plage, tome 2, Les Éditions du Passe-temps, octobre 2012,  (ISBN 2-95175-634-8).
68. ↑  Notice no IA62000177.
69. ↑  « Exposition. Catalogue. 1894 / Société des amis des arts du département de la Somme », sur gallica.bnf.fr, 1894 (consulté le 26 août 2020), NP.
70. ↑  « La Revue septentrionale : organe des Rosati et des sociétés savantes, artistiques et littéraires du Nord de la France », sur gallica.bnf.fr, Paris, 1897 (consulté le 26 août 2020).
71. ↑  Insee, « Acte de décès de Waclaw Sawicki », sur MatchID (consulté le 17 avril 2024)
72. ↑  « Georges Scaténa », sur PSS-Archi (consulté le 20 avril 2024).
73. ↑  Insee, « Acte de décès de Patrick Vanhems », sur MatchID (consulté le 16 avril 2024)
74. ↑  « Annuaire des architectes », sur gallica.bnf.fr (consulté le 6 décembre 2019).
75. ↑  Les éditions du Passe-Temps, Les villas balnéaires au Touquet-Paris-Plage, t. 1, Les éditions du Passe-Temps, 2011, NP (ISBN 2-9517-5633-X).
76. ↑  Marie-Laure Crosnier Leconte, « Biographie d'Albert Mignot », sur agorha.inha.fr (consulté le 20 mai 2022).
77. ↑  Société académique de Paris-Plage, Mémoires de la Société académique de Paris-Plage 1910 : cinquième année, L. Delambre-Deroussent Paris-Plage et Montreuil, 59 p., p. 47 et 48.
78. 1 2  « Constructeurs à Paris-Plage », Journal Paris-Plage,‎ 16 juillet 1905.
79. ↑  « Avis situé en bas de page », Le Grand Écho du Nord de la France,‎ 6 avril 1905 (lire en ligne, consulté le 1er avril 2021).
80. ↑  « Journal officiel de la République française. Lois et décrets », quotidien, no 43,‎ 19 février 1933, p. 1669 (lire en ligne, consulté le 28 août 2020).
81. ↑  Mariage dissous le 2 novembre 1933 par le tribunal civil de Montreuil
82. ↑  « Journal officiel de la République française. Lois et décrets », quotidien, no 27,‎ 1er février 1931, p. 1192 (lire en ligne, consulté le 2 octobre 2020).
83. ↑  « Journal officiel de la République française. Lois et décrets », quotidien, no 231,‎ 2 octobre 1938, p. 11499 (lire en ligne, consulté le 28 août 2020).